# Elbe-Elster-Land

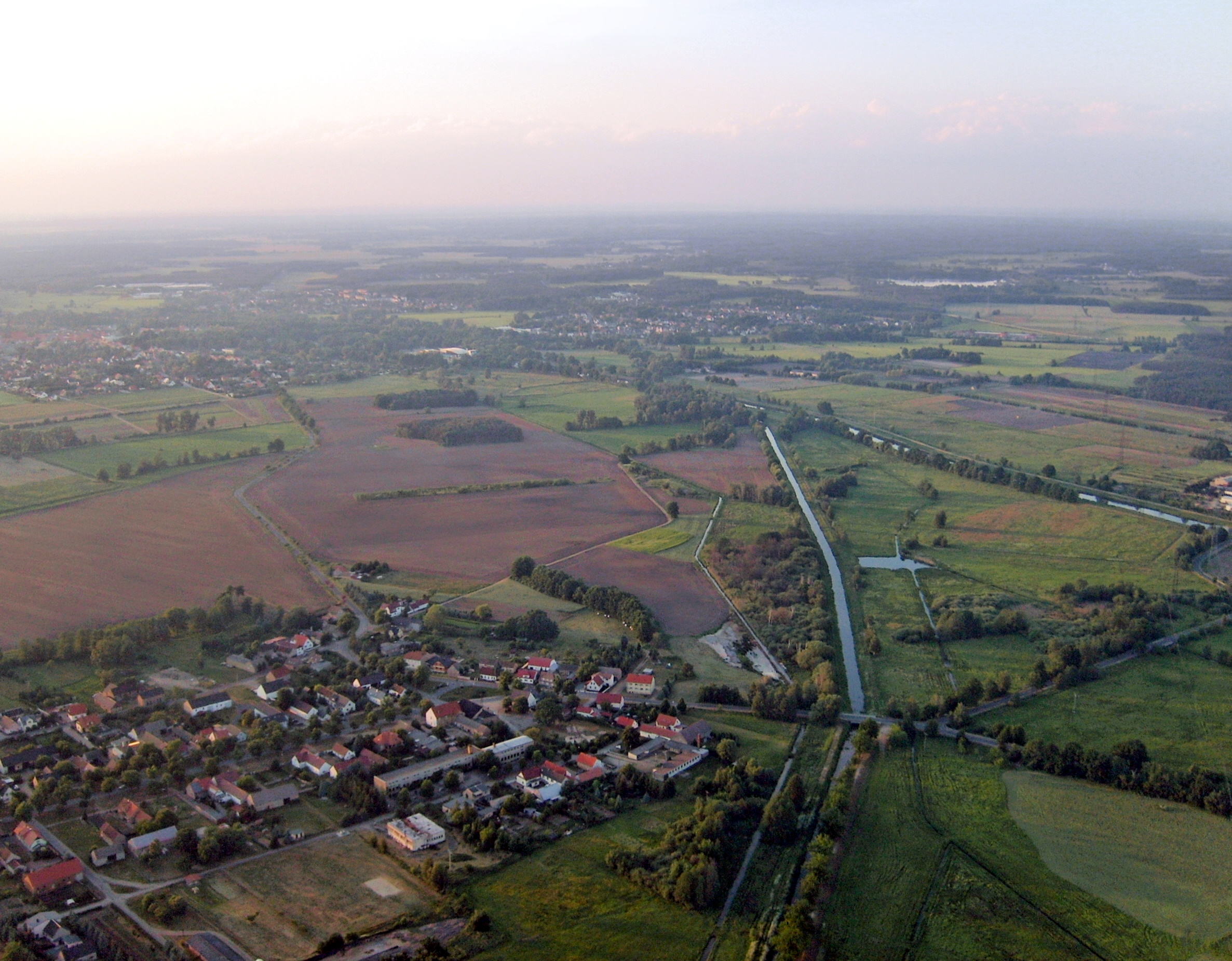
Elbe-Elster-Niederung mit der Einmündung der Kleinen Röder in die Schwarze Elster sowie den Ortslagen von Zobersdorf und Bad Liebenwerda

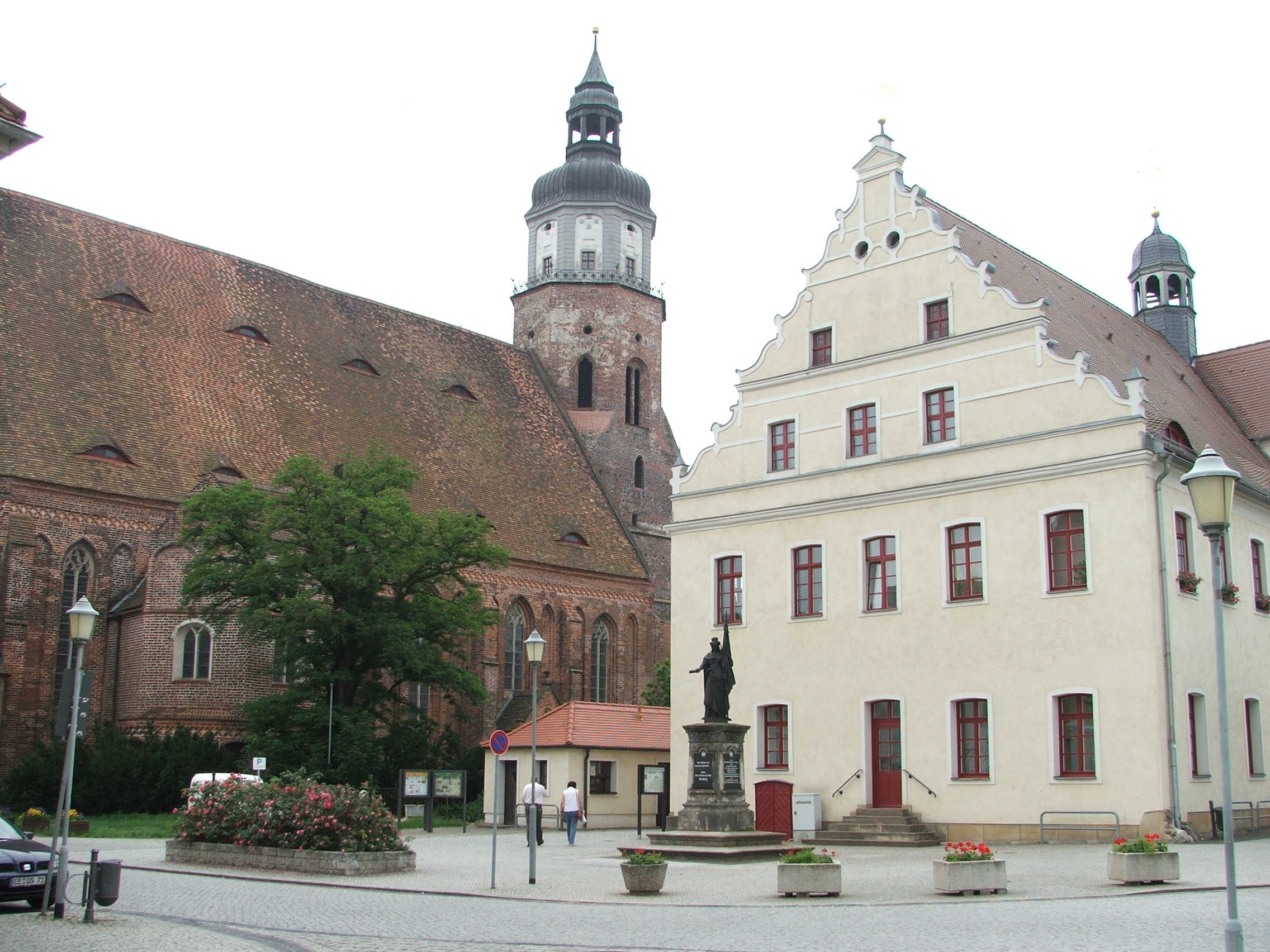
Herzberg (Elster); Rathaus und Marienkirche

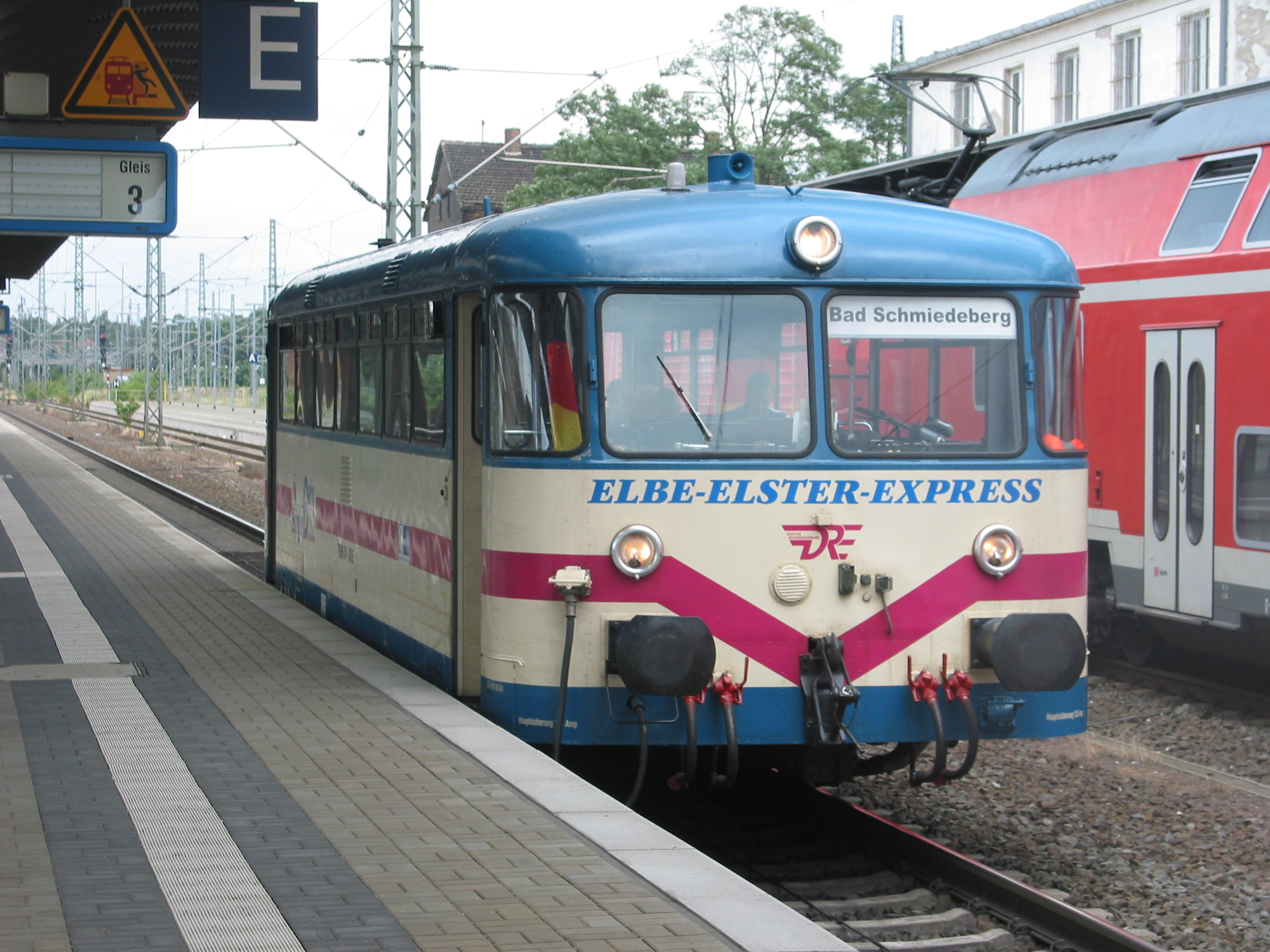
Bis 2008 verkehrende Bürgerbahn Elbe-Elster-Express

Das Elbe-Elster-Land oder Elbe-Elster-Gebiet ist eine Region im Dreiländereck der deutschen Bundesländer Brandenburg, Sachsen-Anhalt und Sachsen. Es ist ein Teil des Norddeutschen Tieflandes.
In älteren Quellen werden nordwestlich gelegene Teile des heutigen Elbe-Elster-Landes Mezumroka – „Land zwischen den Flüssen“ genannt. Es war Teil des Gau Nizizi und kaum besiedelt.
Eine erste urkundliche Erwähnung fand die Region als „Land zwischen Elbe und Elster“ am 14. April 1312, als Friedrich der Freidige im Vertrag zu Tangermünde nach seiner Gefangennahme bei Hayn, dem Markgrafen Waldemar von Brandenburg 32.000 Mark in Silber zu zahlen binnen drei Tagen versprach. Weiter versprach er seine Ansprüche am „Land zwischen Elbe und Elster“, die Mark Lausitz sowie die Städte Hayn und Torgau an den Brandenburger abzutreten.
Unter dem „Land zwischen Elbe und Elster“ wurde damals vor allem ein Gebiet verstanden, das Teile der späteren kursächsischen Ämter Mühlberg, Liebenwerda, Schweinitz und Lochau umfasste.
In der Gegenwart wird hauptsächlich das Gebiet des 1993 entstandenen Landkreises Elbe-Elster touristisch als Reiseregion Elbe-Elster-Land vermarktet und beworben, das unter anderem auch westlich gelegene Teile der Niederlausitz um Finsterwalde sowie das Schradengebiet umfasst.

## Geografie und Naturraum

### Geographische Lage

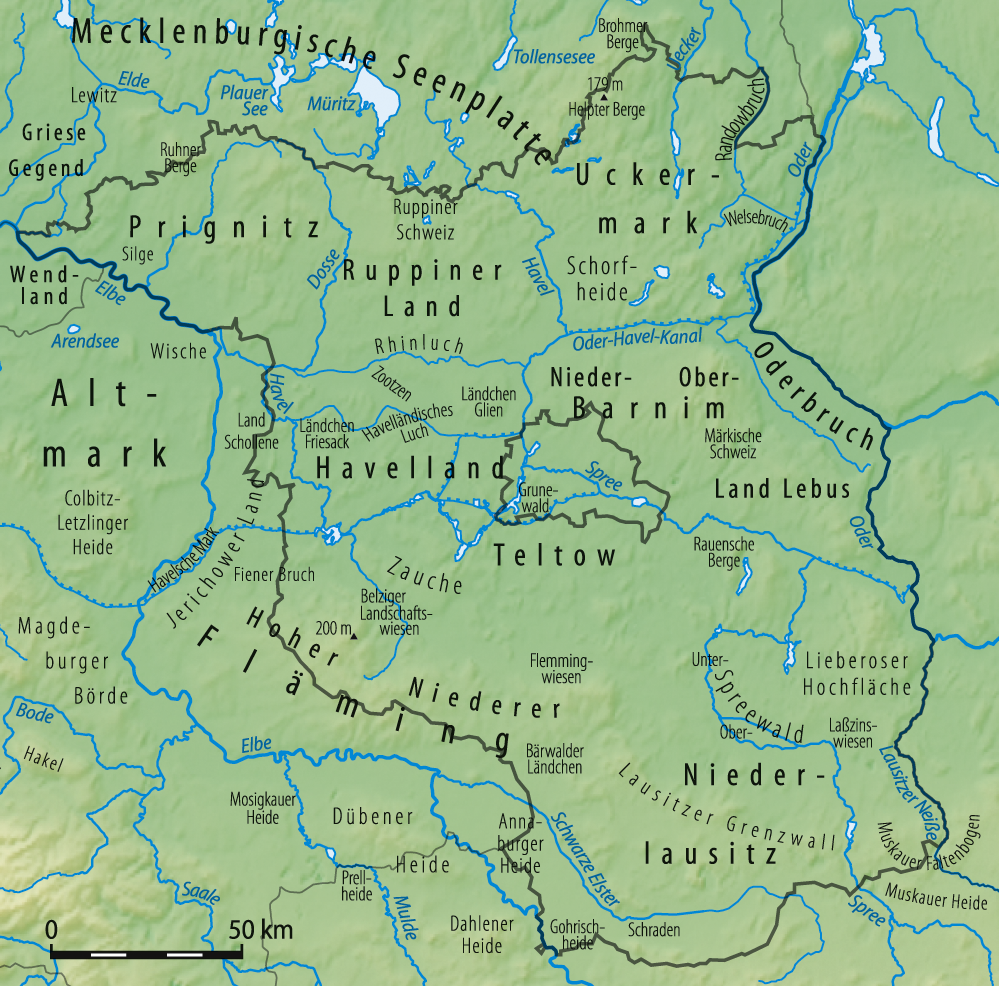
Landschaften in Brandenburg

Das Elbe-Elster-Gebiet befindet sich im Dreiländereck der Bundesländer Brandenburg, Sachsen und Sachsen-Anhalt. Es umfasst in seinem Kerngebiet hauptsächlich die namensgebende Niederung zwischen den Flüssen Elbe und Schwarze Elster bis zu deren Zusammenfluss. In der Gegenwart werden durch die 1993 erfolgte Bildung des Landkreises Elbe-Elster und dessen nachfolgende touristische Vermarktung auch Teile der Niederlausitz um Finsterwalde und Sonnewalde (Altkreis Finsterwalde) sowie das Schradengebiet zur Region gerechnet. Deren Grenzen sind relativ fließend und gehen in die benachbarten Regionen über, da die Begriffsbedeutung im Verlauf der vergangenen Jahrhunderte durch diverse Veränderungen der Verwaltungsgrenzen einem stetigen Wandel unterlag.
Die größten Städte des vergleichsweise dünn besiedelten Gebietes sind Finsterwalde, Lauchhammer und Jessen, die allerdings nicht über den Kleinstadtstatus hinaus kommen. Als weitere Städte sind hier unter anderem die Kreisstadt des Landkreises Elbe-Elster Herzberg (Elster), die Kurstadt Bad Liebenwerda sowie Doberlug-Kirchhain, Elsterwerda, Falkenberg/Elster, Mühlberg/Elbe und Uebigau-Wahrenbrück zu nennen.

### Geologie und Oberflächengestalt

Falschfarbenbild des Elbe-Elster-Landes aus DGM1-Daten

Die Oberflächengestalt der Region ist von einer relativ flachen Landschaft mit kleineren Hügelketten, Flüssen und Seen geprägt, die hauptsächlich im Quartär entstand. Die Eismassen der vorletzten Eiszeit hinterließen eine typische Moränenlandschaft. Unterteilt ist die Region deshalb im Wesentlichen in die beiden Raumeinheiten Elbe-Elster-Tiefland sowie die Lausitzer Becken- und Heidelandschaft. Das Elbe-Elster-Tiefland erstreckt sich im Westen der Region im Lausitzer Urstromtal, einem Teil des in der Saaleeiszeit entstandenen Breslau-Magdeburg-Bremer Urstromtales, das im Bereich der Schraden-Niederung zwischen Elsterwerda und Merzdorf mit sieben Kilometer Breite seine engste Stelle erreicht und dann nach Nordwesten schwenkt. Untergliedert in drei Teilabschnitte (Elbe-Elster-Gebiet, ostwestlich gerichteter Elbabschnitt, Magdeburger Elbabschnitt) umfasst das Elbe-Elster-Tiefland eine Fläche von etwa 1970 km². Es erstreckt sich im Bereich von der Elbe-Elster-Niederung zwischen dem an der Elbe gelegenen Riesa im Süden und Lauchhammer an der Schwarzen-Elster bis südlich der sachsen-anhaltischen Hauptstadt Magdeburg im Nordwesten. Diese Kulturlandschaft ist vor allem durch offene Ackerflächen geprägt, die von wald- und wiesenreichen Überschwemmungsgebieten der Flüsse Elbe und Schwarze Elster durchzogen sind. Die Lausitzer Becken und Heidelandschaft prägt mit ihren Naturräumen „Kirchhain-Finsterwalder Becken“ und „Niederlausitzer Randhügel“ (geologisch betrachtet die Sander des Lausitzer Landrückens) den Osten der Region. Im Norden des Gebietes sind im Bereich der Stadt Schönewalde, der Verwaltungsgemeinschaft Elbaue-Fläming und im Norden des Amtes Schlieben außerdem Ausläufer des Flämings, einem eiszeitlich gebildeten Höhenzug, als naturräumliche Abgrenzung zu finden.
Die höchste natürliche Erhebung der Region befindet sich mit 206,1 m ü. NN im Südosten, nahe der Gemeinde Gröden. Dies ist ein unmittelbar hinter der brandenburgisch-sächsischen Grenze auf dem Heideberg gelegener so genannter geodätischer Punkt. Hier befindet sich mit der Heidehöhe 201,4 m ü. NN auch die höchste natürliche Erhebung im deutschen Bundesland Brandenburg. Eine geologische Besonderheit stellt der etwa fünf Kilometer nördlich von Bad Liebenwerda gelegene Rothsteiner Felsen dar, der auch gleichzeitig Brandenburgs einziger größerer Natursteinfelsen ist. Während der jüngsten Eiszeit wurde hier aus dem Erdaltertum stammendes Tiefengestein aus der Zeit des Kambrium großflächig freigelegt. Das Gestein, das im Wesentlichen aus Kieselsinter und Hornstein besteht, ist in der Region außer in Rothstein auch im benachbarten Prestewitz sowie bei Fischwasser an der Erdoberfläche zu finden.

#### Schützenswerte Geotope im Bereich des Elbe-Elster-Landes

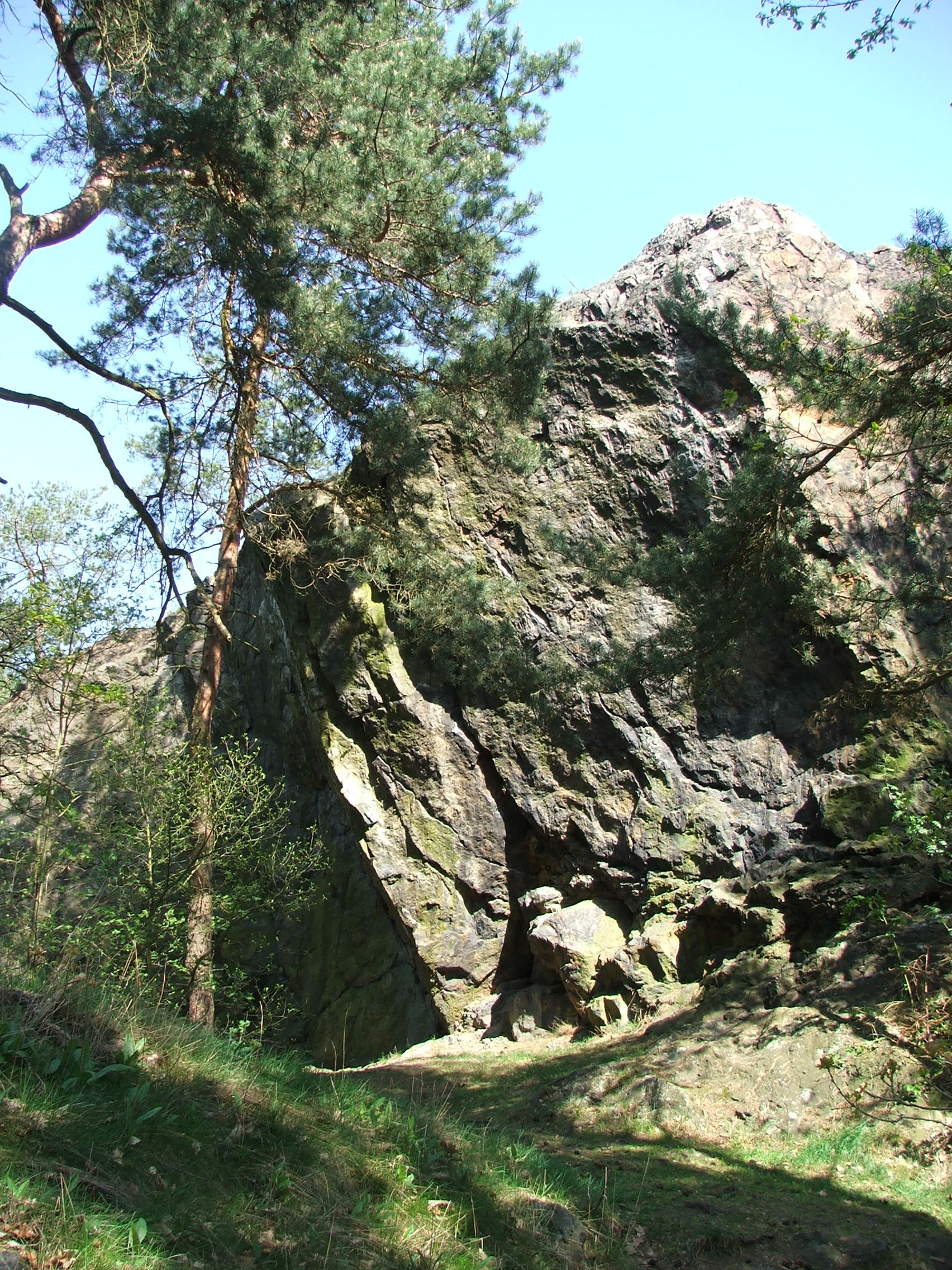
Rothsteiner Felsen

Das Landesamt für Geowissenschaften und Rohstoffe Brandenburg (heute Landesamt für Bergbau, Geologie und Rohstoffe, LBGR) listete in seinem 2002 erschienenen „Atlas zur Geologie von Brandenburg“ für den Bereich Elbe-Elster folgende schützenswerte Geotope auf:
- Rothsteiner Felsen (natürlicher Aufschluss von Gestein)
- Quarzit von Lugau / Fischwasser (natürlicher Aufschluss von Gestein)
- Grauwacke Großthiemig (natürlicher Aufschluss von Gestein)
- Heideberg (Stauchendmoräne)
- verkieselte Quarzsande in der Grube Gotthold nahe Hohenleipisch (stillgelegte Braunkohlengrube)
- Brikettfabrik Louise (Baudenkmal mit geologischem Bezug)
- Parabeldüne nördlich von Oppelhain
- Quellgebiet Kraupa
- Bachschwinde bei Kraupa

#### Bodenschätze

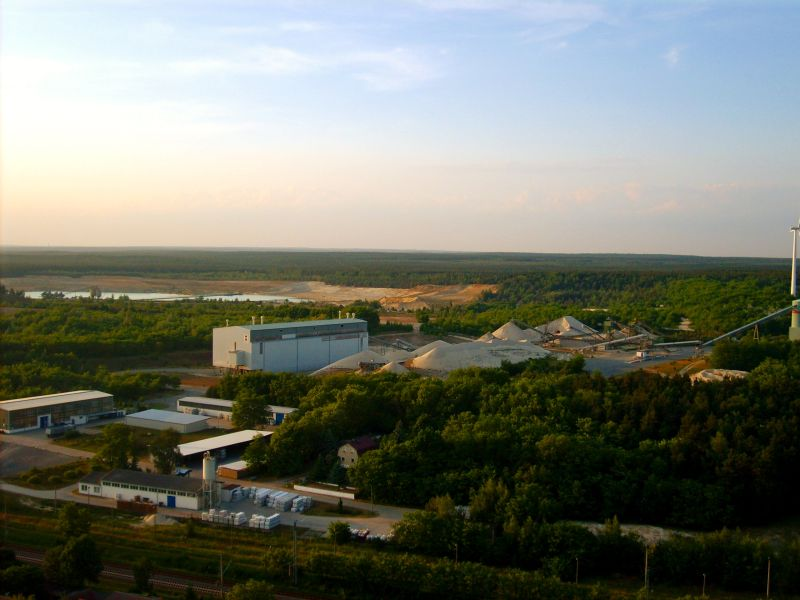
Kieswerk Haida

Wie im gesamten Gebiet Südbrandenburgs ist auch in der Elbe-Elster-Region die Braunkohle weit verbreitet und hier neben Sand und Kies ein häufig vorkommender Bodenschatz. Er ist flächendeckend sowohl in den Niederungen, als auch in den höher gelegenen Teilen in unterschiedlicher Mächtigkeit und Tiefe der Braunkohlenflöze vorhanden. Bis zur Wende noch viel im Tagebau und in früherer Zeit auch im Tiefbau gewonnen und anschließend unter anderem zur Brikettierung, Verkokung, Gaserzeugung und Verstromung genutzt, spielt der Rohstoff in der Gegenwart wirtschaftlich kaum noch eine Rolle.
Weitere bedeutende Ressourcen sind oberflächennahe Bodenschätze wie Torf und Ton sowie Kies und Sand, die im aktiven Tagebau gewonnen werden. Überregional am bedeutendsten ist dabei der Standort Mühlberg/Elbe, an dem der Elbekies gewonnen wird, Größe und Qualität machen einen Transport in weiter entfernte Gebiete rentabel. Weitere Standorte der Kiesgewinnung sind unter anderem Haida und Zeischa an der Schwarzen Elster.
In den Niederungsbereichen gibt es außerdem Vorkommen von Raseneisenstein, dessen größere Lagerstätten bereits in früherer Zeit, vor allem für den Betrieb der 1725 errichteten Eisenhütte Lauchhammer, ausgebeutet wurden.
Bei den tiefliegenden Bodenschätzen ist die Anthrazitlagerstätte Doberlug-Kirchhain erwähnenswert. Diese Steinkohlen-Lagerstätte der höchstwertigen Kohlensorte befindet sich in einer Tiefe von mehr als 200 Metern und besitzt einen Aschegehalt von über 30 Prozent. Auf Grund der begrenzten Größe des Vorkommens ist sie derzeit nicht abbauwürdig, eine künftige Nutzung durch modernere Abbautechnologien wird nicht ausgeschlossen. Außerdem besteht unweit von Herzberg (Elster) ein Uranerz-Vorkommen, dessen Abbau sich derzeit ebenfalls nicht lohnt.

### Hydrographie

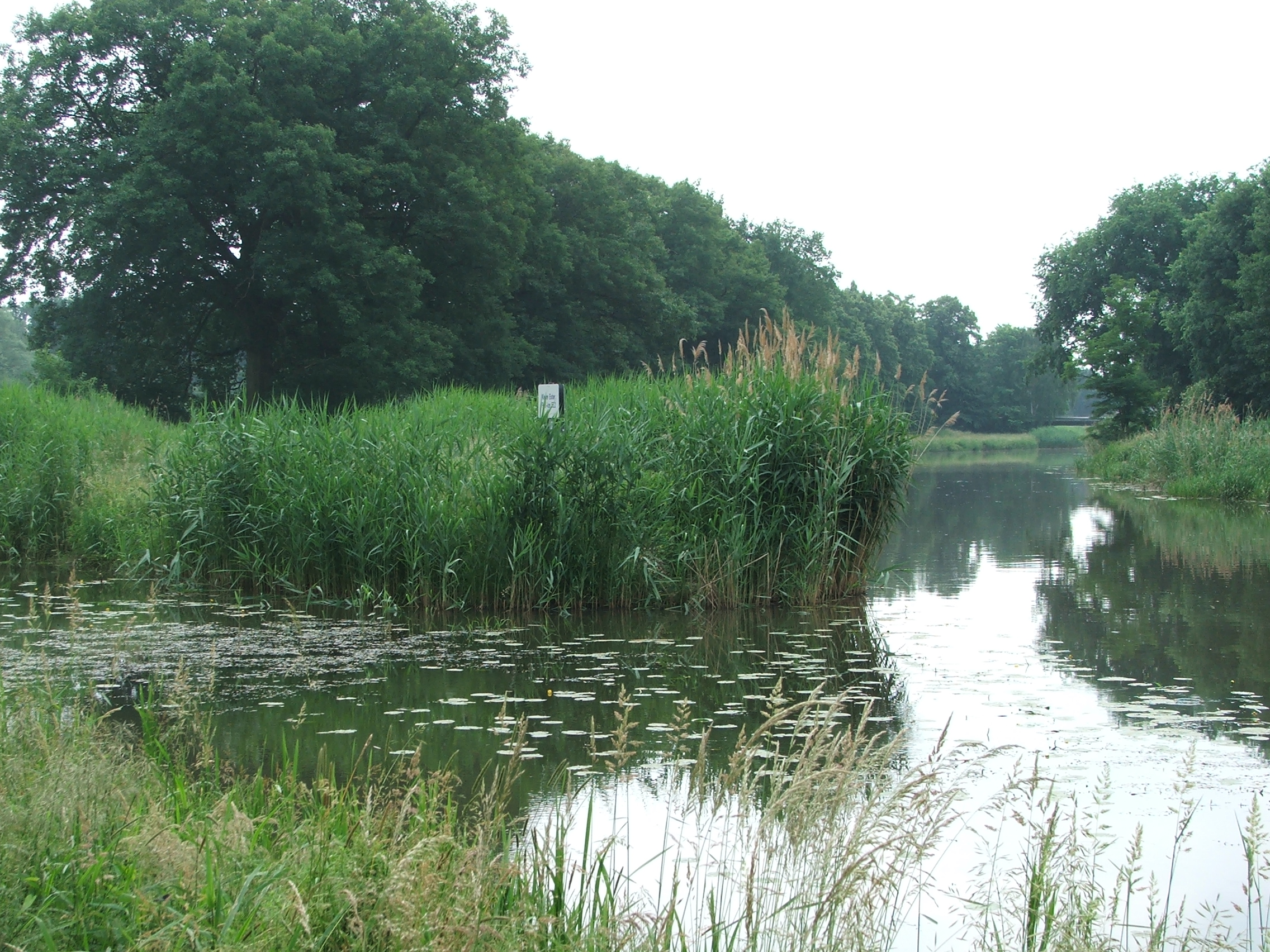
Mündung der Kleinen Elster in die Schwarze Elster

Die größten Gewässer im Gebiet sind die namensgebenden Flüsse Elbe und deren Nebenfluss die Schwarze Elster.
Vor allem das Gewässersystem der 15 Kilometer südöstlich von Wittenberg in die Elbe mündenden Schwarzen Elster dominiert dabei mit seinen Zuflüssen Pulsnitz, Große Röder, Kleine Elster, Schweinitzer Fließ und Kremitz und dem damit verbundenen weitreichenden Grundwassereinzugsgebiet die Region, sowohl in den Niederungslagen im Südwesten als auch den höher gelegenen Gebieten im Nordosten. Der nahezu komplett eingedeichte Fluss, der einst aus zahlreichen Fließen bestand, gilt heute durch die im 19. Jahrhundert erfolgten massiven Flussbegradigungen als einer der am meisten eingeengten Flüsse Mitteleuropas. Im 18. Jahrhundert wurden Elbe und Schwarze Elster durch den Elsterwerda-Grödel-Floßkanal verbunden, der bei Elsterwerda in die Neue Pulsnitz mündet, kurz bevor diese auf 88,6 m ü. NN am Flusskilometer 71,09 in die Schwarze Elster eintritt.
Das Mündungsgebiet der Pulsnitz, welches auch als Schraden bekannt ist, stellt im Südosten der Region die Grenze zu Ober- und Niederlausitz dar und ähnelte früher, wegen der hier damals zahlreich vorhandenen Fließe und der damit verbundenen starken Versumpfung, sehr dem heutigen Spreewald. Der Schraden zählt mit einem Gebietsabfluss von unter 150 Millimetern im Jahr zu den abflussärmsten Gebieten Europas.
Weitere nennenswerte Gewässer der Region sind unter anderem die durch Kiesabbau und einstigem Braunkohlebergbau hervorgegangenen Seen in Bad Erna, im Grünewalder Lauch, Haida, Kiebitz, Zeischa, Mühlberg und Rückersdorf sowie der gegenwärtig in der Entstehung befindliche zum Lausitzer Seenland gehörende Bergheider See bei Lichterfeld.

### Flora und Fauna

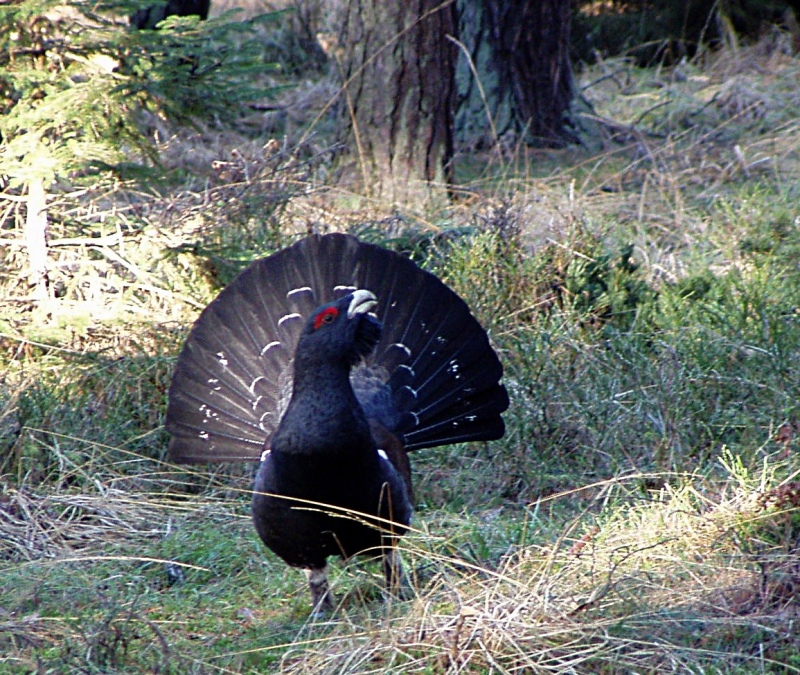
Auerhahn

Das Elbe-Elster-Land ist geprägt von Auenlandschaften in den Flussniederungen des Gewässersystems von Elbe und Schwarzer Elster und ausgedehnten Waldgebieten, von denen die Liebenwerdaer Heide im Osten und die Annaburger Heide im Nordwesten der Region aufgrund ihrer Größe die bedeutendsten sind.
Einst intensiv militärisch genutzt und dadurch von der Außenwelt weitgehend abgeschirmt, haben diese teilweise ihren ursprünglich Charakter noch erhalten können. Charakteristische Tiere der Region sind beispielsweise Kraniche, Graugänse, Elbebiber, Fischotter und verschiedene Wasservögel, welche die Auen und Seengebiete beheimaten. Außerdem konnten in der Annaburger Heide in jüngster Zeit wieder Wolfsaktivitäten festgestellt werden. In der Liebenwerdaer Heide gibt es derzeit intensive Bestrebungen, das hier bis in die 1980er Jahre vorhandene Auerwild wieder anzusiedeln. Im Rahmen eines Pilotprojektes unter Leitung des Biologen Uwe Lindner wurden im Mai 2012 27 weibliche Tiere im Naturschutzgebiet Forsthaus Prösa ausgewildert.

### Schutzgebiete

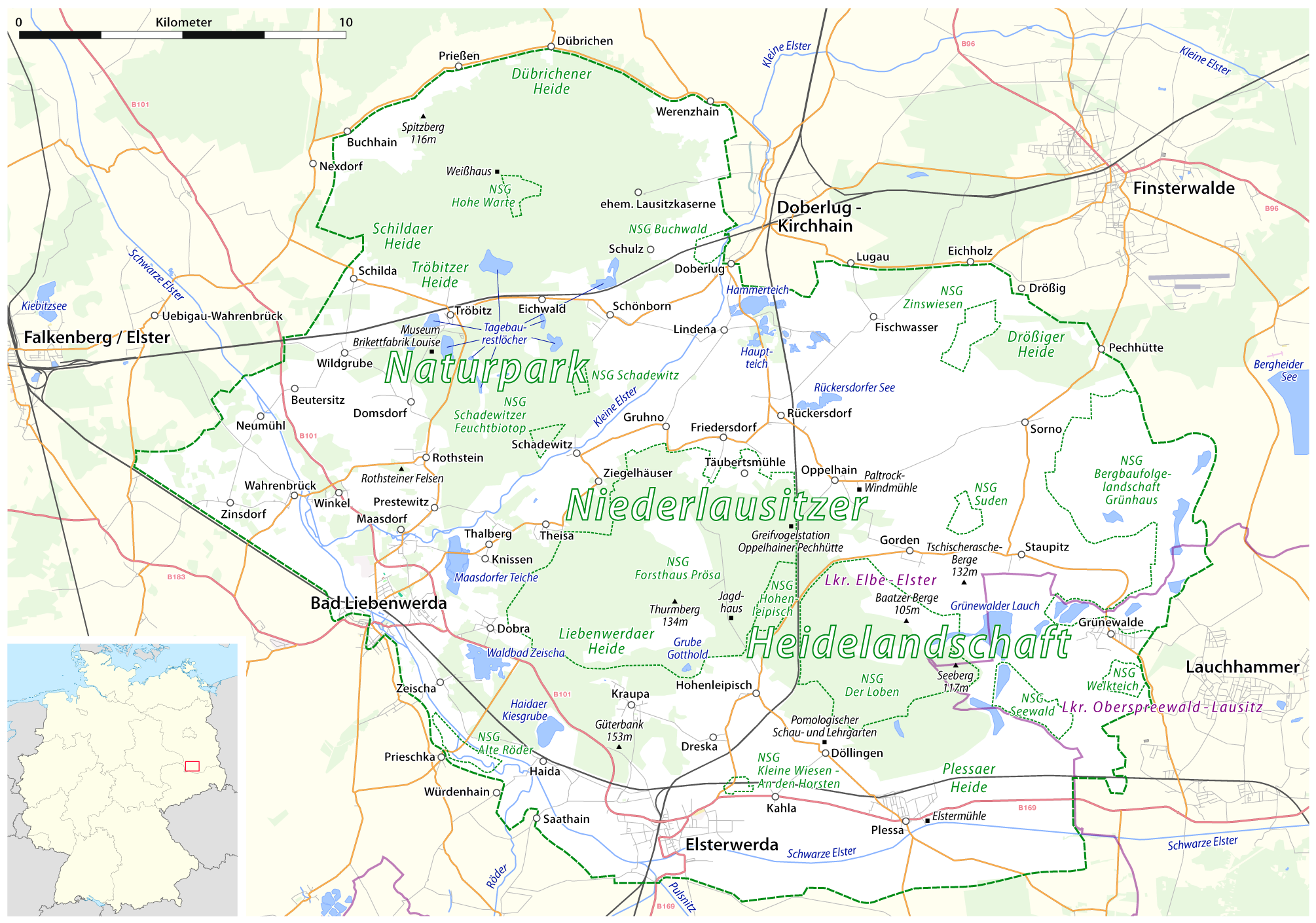
Naturpark Niederlausitzer Heidelandschaft

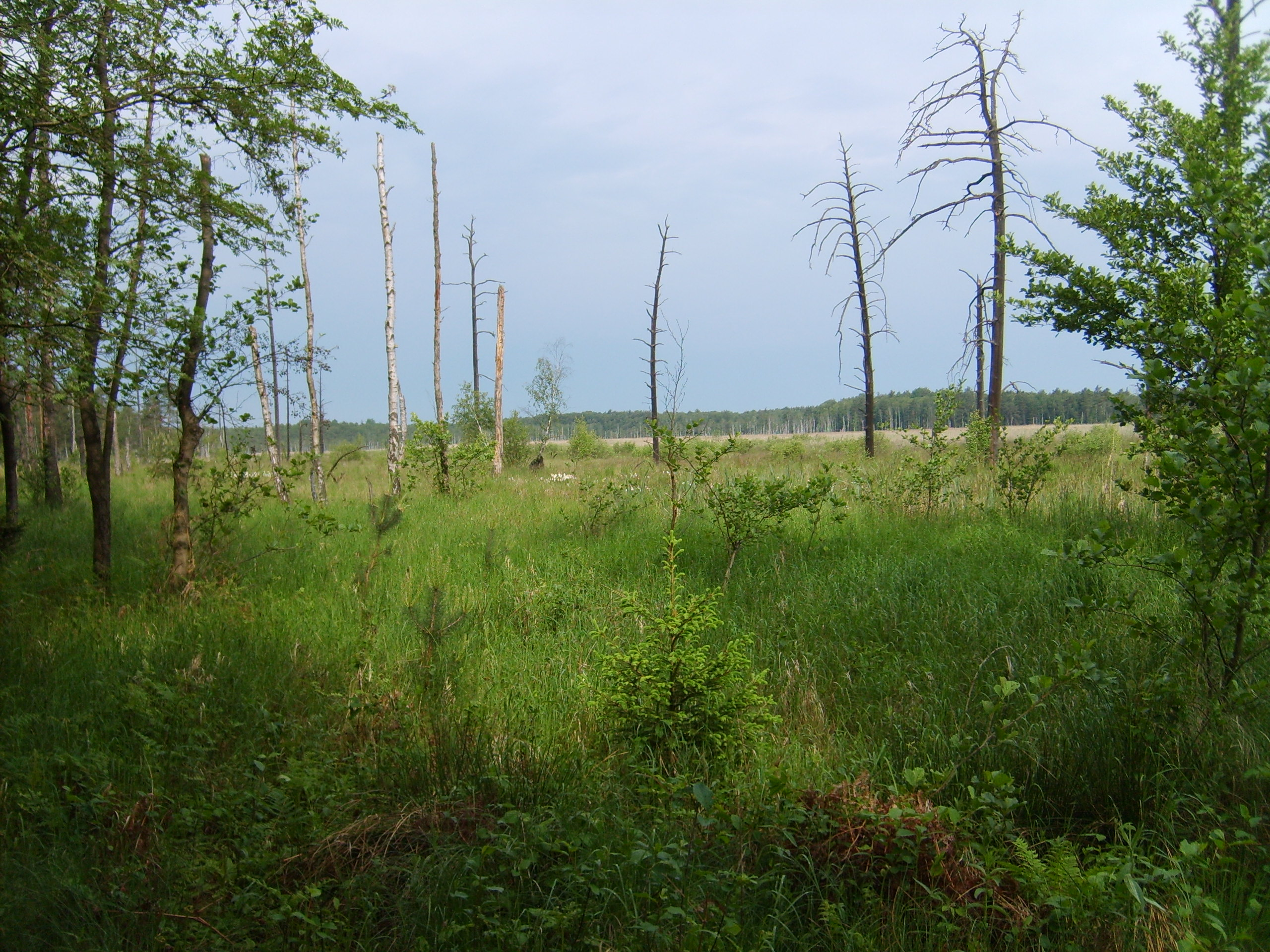
Naturschutzgebiet Loben

Das größte Schutzgebiet im Gebiet ist mit 484 Quadratkilometern der Naturpark Niederlausitzer Heidelandschaft. Er erstreckt sich zu etwa 95 % im Landkreis Elbe-Elster und erfasst auch Teile des östlich angrenzenden Landkreises Oberspreewald-Lausitz. Kernstück des Naturparks ist der ehemalige Truppenübungsplatz in der Liebenwerdaer Heide, der von Traubeneichen-Beständen, weiträumigen Heideflächen und Silbergras geprägt ist. Er dient unter anderem der einheitlichen Pflege und Erhaltung der naturnahen Landschaftsräume und der historisch gewachsenen Kulturlandschaft in diesem Gebiet. Die Bergbaufolgelandschaften des Gebiets sollen für den Naturschutz und die Erholungsnutzung zurückgewonnen werden.
Am Flusslauf der Schwarzen Elster befindet sich das etwa 6011 Hektar große Landschaftsschutzgebiet Elsteraue. Es ist in drei ökologische Raumeinheiten aufgeteilt und umfasst nahezu die gesamte Elsteraue zwischen Lauchhammer und Herzberg (Elster). Ebenso sind ein Großteil des Unterlaufs der Schwarzen Elster von Jessen bis zur Mündung durch das zum Biosphärenreservat Mittelelbe zählende Naturschutzgebiet „Untere Schwarze Elster“ (442 ha) sowie in Sachsen-Anhalt ein Großteil der Auenlandschaft an der Elbe unter Schutz gestellt.
Ganz im Süden, im Bereich des Schradens, liegt das bereits seit 1968 bestehende Landschaftsschutzgebiet Merzdorf – Hirschfelder Waldhöhen. Es dient dem Schutz und der Erhaltung des Endmoränenzuges zwischen den Orten Merzdorf und Hirschfeld, in dem sich Brandenburgs höchste Erhebung, die 201,4 Meter hohe Heidehöhe befindet.
Weitere Landschaftsschutzgebiete sind unter anderem das vom Altbergbau um Tröbitz und Domsdorf geprägte LSG Nexdorf-Kirchhainer Waldlandschaft (4253 ha), das am südlichen Rand des Kirchhain-Finsterwalder Beckens gelegene LSG Rückersdorf-Drößiger Heide (3253 ha) und das LSG Hohenleipisch Sornoer Altmoränenlandschaft (10.510 ha), das einen Großteil der Landschaft der Liebenwerdaer Heide mit der Hohenleipischer Hochfläche, dem Moorgebiet Loben und die Bergbaufolgelandschaften in der Plessaer Heide unter Schutz stellt.
Außerdem befinden sich in der Region zahlreiche Naturschutzgebiete, davon allein 13 im Bereich des Naturparks Niederlausitzer Heidelandschaft. Erwähnenswerte Schutzgebiete sind hier beispielsweise das Naturschutzgebiet Alte Röder bei Prieschka, das unter anderem der Erhaltung und Entwicklung dieses Gebietes als Lebensraum des Elbebibers dient, das Moorgebiet Loben bei Hohenleipisch oder das Naturschutzgebiet Forsthaus Prösa mit einem der größten zusammenhängenden Traubeneichenwälder Mitteleuropas.

### Klima

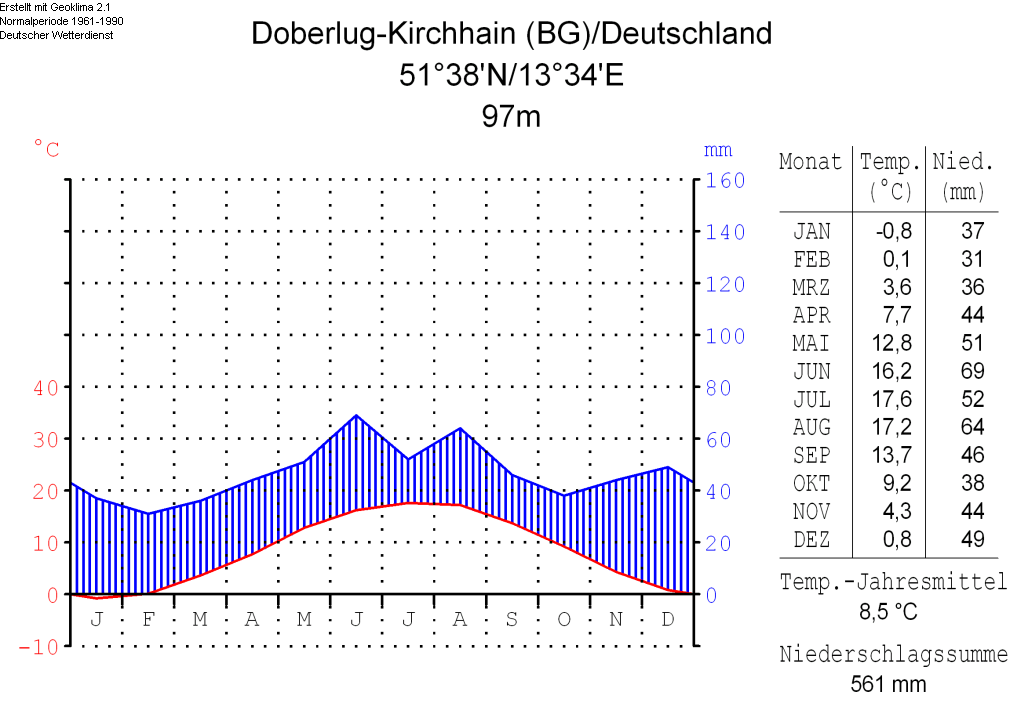
Klimadiagramm von Doberlug-Kirchhain
Klimadiagramm von Torgau[43][44]

Das Elbe-Elster-Land liegt mit seinem humiden Klima in der kühl-gemäßigten Klimazone, jedoch ist ein Übergang zum Kontinentalklima spürbar.
Wetterstationen befinden sich in Doberlug-Kirchhain sowie im an der Elbe gelegenen Torgau. Der Monat mit den wenigsten Niederschlägen ist der Februar, der niederschlagsreichste Monat ist mit durchschnittlich 69 Millimetern in Doberlug-Kirchhain der Juli, in Torgau ist es der August, wo durchschnittlich etwa 64 Millimeter Niederschlag fallen. Der jährliche Niederschlag beträgt in Doberlug-Kirchhain durchschnittlich 561 Millimeter, in Torgau 541 Millimeter. Die mittlere jährliche Lufttemperatur beträgt in Doberlug-Kirchhain 8,5 °C und in Torgau 8,7 °C. Der Temperaturunterschied zwischen dem kältesten Monat Januar und dem wärmsten Monat Juli beträgt 18,4 °C in Doberlug-Kirchhain und 18,7 °C in Torgau.

## Geschichte

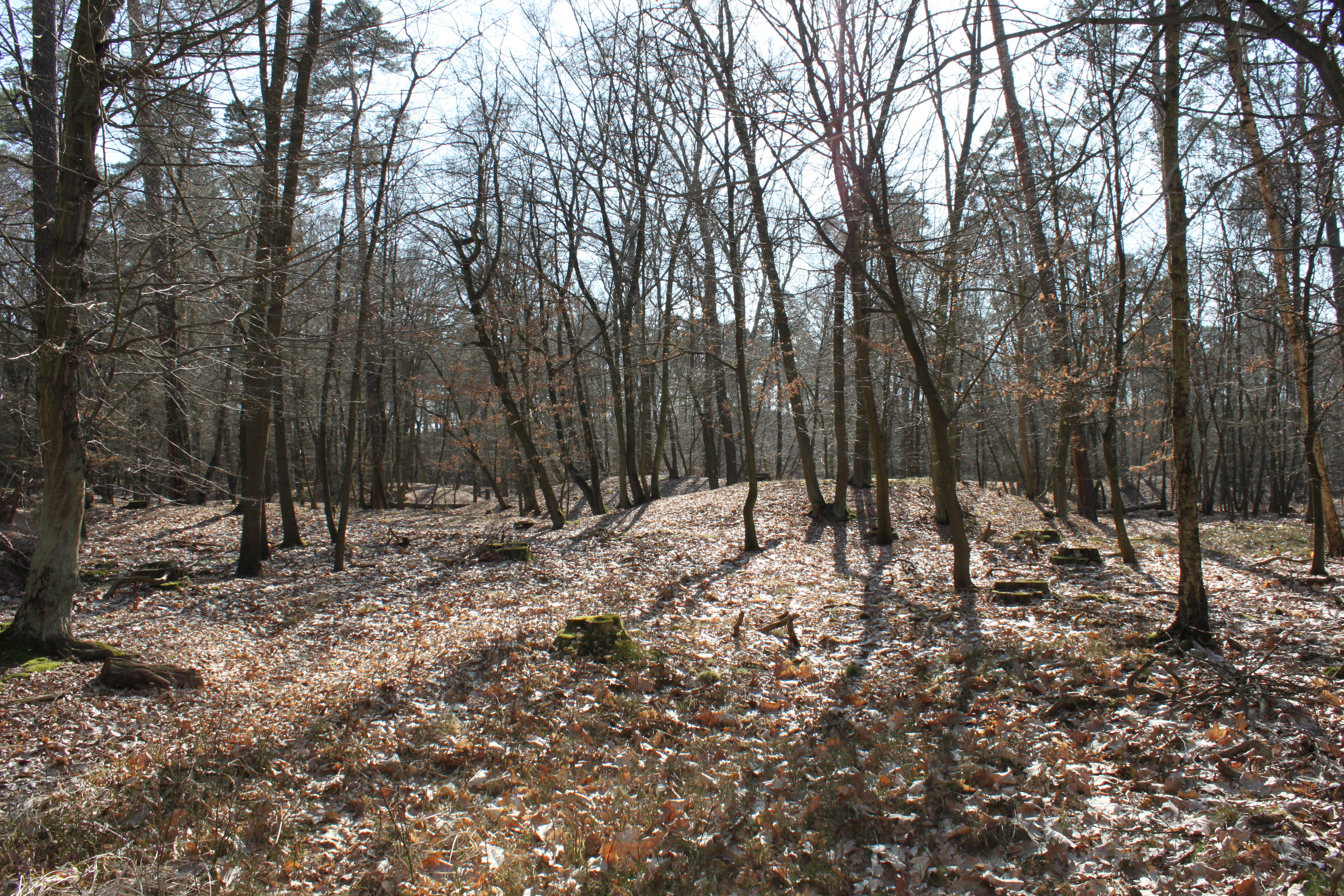
Hügelgräberfeld Schweinert

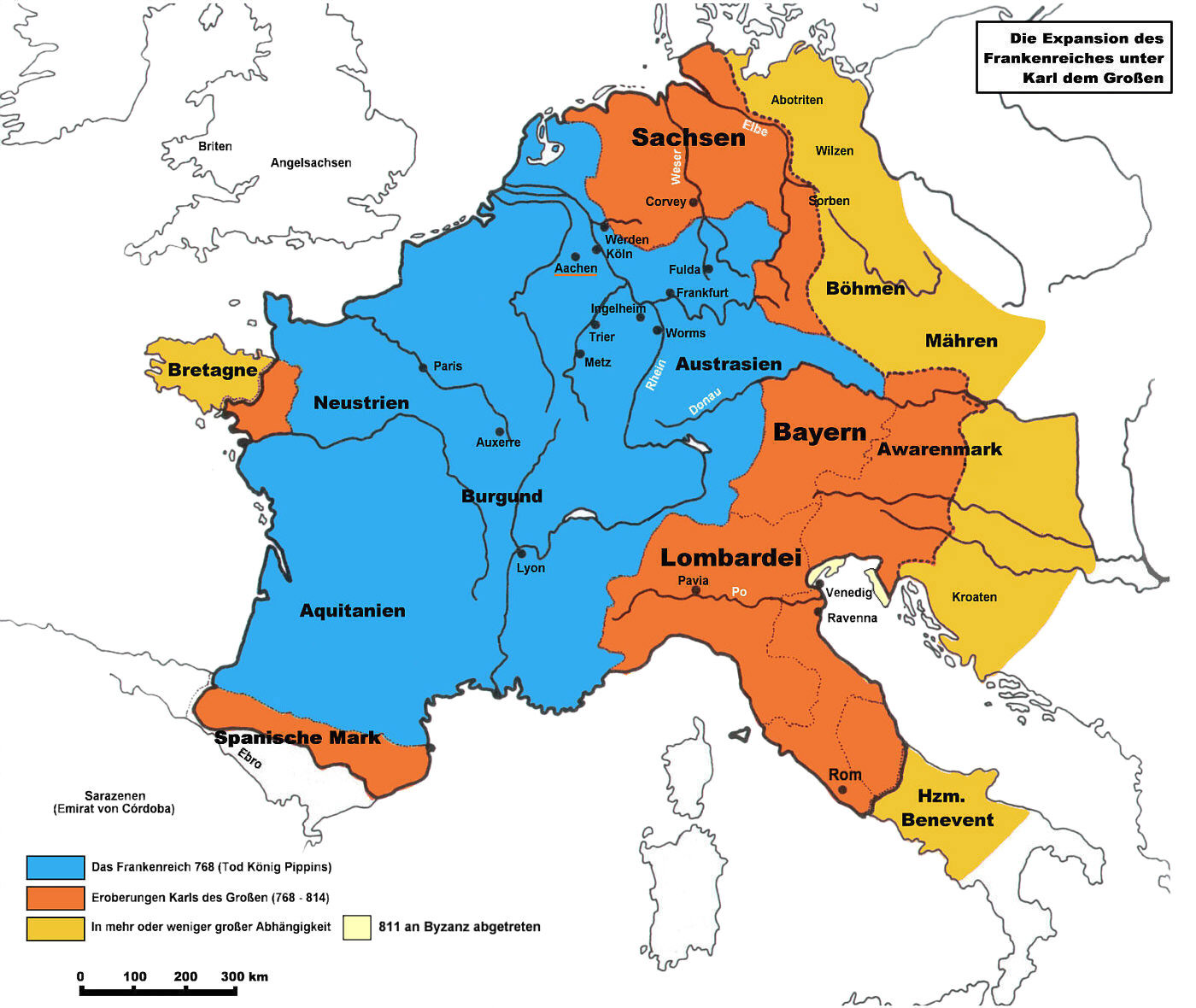
Das Frankenreich 768–811, östlich von Saale und Elbe waren slawische Gebiete

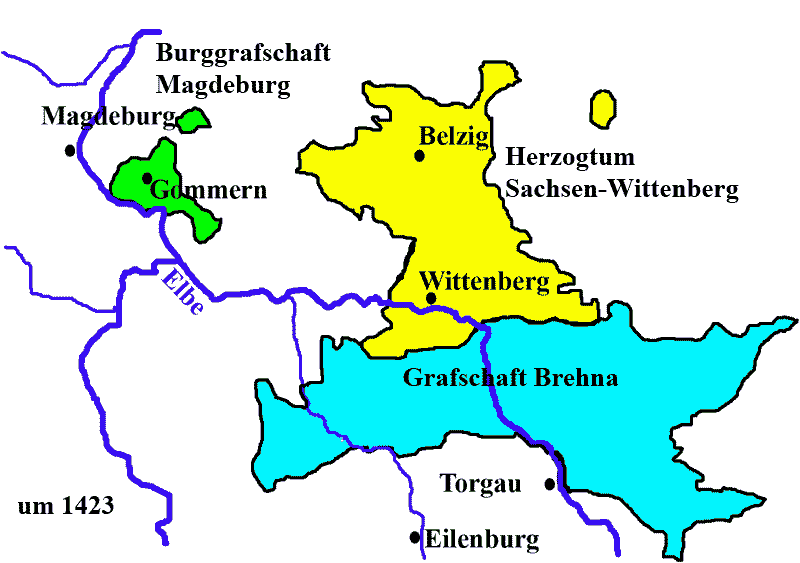
Ungefähre Grenzziehung der Grafschaft Brehna um 1480

### Ur und Frühgeschichte
Für das Elbe-Elster-Land wird von einer nur mäßigen Besiedlungsdichte zur Steinzeit ausgegangen. Archäologische Funde gibt es für etwa die Gegend von Malitschkendorf, in der unter anderem Stielspitzen aus der Endaltsteinzeit (ca. 8000 v. Chr.) erhalten sind. Kleinere Fundorte aus der Mittelsteinzeit liegen nahe der Schwarzen Elster bei Herzberg, Zeischa und im Schraden.
Für die Bronzezeit lässt sich eine große Dichte an Siedlungen und Hügelgräberfeldern für die Region entlang der Flussläufe nachweisen. So wurden erst 2006 neue Funde am Bahnhof und 2010 an einer Grundschule in Doberlug-Kirchhain aus der Zeit 1000 v. Chr. während der Lausitzer Kultur gemacht. Nur wenige sind noch oberflächlich sichtbar, da die meisten durch die landwirtschaftliche Bewirtschaftung zerstört wurden. Neben den Burgwällen bei Falkenberg, Gerbisbach und Kosilenzien ist das Hügelgräberfeld „Schweinert“ bei Uebigau noch erhalten. Der Burgwall bei Malitschkendorf ist vermutlich erst in der Frühen Eisenzeit errichtet worden, obwohl es neben dem Burgwall auch Spuren aus der Frühen Bronzezeit gibt.

### Besiedlungsgeschichte
Zur Zeit Karls des Großen reichte das Fränkische Reich bis an Saale und Elbe. Das Land östlich der Elbe und der Schwarzen Elster war damals vereinzelt von Slawen besiedelt. Mit den erfolgreichen Kriegszügen Geros gegen die Slawen entstand die Sächsische Ostmark. Das Elbe-Elster-Land machte einen großen Teil des in der Ostmark liegenden Gau Nizizi aus. Bis dahin nannte man das Gebiet auch Mezumroka (altsorbisch: Zwischen den Sümpfen, Grenzland).
In der zweiten Hälfte des 10. Jahrhunderts wurde das Elbe-Elster-Gebiet Teil der Ostmark und damit in das Deutsche Reich eingefügt. Zu dieser Zeit lebten nur kleinere slawische Stämme meist in den Randlagen des Gebietes. Das Kernland war kaum bewohnt. Mit der Schaffung von Burgwartmittelpunkten kamen deutsche Siedler in das Land. Dabei wurden die ersten Burgen oft auf altslawischen Burgen errichtet, wie zum Beispiel die in den Kaiserurkunden erwähnten Burgen Klöden (965), Prettin (981), Zwethau (1004) und auf dem archäologisch gesicherten Burgwall Mühlberg/Elbe. Mit dem späteren Landesausbau im 12. Jahrhundert verloren diese Burgwartmittelpunkte ihre Bedeutung und fungierten jetzt als dörfliche Ministerialiensitze. Die Burg Mühlberg hatte jedoch als ursprünglich markgräfliche Burg ihre Bedeutung behalten können.
Nach dem Sturz Heinrich des Löwen im Jahr 1180 gelangte das Land um Wittenberg zum Herzogtum Sachsen, welches mit dem Reichsmarschallamt verbunden war. Über Bernhard III. gehörte es nun zum Herrschaftsgebiet der Askanier. Weiter nördlich hatten zuvor auch Albrecht der Bär als Markgraf von Brandenburg und Bischof Wichmann Bauern und Bürger im Rheinland, in Flandern, Sachsen und Franken für ostelbische Siedlungsgebiete werben lassen.
Der Handel über die Fernhandelswege von Magdeburg und Zerbst über Wittenberg führte in das Gebiet der Schwarzen Elster und weiter in die Niederlausitz oder nach Meißen. Schnell wuchsen jetzt Marktflecken und Ortschaften. Beleg dafür sind unter anderem die nach dem Schutzpatron der reisenden Händler benannten Nikolaikirchen, die häufig entlang der Straßen zu finden sind.
Im Süden begannen die Naumburger Bischöfe ihre Herrschaft im Elbe-Elster-Gebiet auszubauen. Grundlage dafür bildete eine Schenkung in den Jahren 1064 und 1065 durch König Heinrich IV., welche die Burgwarte in Strehla, Gröba und Boritz einschloss. Nach Ottos Tod (1190) vereinnahmte der König die Mark Meißen als erledigtes Reichslehen (1195), womit das Gebiet südlich des Elbe-Elster-Landes nun von königlichen Beamten verwaltet wurde. Gleichzeitig wurde dieses Gebiet nun Teil des mitteldeutschen Reichsterritoriums, was vermutlich bis in die Niederlausitz reichte. Damit hatte die Zentralgewalt über die partikulären Kräfte gesiegt. Aber mit dem plötzlichen Tod des Königs 1197 gelang es den Wettinern nach kurzer Zeit erheblich an Macht zu gewinnen. So übernahm etwa der Wettiner Dietrich der Bedrängte 1210 die Mark Niederlausitz, nachdem eine andere Linie der Wettiner mit dem Tod Konrad II. ausstarb. Die dafür ursprünglich vereinbarte Zahlung von 15.000 Mark wurde um ein Drittel nachgelassen. Die Wettiner begannen nun eiligst das Gebiet auszubauen, wobei sie es in Vogteibezirke aufgliederten. Dabei entstand meist neben einer befestigten Stadt eine Burg, die den Sitz des landesfürstlichen Vogts bildete. Handel, Verkehr und der Ausbau neuer Straßen und Wege wurden ebenso gefördert wie die Gründung neuer Städte.
Auch die Regelungen in der Oberlausitzer Grenzurkunde reichen bis in das Elbe-Elster-Land. Zu dieser Zeit entstehen deutsche Siedlungen um Dobrilugk. So etwa 1228 Lugau und Lindenau, 1229 Frankena und Münchhausen, 1231 Gruhno und 1234 weitere. Schon unter Dietrich II., also in der Zeit zwischen 1165 und 1184, gründeten Mönche aus dem thüringischen Kloster Volkenroda das Kloster Dobrilugk.
Um 1200 entstanden innerhalb weniger Jahrzehnte Burgen in Mückenberg, Elsterwerda, Saathain, Liebenwerda, Würdenhain, Wahrenbrück und Uebigau am linken Ufer der Schwarzen Elster. Der einzig erhaltene Wartturm aus dieser Zeit ist der Lubwartturm in Bad Liebenwerda. Die Burgen dienten der Sicherung der Flussübergänge, aber auch dem Schutz und der Kontrolle der parallel zur Schwarzen Elster verlaufenden Heer- und Handelsstraßen.

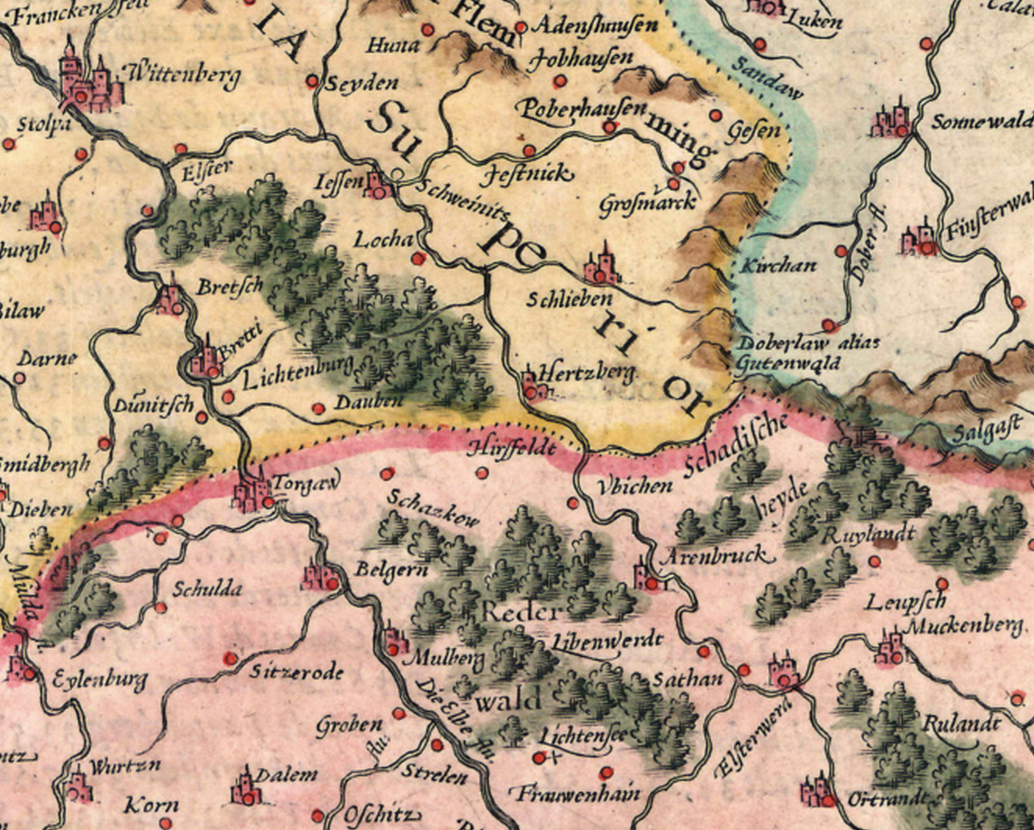
Das Elbe-Elster-Land als Grenzland. Die Niederlausitz grenzte im Osten, das Meißnische Land traf sich im Elbe-Elster-Land mit Kursachsen

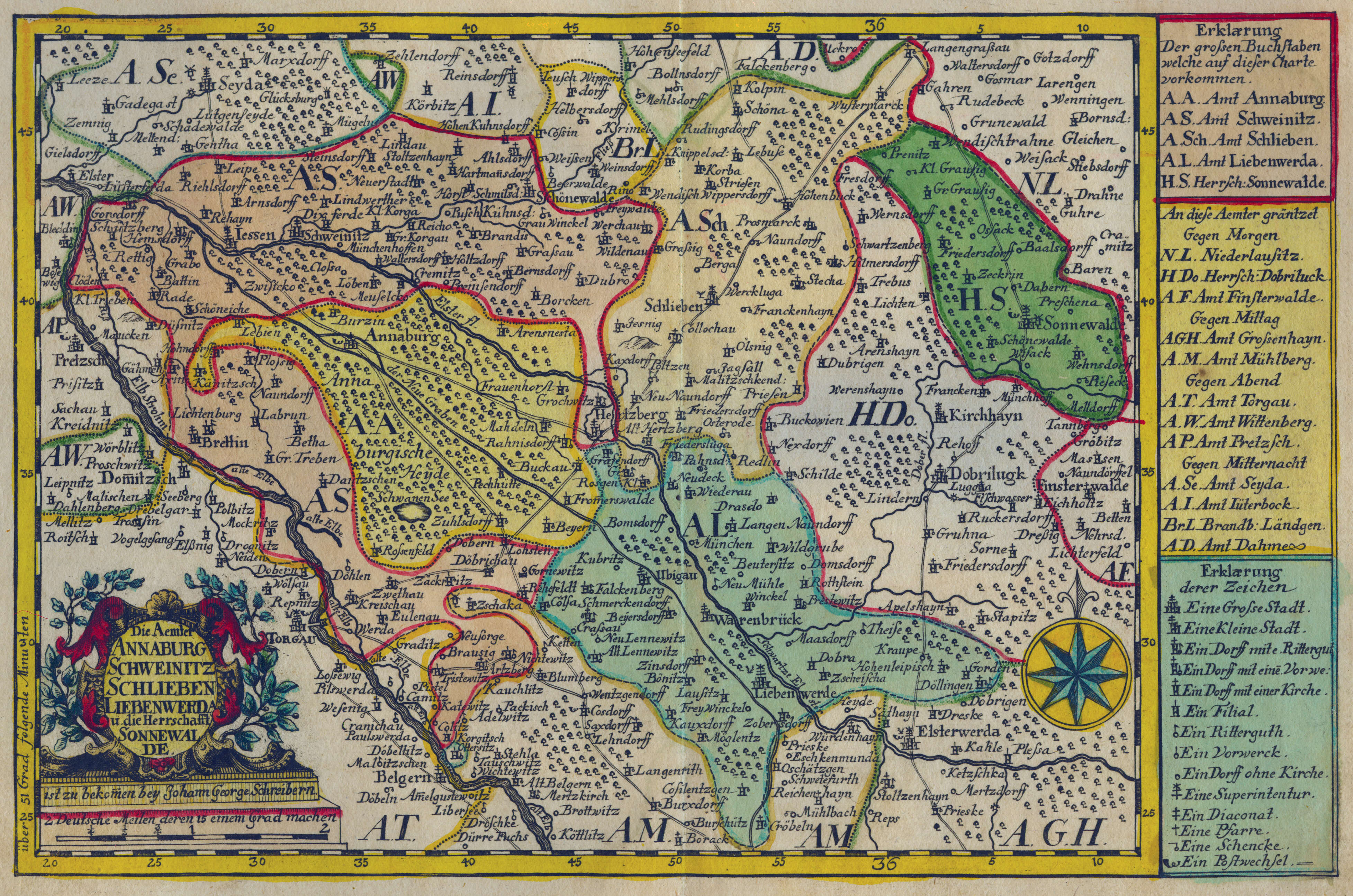
Die kursächsischen Ämter Annaburg, Schweinitz, Schlieben, Liebenwerda, Sonnewalde

Der Adel, welcher der wettinischen Landesherrschaft unterstand, versuchte sich als Städtegründer. So zum Beispiel die Herren Ileburg (später auch Eulenburg), die 1295 über Münze und Juden ihrer Städte Mühlberg und Liebenwerda verfügten. Dieses Adelsgeschlecht übernahm, von den Wettinern beauftragt, als Ministerialenfamilie die Verwaltung und Führung in zahlreichen Orten zwischen Eilenburg und der Niederlausitz. Den Ileburgern gelang es, die verwalteten Güter erblich in ihren Besitz zu bringen. Bedingt durch die strategische Lage des Elbe-Elster-Landes zwischen den Marken Brandenburg und Meißen gehörte ihre Loyalität mal dem einen, mal dem anderen Markgrafen. Eine wichtige Rolle für die Besiedlung des nördlichen Teils des Elbe-Elster-Landes spielten die Grafen zu Brehna. Um 1200 residierten die Brehnaer Grafen zunächst in Löben, später in Herzberg.
Im Jahre 1290 erhielt Rudolf I. die Grafschaft Brehna, womit nun auch das Elbe-Elster-Land in das Herzogtum Sachsen-Wittenberg überging, das zum Stammland des späteren Kurfürstentums Sachsen werden sollte.
Erstmals urkundlich erwähnt wurde das Elbe-Elster-Land am 14. April 1312, als Friedrich der Freidige im Vertrag zu Tangermünde nach seiner Gefangennahme bei Hayn, dem Markgrafen Waldemar von Brandenburg, 32.000 Mark Silber zu zahlen binnen drei Tagen versprach. Weiter versprach er die Mark Lausitz, das Land zwischen Elbe und Elster (auch Osterland) und die Städte Hayn und Torgau an den Brandenburger abzutreten.
Unter Elbe-Elster-Land wurde zu der Zeit vor allem das Gebiet der späteren kursächsischen Ämter Mühlberg, Liebenwerda, Schweinitz, Lochau und Schlieben verstanden. Die Niederlausitz wurde nicht mit zum Elbe-Elster-Land gezählt.
Der letzte Askanier war Albrecht III. (Albrecht der Arme), der 1422 nach einem Brand in seiner Unterkunft in der Lochauer Heide seinen Verletzungen erlag. Seine Witwe, Euphemia von Oels, bezog ihr Wittum im Schloss Liebenwerda und erweiterte dieses in den Folgejahren um das Vorschloss. Zu ihren Wittum gehörten auch Wahrenbrück und weitere Dörfer, wie Hohenleipisch, Lausitz und Berga bei Schlieben, aus denen sie Steuern und Naturallieferungen bezog.
Die Leipziger Teilung 1485 teilte auch das Elbe-Elster-Land. Die Gebiete um Mühlberg und Elsterwerda wurden Teil der von den Albertinern beherrschten Gebiete, alles nördlich von Liebenwerda bis nach Wittenberg waren nun Teil der von den Ernestiner regierten Länder.

### Reformation

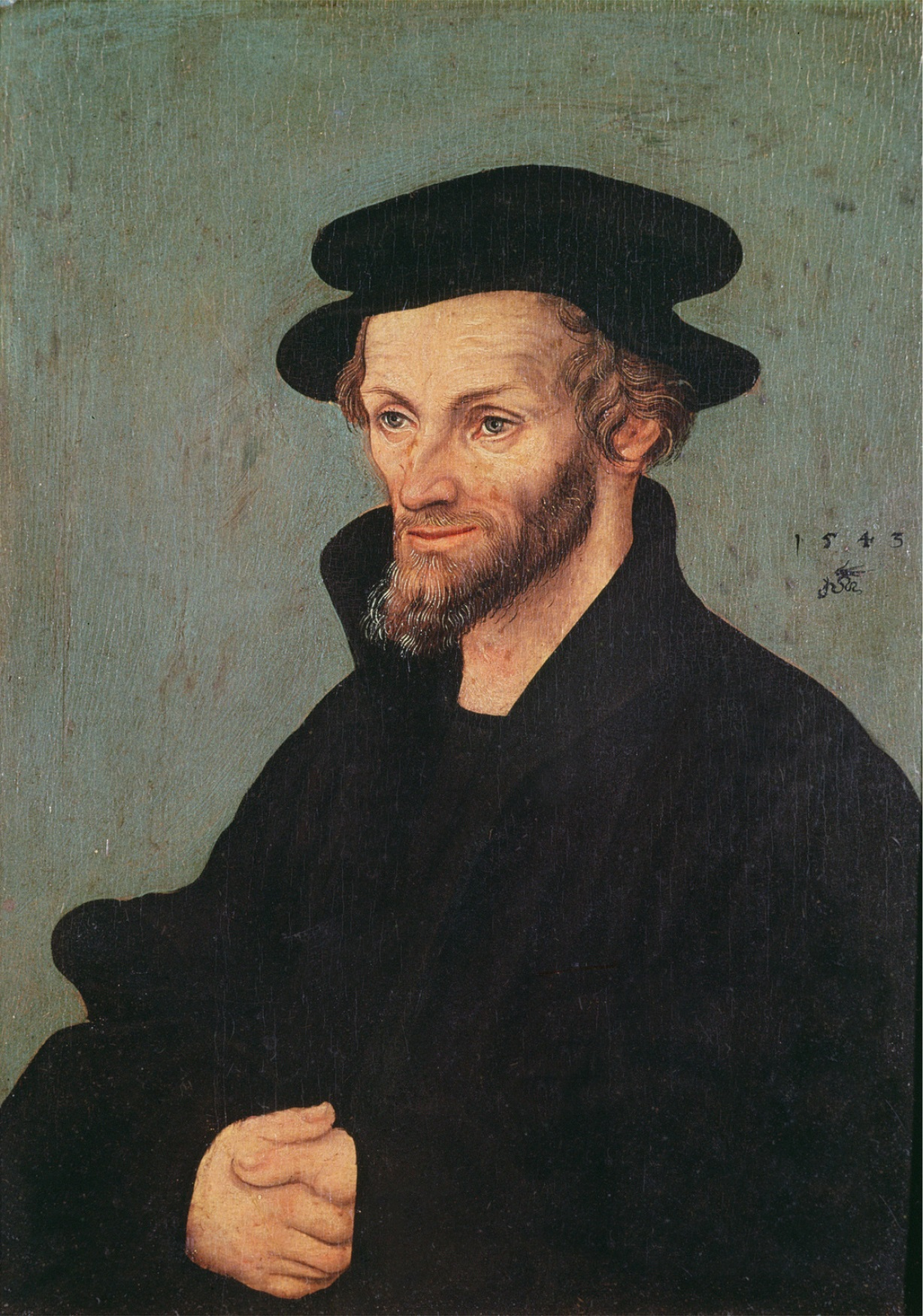
Philipp Melanchthon

Das Kurfürstentum Sachsen wurde darauf 1423 vom römisch-deutschen König Sigismund dem Wettiner Markgrafen Friedrich dem Streitbaren von Meißen und Thüringen für seinen Kampf gegen die Hussiten als Lehen übertragen. Nur wenige Jahre zuvor hatte der Schliebener Johannes von Drändorf, einer der rührigsten deutschen Anhänger des Hussitismus, seinen Kampf für den reformierten Glauben begonnen. Später erinnerten Martin Luther und Philipp Melanchthon an seinen Märtyrertod und betrachteten ihn als Vorreiter der Reformation.
Die Nähe zu Wittenberg brachte auch eine Nähe zur Reformation mit sich. Nachdem eine entflohene Nonne den Pfarrer Hartmann Ibach aus Sonnewalde geheiratet hatte, zeigten sich bald im Mühlberger Nonnenkloster Auflösungserscheinungen. Die beantragte Auslieferung der beiden wurde 1524 von den Gebrüdern von Minkwitz abgelehnt. Die Sonnewalder Herren von Minkwitz waren Anhänger der Neuern Lehre. 1525 richtete Luther an ihn einen Brief über die Neuordnung des Gottesdienstes ans sie. Auch der Mühlberger Probst Georg Koeler verließ das Kloster, um eine Pfarrstelle im ernestinischen Liebenwerda anzunehmen. 1526 bat Koeler um Beurlaubung, um in Wittenberg das Bibelstudium zu beginnen. Luther selbst trieb die Neubesetzung der Pfarrstellen immer wieder voran. So empfahl er 1524 Johannes Buchner (Heller) als Diakon nach Jessen, 1544 führte er Martinus Gilbert de Spaignarts, ein französischer Lutheraner, als Superintendent in Liebenwerda ein.
Luther traf Karl von Miltitz zweimal im Elbe-Elster-Land, im Oktober 1519 in Liebenwerda und ein Jahr darauf im Antoniterkloster Lichtenberg bei Prettin. In Herzberg/Elster wurde schon 1522 der evangelische Gottesdienst in deutscher Sprache durch Johannes Wagner eingeführt. Martin Luther nahm 1522 und 1533 an den Schul- und Kirchenvisitationen in Herzberg teil. Zwei ganzfigurige Bildnisse aus dem Ende des 16. Jahrhunderts von Martin Luther und Philipp Melanchthon sind bis heute im Besitz der Marienkirche. Melanchthon verfasste 1538 eine Schulordnung für das Herzberger Gymnasium, die im Laufe des 16. Jahrhunderts in ganz Deutschland übernommen wurde. Johannes Clajus, aus Herzberg stammend, verfasste dann 1578 die „Grammatica Germanicae Linguae“, einen Wegbereiter der Deutschen Grammatik.
Im 16. Jahrhundert gewann das Elbe-Elster-Land als kurfürstliches Jagdgebiet an Bedeutung. Zeichen dafür sind der Bau des Jagdschlosses Annaburg und der Umbau des Schlosses in Liebenwerda. Weitere Schlösser folgten.

### Schmalkaldischer Krieg

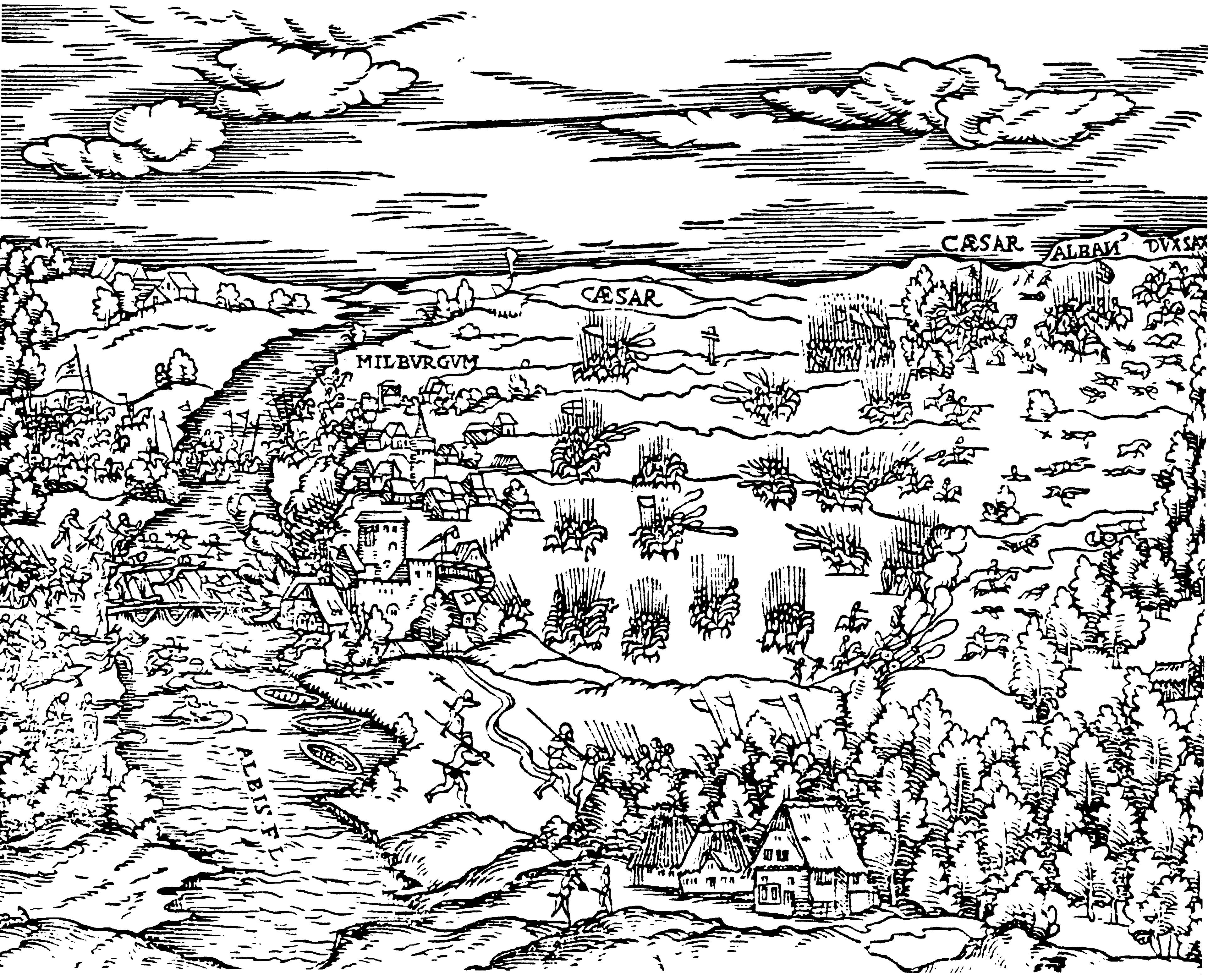
Schlacht bei Mühlberg, Holzstich von 1550

Mit dem Ausgang der Schlacht bei Mühlberg, bei der am 24. April 1547 der Führer der Protestanten, Kurfürst Johann Friedrich von Sachsen, im Elbe-Elster-Land bei Falkenberg in Gefangenschaft geriet, fand der Schmalkaldische Krieg ein Ende. Nach der Wittenberger Kapitulation fiel der ernestinsche Teil des Elbe-Elster-Landes an Moritz von Sachsen, dem schon die Gebiete zwischen Mühlberg und Elsterwerda gehörten. Auch die Kurwürde ging auf Moritz über, da mit der Übernahme des Stammgebietes des Herzogs von Sachsen auch das Amt des Erzmarschall verbunden war.
Moritz begann nun mit der Neuaufteilung seines Reiches, und so entstand unter anderem der Kurkreis mit seiner Hauptstadt Wittenberg.
Zum Kurkreis gehörten auch die Ämter Liebenwerda, Pretzsch, Seyda, Schlieben, Schweinitz und die Herrschaften Sonnewalde und Baruth. Hingegen fand sich nun der südliche, und östliche Teil des Elbe-Elster-Landes im Meißnischen Kreis wieder, und zwar in den Ämtern Hayn, Mühlberg, Senftenberg und Finsterwalde.

### Dreißigjähriger Krieg

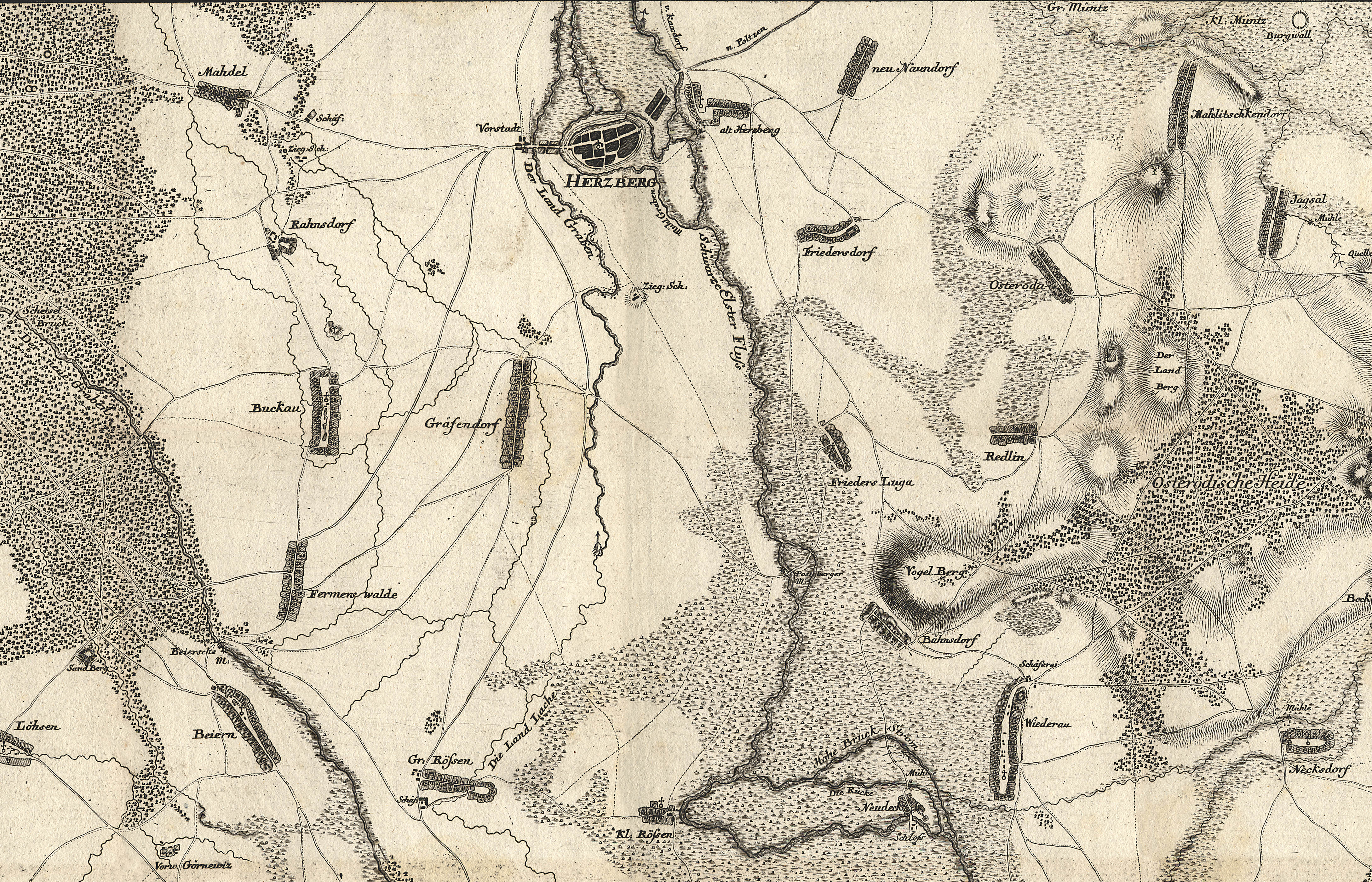
Herzberg auf einer Karte von Isaak Jacob von Petri um 1762

Bis zum Schwedischen Krieg blieb das Elbe-Elster-Land von direkten Kriegseinwirkungen verschont. Die Heeressteuern, Ausrüstungen und Waffenlieferungen, die von den Städten und Dörfern gefordert wurden, waren jedoch eine große Last, auch mussten die durchziehenden Truppen versorgt werden. Liebenwerda hatte schon 1614 eine Mannschaft aufzustellen, deren Ausrüstung 750 Gulden kostete. Als die Stadt 1623 die Mannschaft nach Bautzen und Sonnewalde zu entsenden hatte, zahlte der Rat weitere 1132 Gulden Löhnung. So hatten nun viele Städte für die Aufstellung und Ausrüstung von Mannschaften zu zahlen, in Torgau beispielsweise 1235 Gulden für den Sold. Dazu kamen neben den normalen Landessteuern ständig neue Lieferungsbefehle für Brot, Korn und Hafer. So hatte zum Beispiel die Stadt Liebenwerda einmal innerhalb von drei Tagen über einhundert Zentner Brot zu liefern. Zusätzlich wurde der Rat angewiesen, das Brot den Bürgern wegzunehmen, um die geforderte Menge überhaupt beibringen zu können. Zunehmend mussten die Städte sich Geld leihen, etwa von den Kirchen, um die Forderungen zu erfüllen. Dennoch hatten sie Steuerschulden bei ihren Landesherren.
Mit dem Schwedischen Krieg drang im Sommer 1631 erstmals eine kroatische Streifschar aus der Lausitz kommend in das Elbe-Elster-Land ein, plünderte Dörfer und brannte das Dorf Wiederau und die Stadt Uebigau nieder. Auch Wahrenbrück wurde ausgeraubt und weitgehend eingeäschert. Der Heerführer der Katholischen Liga Johann t’Serclaes von Tilly zog im selben Jahr von Ortrand nach Finsterwalde und hinterließ ein ausgeraubtes Land. Ebenfalls im Jahr 1631 wurde Schlieben durch Truppen des Kaisers Ferdinand II zerstört.
Das zu jener Zeit durch ein umfangreiches Fluss- und Grabensystem geschützte Herzberg gilt als eine der wenigen deutschen Städte, die während des Dreißigjährigen Krieges nicht erobert werden konnten. Jedoch erlitt die Region schwere Verwüstungen durch umherziehendes Kriegsvolk. Besonders hart traf es das Elbe-Elster-Gebiet 1637, als schwedische Truppen des Generals Johan Banér im Januar Torgau einnahmen und dort bis in den Frühsommer lagerten. Sie durchstreiften das angrenzende Elbe-Elster-Land, plünderten die Orte und setzten sie in Brand. Die Spuren des Dreißigjährigen Krieges waren noch lange Zeit in den Städten und Dörfern sichtbar.
Neben Herzberg hielt auch die Stadt Sonnewalde lange den Belagerungen verschiedener Truppen stand, etwa 1635 der Belagerung von General Baner. Menschen flohen mit ihrem Hab und Gut, besonders mit ihrem Vieh aus den Gebieten um Finsterwalde, Dobrilugk und Liebenwerda nach Sonnewalde. Erst im April 1642 mussten die Verteidiger unter Kottwitz wegen eines Verrats die Stadt aufgeben. Das Schloss Sallgast wurde auch von schwedischen Truppen belagert, wurde aber nicht eingenommen.
Neben den Kriegsfolgen litten die Bewohner des Gebietes auch unter der Pest, die in mehreren großen Epidemien über die Region hereinbrach. Am Ende des Krieges fielen einige Dörfer wüst, in allen anderen Orten lagen viele Hufen noch für Jahrzehnte wüst und wurden erst nach und nach von einheimischen und neu eingewanderten Siedlern übernommen.

### Siebenjähriger Krieg

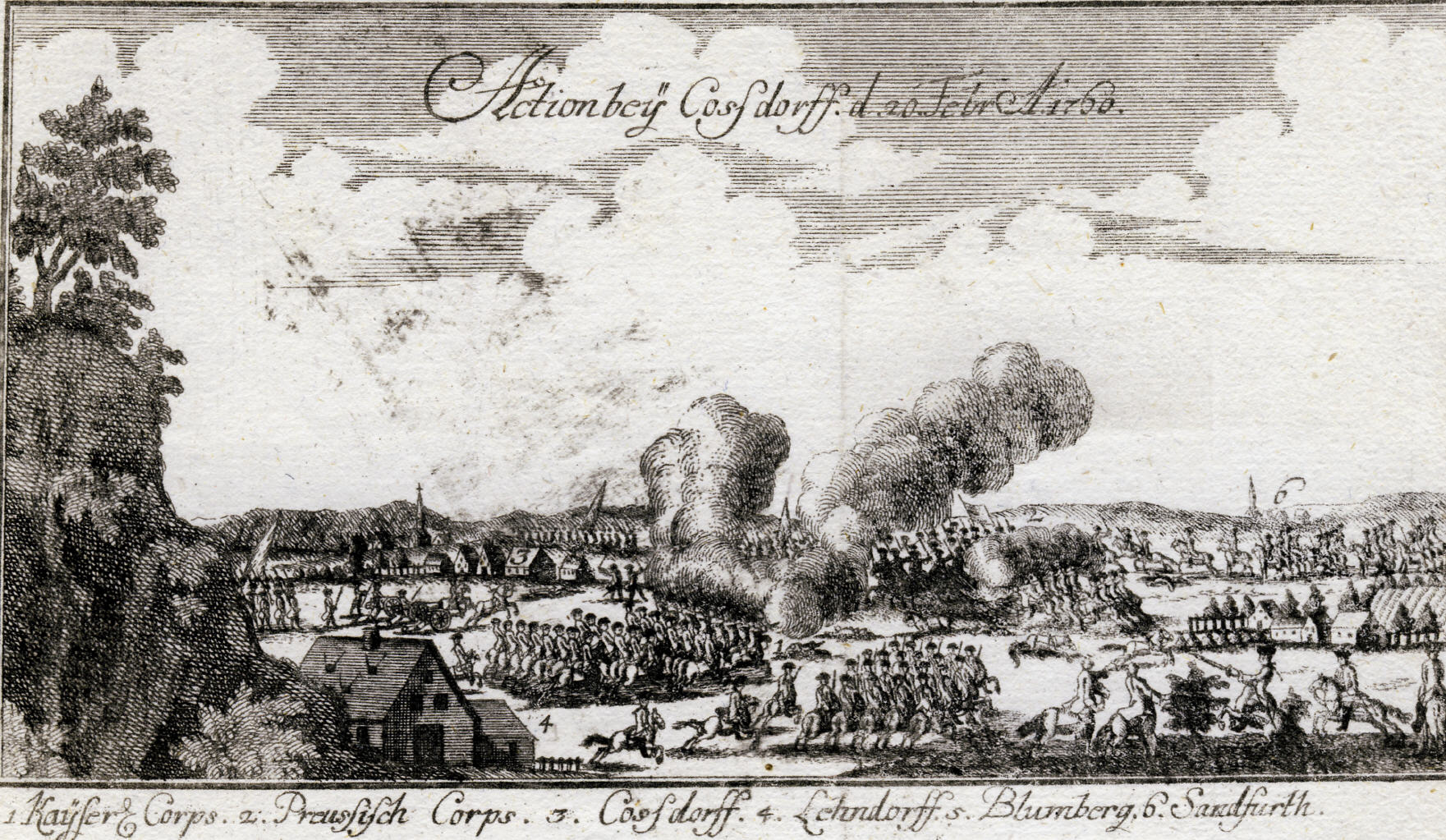
Am 20. Februar 1760 traf sich das preußische 4. Kürassier-Regiment und österreichische Truppen zum Gefecht bei Koßdorf

Die jahrelangen Truppendurchmärsche, Einquartierungen von Soldaten und Plünderungen großer Teile des Elbe-Elster-Landes, vor allem durch preußische Truppen, führte zu großen Spannungen. Seit 1758 waren es Truppen des Friedrich August von Finck, die in den Dörfern um Mühlberg den Bewohnern oft nur die Kleidung, die sie am Leibe trugen, beließen. Auch die Kirchenkassen wurden geraubt.
Dramatisch verliefen oft die Zwangsrekrutierungen der Preußen. Konnten etwa um 1753 in Hohenleipisch noch 30 Bauernsöhne zwangsrekrutiert werden, hatte man bei der Rekrutierung 1763 weniger Erfolg, da alle wehrfähigen Söhne in die Heide flohen. Die Preußen nahmen dafür die Väter und Mütter als Geiseln, und folterten diese. Oft flohen dann die Leute, sobald die preußischen Truppen kamen, was vom Militär mit Brandschatzung beantwortet wurde. In der Stadt Uebigau lagerten im Oktober 1760 Teile des österreichischen Regiments Stampa und Kroaten aus dem Korps des Generals Ried. Die Ackerbürger und Bauern verloren alles Heu und Korn an die Besatzer. Ein Offizier ließ den Bürgermeister und angesehene Bürger öffentlich misshandeln. Am 20. Februar 1760 traf das preußische 4. Kürassier-Regiment bei Koßdorf auf österreichische Truppen. Im selben Jahr fand die Schlacht bei Torgau statt, in der die Preußen nach hohen Verlusten siegten. Danach wurden bis zum Frieden im Jahr 1763 die besetzten Gebiete weiter von preußischen Truppen mit hohen Kontributionsforderungen geplagt.

### Befreiungskriege

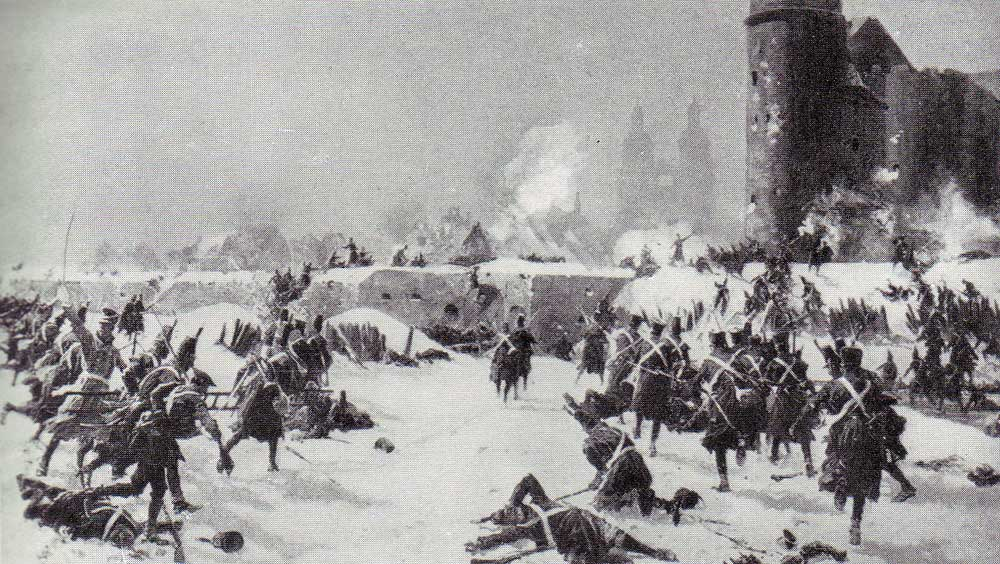
Erstürmung Wittenbergs durch die alliierten Truppen am 13. Januar 1814

Während der Befreiungskriege lagerten hier immer wieder große Truppenverbände oder zogen hindurch. Schon nach dem gescheiterten Russlandfeldzug 1812 kamen Napoleons Soldaten auf dem Rückzug durch das Land. In Liebenwerda erinnert das Franzosengrab, ein Grabhügel am Rande der damaligen Stadt, an diese Zeit.
Kurz vor der Völkerschlacht bei Leipzig nahmen Ende September die Korps der Generäle Dobschütz und Tauentzien mit 30.000 Mann in der Stadt Liebenwerda für zehn Tage Quartier. Etwa zur gleichen Zeit lagerte vom 28. bis 30. September 1813 das Korps von Gebhard Leberecht von Blücher mit 30.000 Mann im nahe gelegenen Elsterwerda und Kotschka. Im Oktober 1813 befand sich das Hauptquartier von Blücher, Yorck und Tauentzien im Jessener Schloss. Am 13. Januar 1814 begann die Erstürmung Wittenbergs durch alliierten Truppen.

### Preußische Zeit

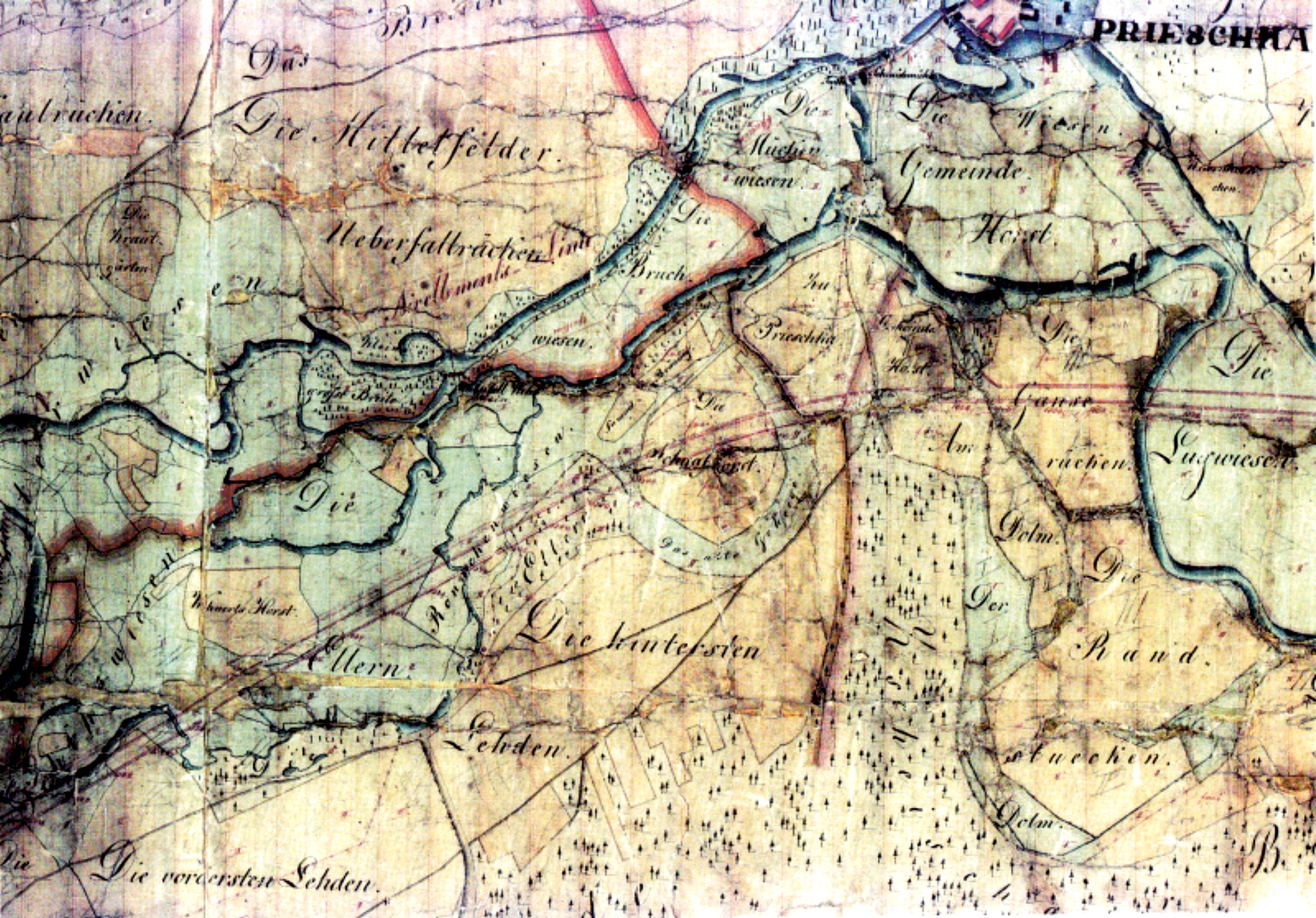
Lauf der Schwarzen Elster zwischen Haida, Würdenhain und Prieschka um 1850

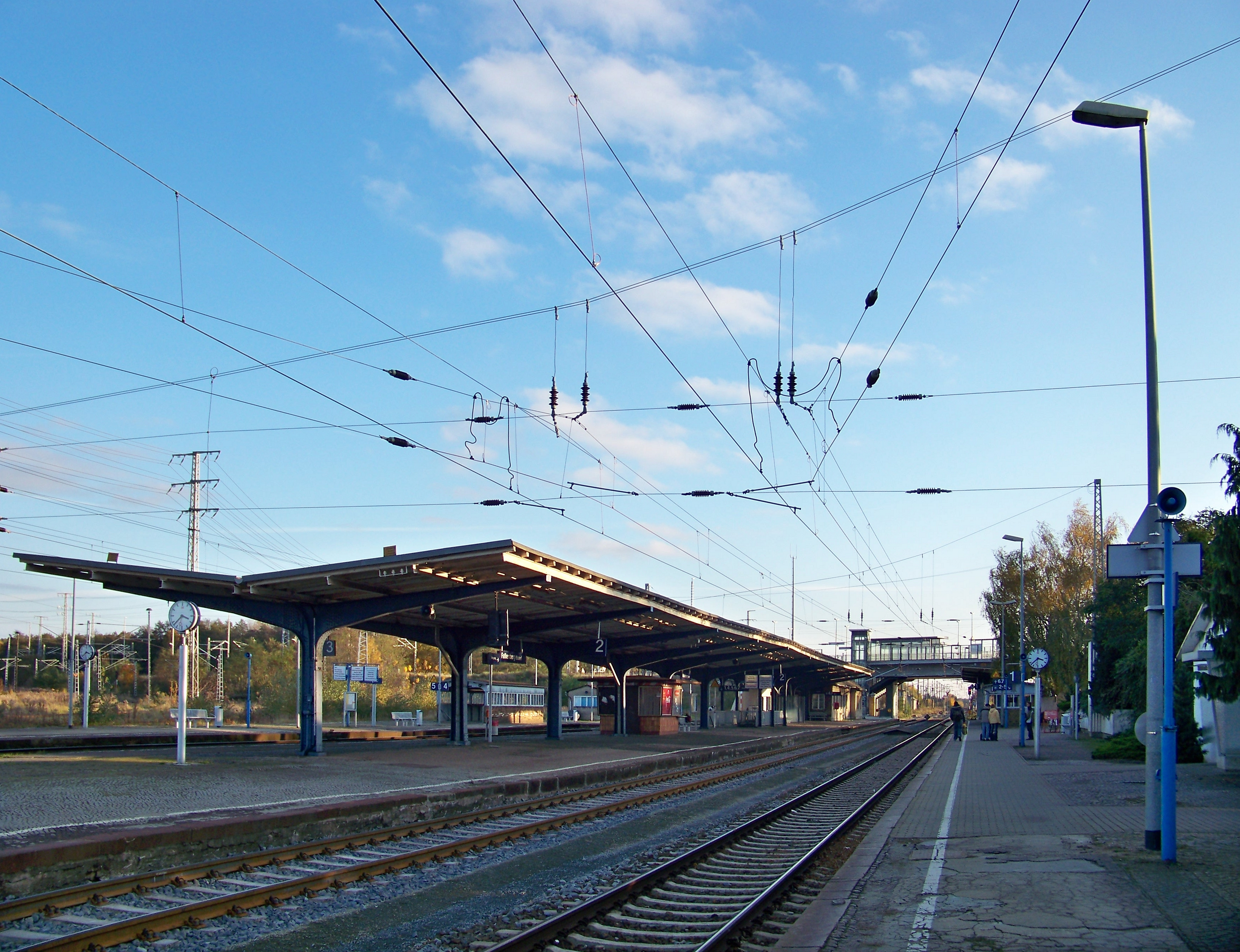
Eisenbahnknotenpunkt Falkenberg/Elster

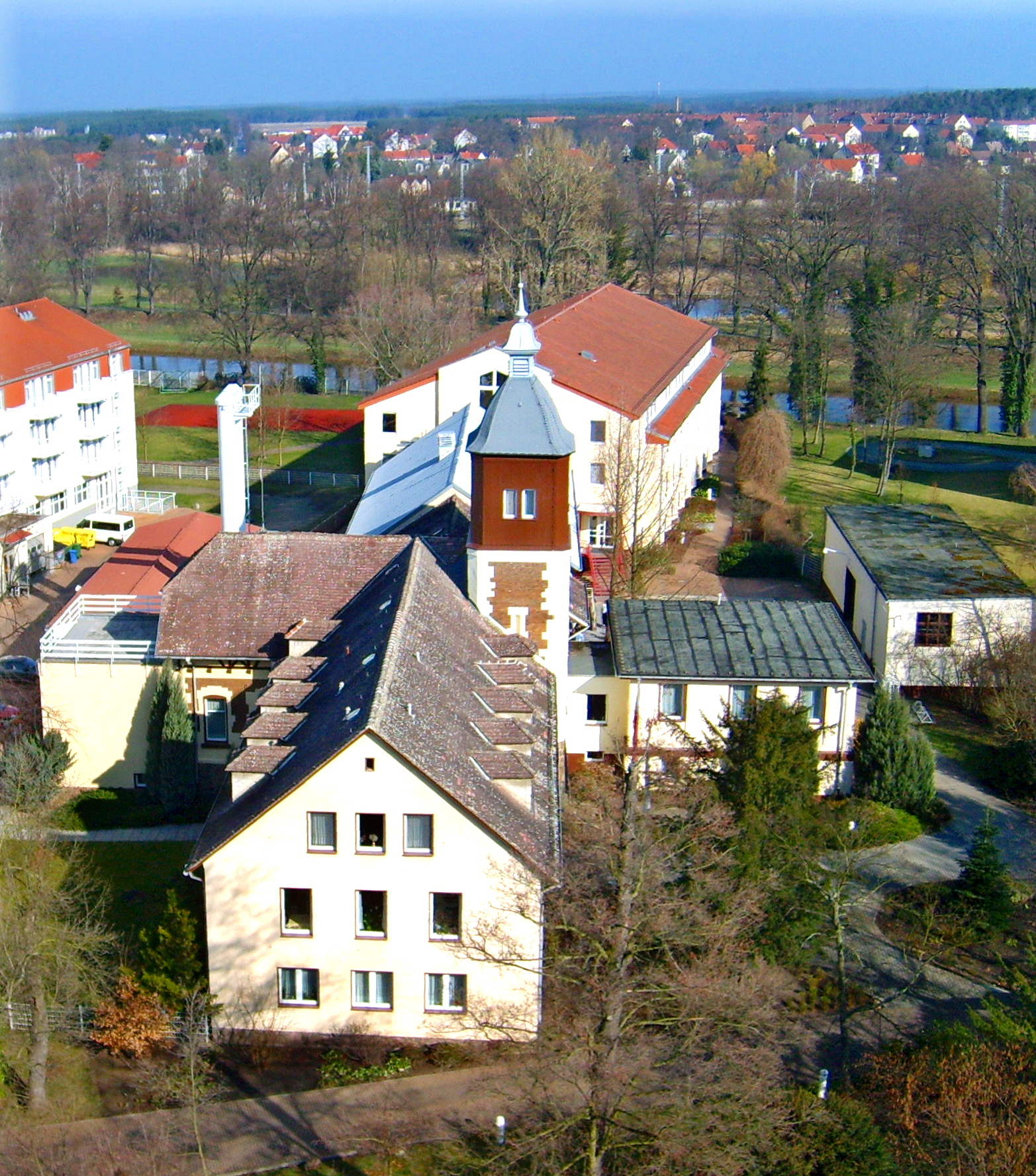
Altes Eisenmoorbad in Bad Liebenwerda

Im Frühjahr 1815 wurde aufgrund der auf dem Wiener Kongress getroffenen Regelungen das Elbe-Elster-Land der Preußischen Landesherrschaft unterstellt. 1816 wurden aus den Ämtern Liebenwerda, Mühlberg und Teilen des Amtes Hayn der preußische Landkreis Liebenwerda, aus den Ämtern Schlieben, Seyda, Schweinitz, Annaburg und Pretzsch entstand der Landkreis Schweinitz. Beide Kreise wurden dem Regierungsbezirk Merseburg der Provinz Sachsen unterstellt. Die Niederlausitzer Ämter Dobrilugk, Finsterwalde und Sonnewalde wurden dem Landkreis Luckau zugeordnet, der zum Regierungsbezirk Frankfurt in der Provinz Brandenburg gehörte.
Mitte des 19. Jahrhunderts setzte auch im Elbe-Elster-Land die Industrialisierung ein. Vor allem die in der Region entdeckten Braunkohlevorkommen um Plessa/Lauchhammer und Tröbitz gewannen rasch an Bedeutung, was mit einer stärkeren Anbindung zum Umland und an Industriezentren wie Berlin, Dresden, Leipzig und Wittenberg in Form des Ausbaus der Landstraßen, der Errichtung der Eisenbahnstrecken und weiteren Verbesserungen der Infrastruktur einherging.
Ein die ganze Region betreffendes Projekt war zunächst die 1852 bei Zeischa beginnende Begradigung der Schwarzen Elster. Innerhalb von elf Jahren wurde der Fluss, der bis dahin aus zahlreichen Fließen bestand, auf einer Länge von 90 Kilometern komplett neu eingedeicht. Durch diese Maßnahme, bei welcher zeitweise bis zu 1.200 Arbeitern zum Einsatz kamen, gehört die Schwarze Elster noch heute zu einem der am meisten eingeengten Flüsse Mitteleuropas.
Kurz darauf prägte der Eisenbahnbau die Region. Bereits 1848 war durch die Berlin-Anhaltische Eisenbahn-Gesellschaft die Bahnstrecke von Riesa nach Jüterbog errichtet worden, wodurch die Anbindung an die Bahnstrecke Leipzig–Dresden gelang, die als die erste deutsche Ferneisenbahn gilt. Ab 1871 folgten innerhalb kürzester Zeit die Strecken Falkenberg/Elster–Cottbus (1871), Halle–Eilenburg–Falkenberg/Elster (1872), Falkenberg/Elster-Kohlfurt (1874), Falkenberg/Elster-Wittenberg (1875), Berlin–Dresden und Elsterwerda-Riesa (1875). In Falkenberg/Elster, Doberlug-Kirchhain und Elsterwerda/Biehla entstanden Eisenbahnknotenpunkte, wobei Falkenberg/Elster zu einem der bedeutendsten Eisenbahnkreuze Deutschlands werden sollte. Gleich fünf, mit der 1898 eröffneten Bahnstrecke nach Uckro sogar sechs, Eisenbahnstrecken wurden hier miteinander verbunden. Es brachte dem einstigen Dorf schließlich das Stadtrecht, da der Ort durch die Eisenbahn ein stetiges Wachstum durch den Zuzug von Einwohnern und der Ansiedlung von Industrie-Betrieben erfuhr. Die historische Verbindung von der Schwarzen Elster zur Elbe, der in der Mitte des 18. Jahrhunderts errichtete Elsterwerda-Grödel-Floßkanal, verlor durch den Eisenbahnbau an Bedeutung. Mehrmals verfolgte Pläne einen Großschifffahrts-Kanals von der Elbe über die Schwarze Elster und Spree zur Oder unter Einbezug des Floßkanals zu bauen, wurden nie realisiert.
Auch in vielen anderen Orten der Region, vor allem aber den Städten, stiegen nun die Einwohnerzahlen. In der Tuchmacherstadt Finsterwalde erhöhte sich die Bevölkerung beispielsweise im Zeitraum 1879 bis 1933 von 7690 auf 16.456, in Elsterwerda von 3193 auf 8738, in Bad Liebenwerda von 3025 auf 3571 und in Herzberg von 4009 auf 4263. Am stärksten betraf diese Entwicklung die im äußersten Osten des Elbe-Elster-Landes gelegene, vom Braunkohlebergbau geprägte Stadt Mückenberg, dem heutigen Lauchhammer. Hier wuchs die Bevölkerung von 4627 Einwohnern bis zum Beginn des Nationalsozialismus im Jahre 1933 auf 19.734. Auch die beiden Städte Doberlug und Kirchhain, wo sich die Weißgerberindustrie etablierte, hatten ein starkes Wachstum der Einwohnerzahlen zu verzeichnen (Doberlug wuchs von 1696 auf 2149 Einwohner und Kirchhain von 3264 auf 5627), was später zur Zusammenlegung der beiden Städte zum heutigen Doberlug-Kirchhain führte.
Während sich in der weitgehend landwirtschaftlich geprägten Region Orte wie Mückenberg, Finsterwalde, Falkenberg/Elster und Elsterwerda zu Industrie-Zentren entwickelten, begann sich in Liebenwerda und Herzberg das Kurwesen herauszubilden. In beiden Städten entstanden Kurhäuser, in denen Moor-, Dampf-, Wasser- und Brausebäder verabreicht wurden. Das dafür benötigte Moor schaffte man mittels Pferdegespannen aus nahe gelegenen Lagerstätten im „Loben“ bei Hohenleipisch beziehungsweise Kolochau und Polzen heran. Liebenwerda darf sich seit 1925 „Bad“ nennen.
Der aufstrebenden regionalen Wirtschaft gelangen Pionierleistungen, wie im Jahre 1912 die Erstellung der ersten Hochspannungsleitung mit einer Betriebsspannung von über 100 kV in Europa, der 110-kV-Leitung von Lauchhammer nach Riesa. Die 1924 erfolgte Realisierung der ersten Abraumförderbrücke der Welt in der Braunkohlengrube „Agnes“ in Plessa nach Plänen des Bergwerksdirektors Friedrich von Delius revolutionierte den Bergbau. Drei Jahre darauf wurde in unmittelbarer Nachbarschaft eines der modernsten Spitzenlastkraftwerke jener Zeit in Betrieb genommen.

### Nationalsozialismus und Zweiter Weltkrieg

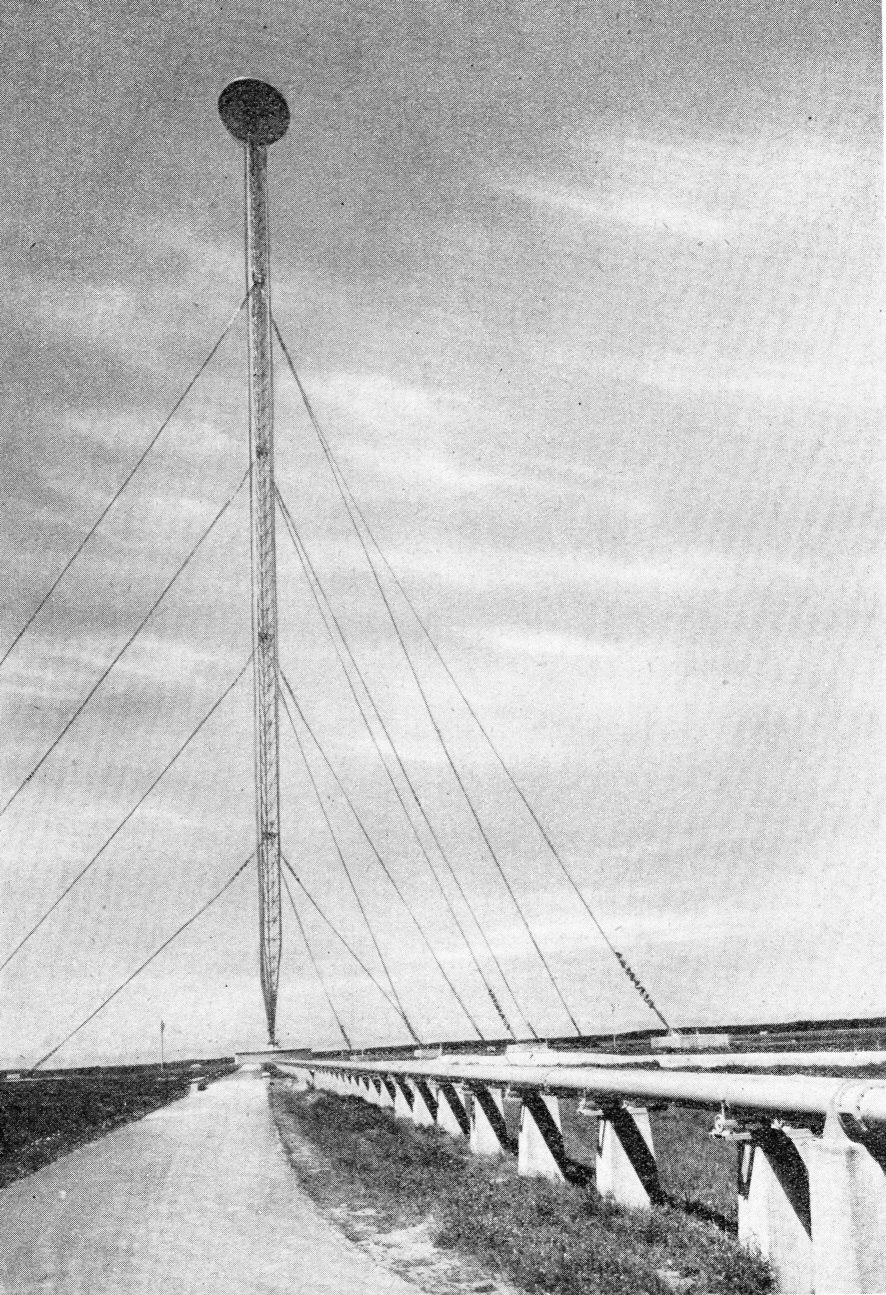
Deutschlandsender III

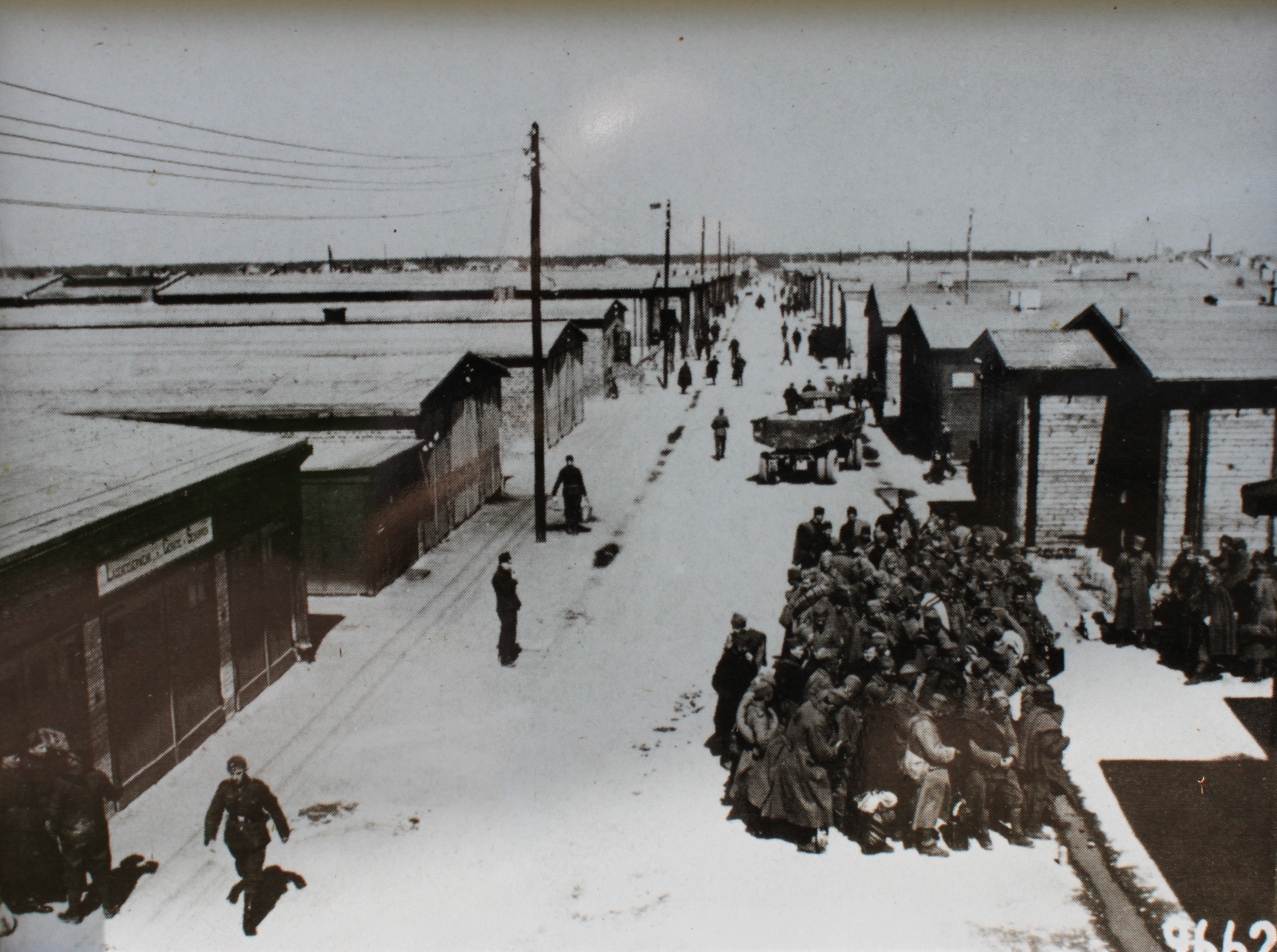
Kriegsgefangenenlager Stalag IV-B

Die Machtergreifung der Nationalsozialisten im Jahre 1933 ging zunächst mit dem Einsetzen regimetreuer Personen und Funktionären in den Schlüsselpositionen von Politik, Verwaltung, Industrie und des öffentlichen Lebens einher. Rigoros ging man gegen die jüdische Bevölkerung, wie zum Beispiel der Finsterwalder Kaufmannsfamilie Galliner, die ihr Kaufhaus nach Drangsalierungen und Verleumdungen verkaufen musste, Kommunisten sowie andere Regimegegner und Kritiker vor. So fiel der Saathainer Pfarrer Wolfgang Bastian einer Denunzierung zum Opfer und der Domsdorfer Sozialist Max Borrack wurde im Gefängnis Brandenburg-Görden wegen angeblichen Hochverrats hingerichtet. Andere wurden in Zuchthäuser und Konzentrationslager verschleppt, wo sie lange Haftstrafen absitzen mussten oder ums Leben kamen.
Im Vorfeld des Zweiten Weltkrieges erfolgte der Bau und Ausbau regionaler Militäranlagen. In Hohenleipisch wurde zum Beispiel im Schutz der weiten Wälder der Liebenwerdaer Heide ab dem Jahr 1936 eine Luftmunitionsanstalt errichtet, um die militärischen Flugplätze der Umgebung in Finsterwalde, Großenhain und Alt-Lönnewitz mit Munition und Bombennachschub zu versorgen.
1939 wurde in Herzberg der Deutschlandsender III in Betrieb genommen. Der dazugehörige Antennenmast war zu diesem Zeitpunkt mit einer Gesamthöhe von 337 Metern nach dem Empire State Building das zweithöchste Bauwerk der Erde. Es entstanden Konzentrations- und Kriegsgefangenenlager, wie in Schlieben, wo ab 1938 im Ortsteil Berga ein Außenlager des Konzentrationslagers Buchenwald bestand, das dem Rüstungsunternehmen „Hasag Hugo Schneider AG“ als Lieferant von Häftlingen zur Zwangsarbeit diente. 217 Häftlinge verloren bis zur Schließung des Lagers im April 1945 ihr Leben. Die Wehrmacht errichtete 1939 bei Neuburxdorf das Kriegsgefangenenlager Stammlager IV B, das für 16.000 Mann gleichzeitig hergerichtet wurde und in dem bis zum Ende des Zweiten Weltkrieges 3000 Menschen den Tod fanden. Auch in den Industrie- und Landwirtschaftsbetrieben wurden bald Zwangsarbeiter eingesetzt, die zum Teil die in den Kriegsdienst eingezogenen Arbeiter ersetzen mussten. In Annaburg begann man ab 1941 indische Kriegsgefangene für die der Wehrmacht unterstellte Legion Freies Indien zu rekrutieren.
Das Ende des Zweiten Weltkrieges ging mit alliierten Bombenangriffen auf Industriebetriebe und Infrastruktur einher. Dabei traf es vor allem die Städte und Eisenbahnanlagen. Die Region wurde in den letzten Kriegstagen zum Zwischenland der aus Richtung Westen und Osten aufeinander zu rollenden Fronten. Schlimm traf es in diesen Tagen die Bergarbeitergemeinde Plessa im Schraden, in welcher nach heftigem Widerstand der durch den Ort ziehenden Kräfte der 10. SS-Panzer-Division „Frundsberg“ die vorrückende Rote Armee 724 Gebäude nieder brannte. Zwischen dem 22. und 25. April 1945 starben 155 Einwohner des Dorfes.
In dieser Zeit strandete in der Gemeinde Tröbitz nach einer Irrfahrt durch noch unbesetzte Teile Deutschlands auch ein mit über 2000 sogenannten „Austauschjuden“ besetzter Zug aus dem Konzentrationslager Bergen-Belsen. Am 23. April 1945 fanden vorrückende Truppen der Roten Armee den Zug, der später als Verlorener Zug bekannt wurde und befreiten die Häftlinge, von denen über 200 die Fahrt nicht überlebt hatten. In den nachfolgenden Wochen starben weitere 320 Menschen an den Nachwirkungen des Todestransports durch eine Epidemie.

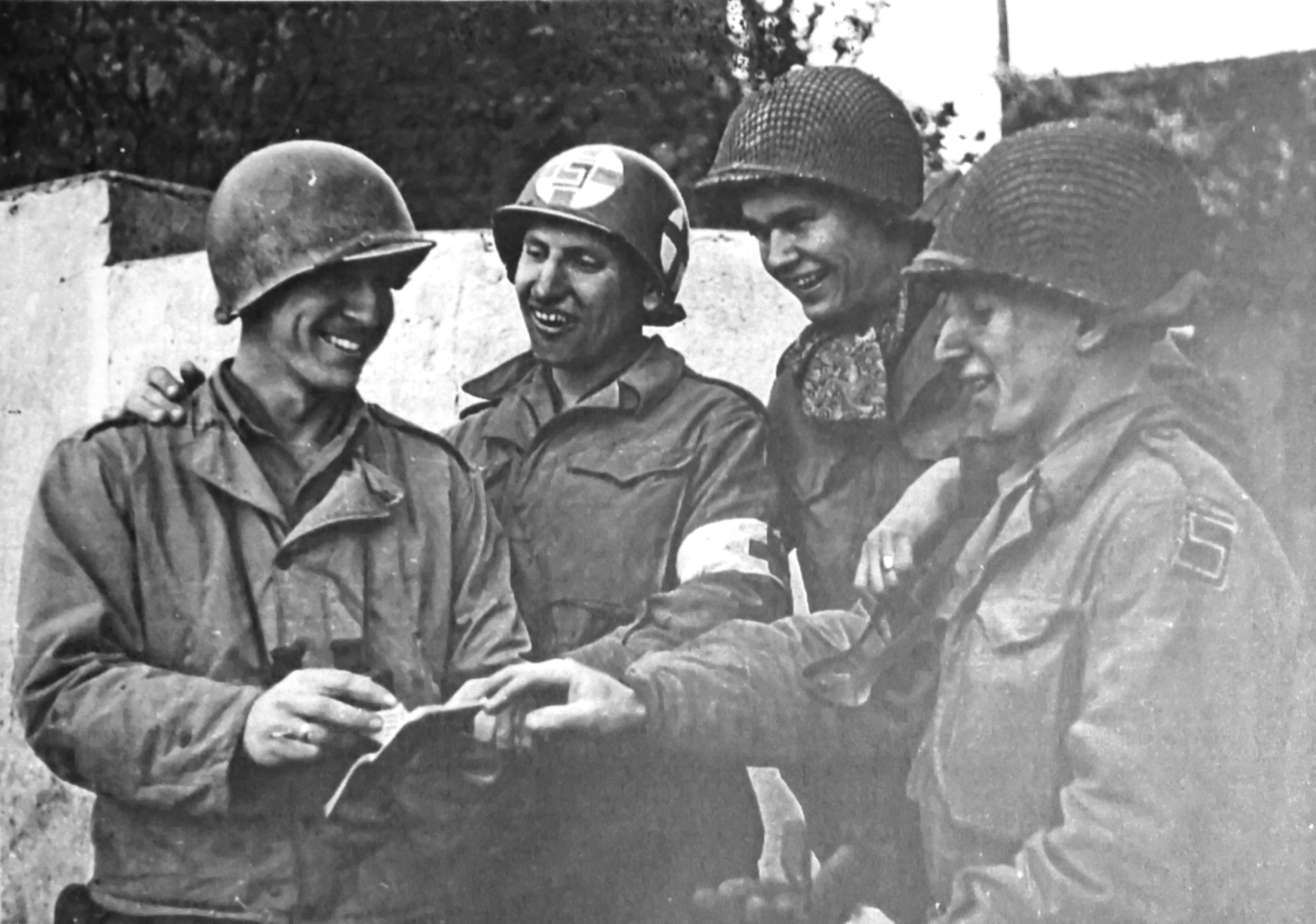
Leutnant Kotzebue und drei weitere Mitglieder der US-amerikanischen Patrouille

Zwei Tage darauf kam es wenige Kilometer südlich zur ersten Begegnung US-amerikanischer und sowjetischer Truppen auf deutschem Boden. Am Morgen des 25. April 1945 überquerte eine amerikanische Patrouille unter Leitung von Oberleutnant Albert Kotzebue die Elbe bei Lorenzkirch, wo sie auf die sowjetischen Truppen traf. Inmitten von etwa zwei- bis dreihundert Leichen deutscher Zivilisten, die durch streuendes Artilleriefeuer ums Leben gekommen waren, begegneten sie auf den Elbwiesen dem russischen Oberstleutnant Alexander Gordejew, Kommandeur des 175. Schützen-Regiments der 58. Gardeinfanterie-Division sowie auf weitere Angehörige der Roten Armee. Da man den Ort dieser Begegnung für heroische Fotoaufnahmen auf Grund des Leichenfeldes als nicht geeignet hielt, brach man das Treffen ab und verabredete sich für den gleichen Tag zu weiteren Treffen in den bei Mühlberg gelegenen Orten Kreinitz und Burxdorf, die auf russischer Seite offiziell als erste Begegnung protokolliert wurde. Hier entstanden später Fotoaufnahmen, die durch die Weltpresse Beachtung fanden. Zwei Tage später wurde eine Szene, die sich am selben Tag etwas später in Torgau abspielte, mit dem symbolischen Handschlag des amerikanischen Leutnants Robertson und dem sowjetischen Leutnant Silwaschko nachgestellt (Elbe Day).

### Nachkriegszeit und DDR

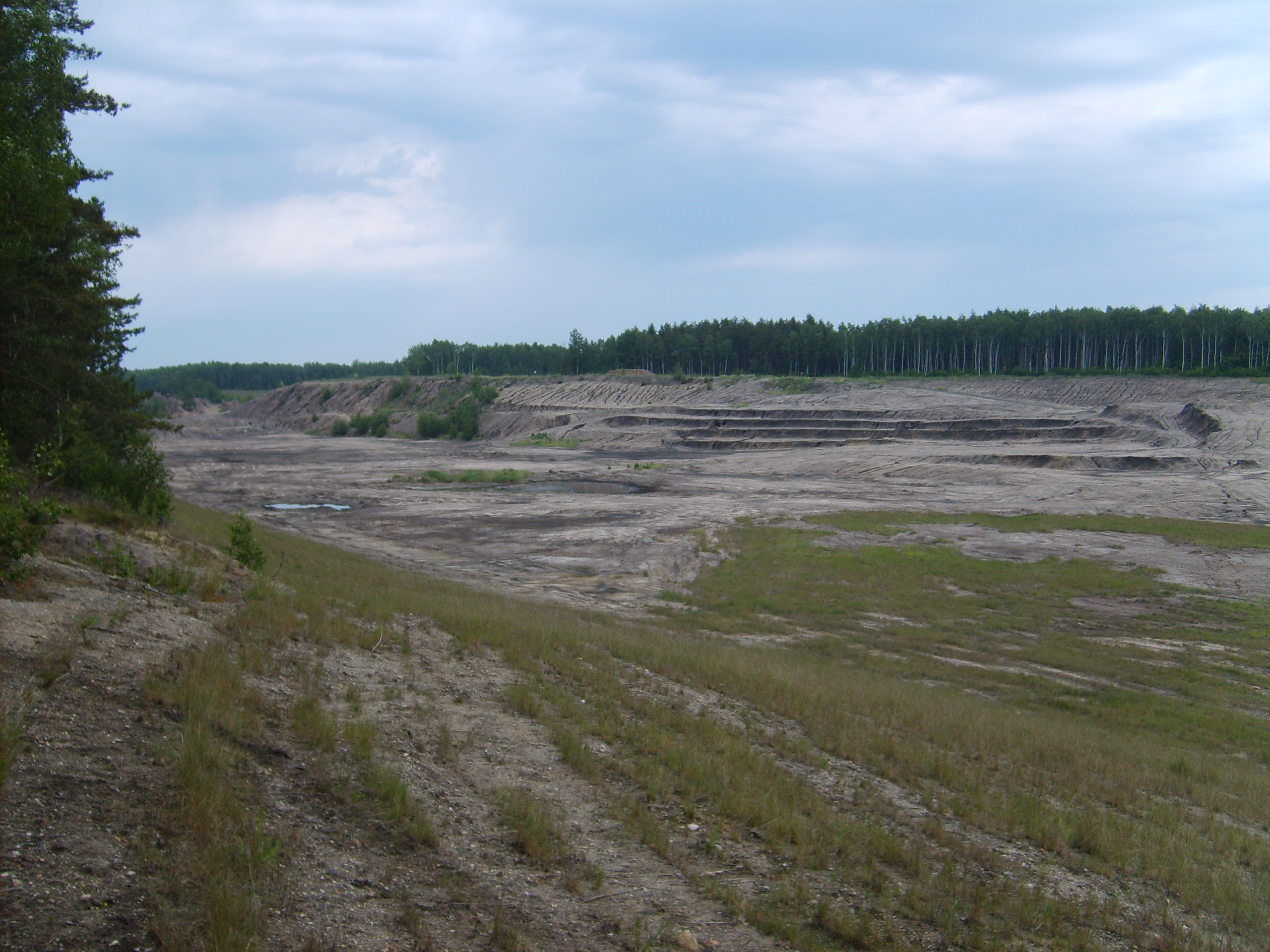
Tagebaurestloch 124 bei Domsdorf

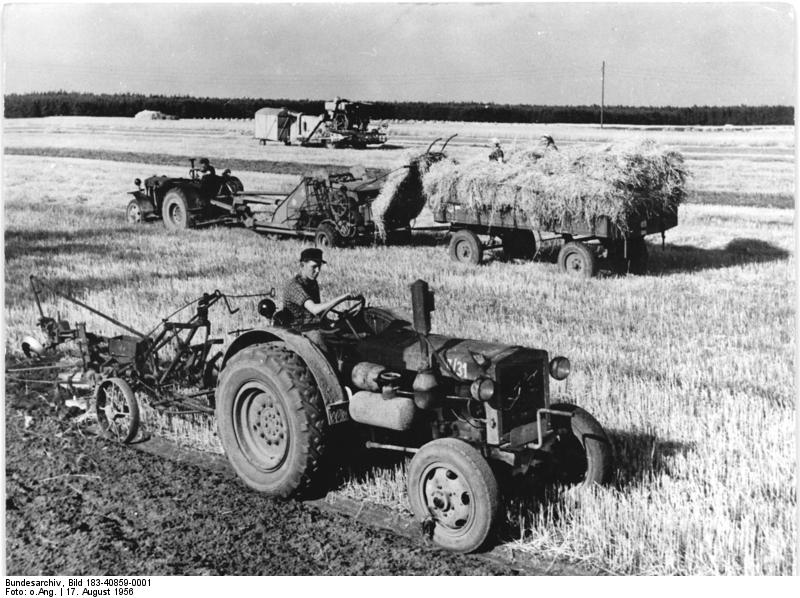
Roggenernte einer LPG bei Schönewalde

Die Nachkriegszeit war unter anderem geprägt von Reformen, Wiederaufbau und dem Durch- und Zuzug von Vertriebenen aus den deutschen Ostgebieten, wodurch es erneut zu einem Bevölkerungswachstum kam. Es kam, wie zu Beginn der nationalsozialistischen Herrschaft, auch diesmal zu politischen Säuberungen, wobei durch die Gerichte zum Teil drakonische Strafen verhängten. So wurde aus dem Kriegsgefangenenlager bei Mühlberg das Speziallager Nr. 1 des NKWD/MWD in der Sowjetischen Besatzungszone, wo unter anderem vermeintliche Kriegsverbrecher, ehemalige Angehörige der NSDAP, der Hitlerjugend, des BDM, des Militärs sowie Fabrikanten, Großgrundbesitzer und auch willkürlich denunzierte Personen inhaftiert wurden.
Im Februar 1947 verfügte der Alliierte Kontrollrat die formelle Auflösung Preußens. Die Landkreise Liebenwerda und Schweinitz gehörten nun zum neu gegründeten Land Sachsen-Anhalt, der Landkreis Luckau zum Land Brandenburg. Im Jahr 1952 wurden beide Länder allerdings im Rahmen der Verwaltungsreform in der 1949 entstandenen DDR wieder aufgelöst und jetzt Bezirke gebildet. Die in der Verwaltungsebene untergeordneten Kreise wurden dabei ebenfalls neu strukturiert, so dass in der Region die zum Bezirk Cottbus gehörenden Kreise Liebenwerda, Finsterwalde, Herzberg und Jessen entstanden. Die Städte Lauchhammer und Ortrand gehörten fortan zum Kreis Senftenberg. Der Bezirk Cottbus wurde wegen der hier reichlich vorkommenden Braunkohle zum sogenannten Energie-Bezirk der DDR. Im Elbe-Elster-Land betraf diese Entwicklung vor allem den östlichen Teil der Region Lauchhammer und Plessa, sowie den Bereich von Schönborn bis Tröbitz und Domsdorf, wo der Bodenschatz im Tagebau gewonnen wurde, was die hiesige Landschaft unverkennbar veränderte und auch Arbeitskräfte band.
Anfang der 1950er Jahre wurden die ersten Landwirtschaftlichen Produktionsgenossenschaften in der Region gegründet. Viele der durch die ab 1945 erfolgende Bodenreform hervorgegangenen landwirtschaftlichen Kleinstbetriebe wurden nun, teils unter erheblichen Druck, zu Großbetrieben zusammengefasst, um die Landwirtschaft leistungsfähiger zu machen. Unter anderem auf Grund der sich stetig verschlechternden Lebensumstände der Bevölkerung kam es am 17. Juni 1953 zum ersten Volksaufstand, der die ganze DDR betraf und mit Ausgangssperren und Versammlungsverboten einherging. Die Unruhen endeten mit der gewaltsamen Niederschlagung durch die Sowjetarmee und die Kasernierte Volkspolizei. In der Region blieb es relativ ruhig, doch auch in Städten wie Herzberg und Finsterwalde legten Arbeiter die Arbeit nieder. Sozialpolitische Projekte, wie das „Nationale Aufbauwerk“, das vor allem auf freiwillige, gemeinnützige und unentgeltliche Arbeit setzte, oder diverse Wohnungsbau-Programme, welche zum Teil zu großen in Einheitsbauweise errichteten Wohnungskomplexen in den Städten und Gemeinden führten, sollten in der Folgezeit die Situation verbessern helfen.
Während der DDR-Zeit gab es eine hohe Dichte von militärischen Objekten im Elbe-Elster-Land. So betrieb die Gruppe der Sowjetischen Streitkräfte in Deutschland (GSSD) die Flugplätze in Falkenberg/Elster und Finsterwalde sowie das Munitionslager in Hohenleipisch. Neben den zwei ständigen Sonderwaffenlagern Finsterwalde und Stolzenhain wurden auch zeitweise Atomwaffen auf dem Falkenberger Flugplatz gelagert. Die NVA baute Anfang der 1970er Jahre einen der modernsten und größten Militärflugplätze der DDR in Holzdorf/Schönewalde, der nach dem Zusammenschluss mit der Bundesrepublik bis heute weiterhin genutzt wird. In Doberlug-Kirchhain befand sich zunächst ein Panzerbataillon und das Fallschirmjägerbataillon 373 bis zum Jahr 2007. Große Truppenübungsplätze der NVA waren in der Annaburger- und Liebenwerdaer Heide, ein wichtiges Lager für Treib- und Schmierstoffe gab es in Schlieben-Berga, für Panzer-Ersatzteile in Doberlug-Kirchhain. Weitere Sperrgebiete bestanden für die Staatsjagd und für kleinere Manöver der GSSD.

### Wende und deutsche Wiedervereinigung
In den 1980er Jahren verschärfte sich die wirtschaftliche Lage der DDR gravierend und es ergaben sich auch Probleme im Elbe-Elster-Land. So hatten die ansässigen Betriebe unter anderem mit Arbeitskräftemangel und wegen fehlender Devisen mit ausbleibenden Modernisierungen zu kämpfen. Die Bevölkerung litt unter einer Stagnation der Entwicklung des Lebensstandards der schlechten Versorgung mit Konsumgütern und Lebensmitteln. In der Wendezeit fuhren nun auch viele Einwohner aus dem Elbe-Elster-Gebiet zu den Montagsdemonstrationen in Leipzig. Aber auch in den heimatlichen Städten kam es schließlich zu Protesten. So fanden unter anderem in der Herzberger St. Marien-Kirche und in der Bad Liebenwerdaer Nikolaikirche wöchentlich Friedensgebete statt. In Elsterwerda zogen Bürger mit der Losung „Wir sind das Volk“ durch die Straßen und es bildeten sich sogenannte Runde Tische, bei denen die verschiedenen Gruppierungen der Protestbewegung zusammenkamen.
Infolge des in der DDR am 17. Mai 1990 in Kraft getretenen „Gesetzes über die Selbstverwaltung der Gemeinden und Landkreise in der DDR (Kommunalverfassung)“ wurden die Kreise wieder zu Landkreisen. Die Nachwendezeit brachte zahlreiche Umstrukturierungen in Politik, Wirtschaft und Verwaltung mit sich. Diese, das öffentliche Leben und auch die Bevölkerung mussten sich neu ausrichten.
Das im Juli 1990 durch die Volkskammer verabschiedete Ländereinführungsgesetz stellte die 1952 abgeschafften Länder in der DDR wieder her. Da die Kreise Jessen, Herzberg und Bad Liebenwerda bis 1952 zu Sachsen-Anhalt gehörten, gab es für diese nun die Möglichkeit, dorthin zurückzukehren. Dies musste durch die jeweiligen Kreistage beschlossen werden, zu deren Entscheidungsfindung fanden im Vorfeld Bürgerbefragungen statt. Der Ministerratsbeschluss vom 6. Juni sah hier Brandenburg und Sachsen-Anhalt als Wahlmöglichkeit vor. Während sich der Kreis Jessen für Sachsen-Anhalt entschied, votierten die Herzberger für Brandenburg. Bei der Bürgerbefragung im Kreis Bad Liebenwerda nahm man auf Grund des öffentlichen Drucks und trotz relativ geringen Chancen der Realisierbarkeit auf den Stimmzetteln auch Sachsen mit auf. Letztlich entschied der Kreistag am 21. Juli 1990 entgegen dem Willen der Bevölkerung (etwa 53,1 Prozent der Einwohner hatten für Sachsen oder Sachsen-Anhalt gestimmt) für eine Zugehörigkeit zum Land Brandenburg.

### Jüngere Vergangenheit
Der nun sachsen-anhaltische Landkreis Jessen ging im Juli 1994 im Zuge der ersten Kreisreform in Sachsen-Anhalt im Landkreis Wittenberg auf. Bereits ein halbes Jahr zuvor hatten sich bei der Kreisreform in Brandenburg im Dezember 1993 die Landkreise Bad Liebenwerda, Herzberg und Finsterwalde zum Landkreis Elbe-Elster zusammengeschlossen, dessen Kreisstadt nun Herzberg wurde. Dieser begann sich unter dem historischen Begriff Elbe-Elster-Land touristisch zu vermarkten, was auch die 1993 hinzugekommene Gebiete der Niederlausitz um Finsterwalde und im äußersten Norden gelegene Teile des Flämings mit einbezieht.
Kurz nach der letzten Jahrtausendwende rückten Naturkatastrophen im Elbe-Elster-Land in den Mittelpunkt. Im Sommer 2002 setzte das als Jahrhunderthochwasser in die Geschichte eingegangene Hochwasser der Elbe und ihrer Nebenflüsse weite Teile der Elbe-Elster-Niederung unter Wasser. Vor allem die Ereignisse um die von einer drohenden Überflutung betroffene Stadt Mühlberg sorgten für Schlagzeilen in den Medien. Der Orkan Kyrill hinterließ 2007 große Schäden. Neben Windbruch erlitten zahlreiche Dächer große Schäden und wichtige Freileitungsmasten wurden zerstört.
Am Pfingstmontag 2010 kam es in und um Mühlberg erneut zu einer Naturkatastrophe. Ein Tornado, der auf seinem weiteren Weg gewaltige Schäden verursachend in Richtung Großenhain abzog, verwüstete allein in der Stadt über 300 Gebäude. Im selben Jahr sorgte nach andauernden Regenfällen die über die Ufer tretende Schwarze Elster und ihre Nebenflüsse dafür, dass in den anliegenden Gemeinden der gesamten Region die Alarmstufe 4 herrschte.

## Kultur und Tourismus

### Sprache
Wie überall östlich von Elbe und Saale sind zwar Germanen, meist Ostgermanen, die älteste fassbare Bevölkerung, verließ diese aber spätestens in der Völkerwanderung die Region. Danach siedelten sich Slawen an. In der deutschen Ostkolonisation im 13. Jh. kamen Siedler aus dem damaligen Deutschland. Es entstanden ostniederdeutsche Dialekte, an die die slawische Bevölkerung sich bald assimilierte. Nach heutiger Einteilung würde man diese für die ersten Jahrhunderte wohl dem Mittelmärkischen zurechnen, weil der ostmitteldeutsche Einfluss, der später zur Entstehung des Südmärkischen führte, noch nicht griff. Im späten Mittelalter ging man aber zu ostmitteldeutschen Dialekten über. Es entstand das Nordsächsische, das sich durch sein niederdeutsches Substrat auszeichnet. Die Region ist damit eine der wenigen, in der die Benrather Linie, die Nieder- und Hochdeutsch trennt, sich im Laufe der Jahrhunderte verschob.

### Traditionen, Sitten und Bräuche

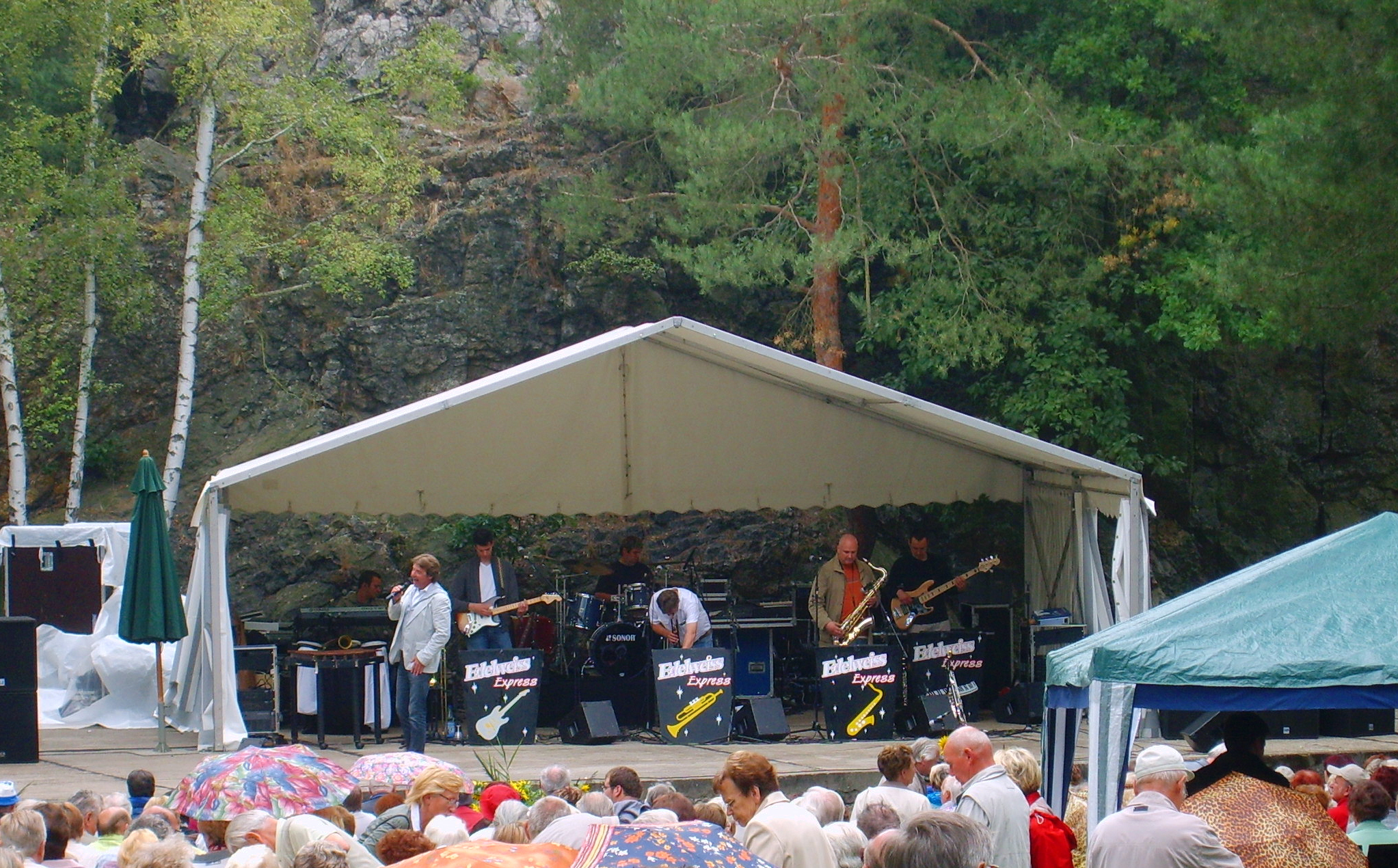
Freilichtbühne vor dem Rothsteiner Felsen während des Felsenfestes

Im Elbe-Elster-Land haben sich einige traditionelle Sitten und Bräuche bis in Gegenwart erhalten oder lebten nach der Wende wieder auf. So wird Ende Februar in vielen Orten noch gezempert, was den Winter vertreiben und den Frühling empfangen soll. Lustig verkleidete Gruppen gehen dieser alten sorbischen Tradition nach und ziehen von Haus zu Haus, um bei den Bewohnern durch den Vortrag kleiner kultureller Beiträge Geld- und Sachspenden einzufordern. In vielen Orten der Region gibt es Karnevalsvereine und zur Faschingszeit werden zahlreiche Veranstaltungen organisiert. Weitere traditionelle Sitten und Bräuche in der Region sind neben den kirchlichen Höhepunkten Ostern, Pfingsten und Weihnachten, das Federnschleißen, das Maibaumstellen, Erntedank- und Kirchweihfeste, die Jugendfastnacht sowie das Ruprechten genannte Verteilen von Geschenken in der Vorweihnachtszeit. Traditionelle und regionaltypische Gerichte sind unter anderem Klemmkuchen, Mohnpielen oder auch die in der benachbarten Lausitz ebenfalls sehr beliebten Pellkartoffeln zu Quark mit Leinöl.
Die größten und bekanntesten Volksfeste, die alljährlich im Elbe-Elster-Land stattfinden, sind der Schliebener Moienmarkt (Wochenende vor dem ersten Juli-Wochenende), das Rothsteiner Felsenfest (zweites Juli-Wochenende), das Tierparkfest in Herzberg/Elster sowie das Oktoberfest im Uebigau-Wahrenbrücker Ortsteil München. Weitere kulturelle Höhepunkte von überregionaler Bedeutung sind das Internationale Musikfest in Hirschfeld sowie die Graun-Festspiele. Daneben gibt es zahlreiche weitere regelmäßig stattfindende Feste in den Städten und Gemeinden der Region, die sich traditionell großer Beliebtheit erfreuen. So reicht in Bönitz die Tradition des Lobetanzes bis zum Dreißigjährigen Krieg zurück.

### Das Elbe-Elster-Land, eine Wiege des sächsischen Wandermarionettentheaters

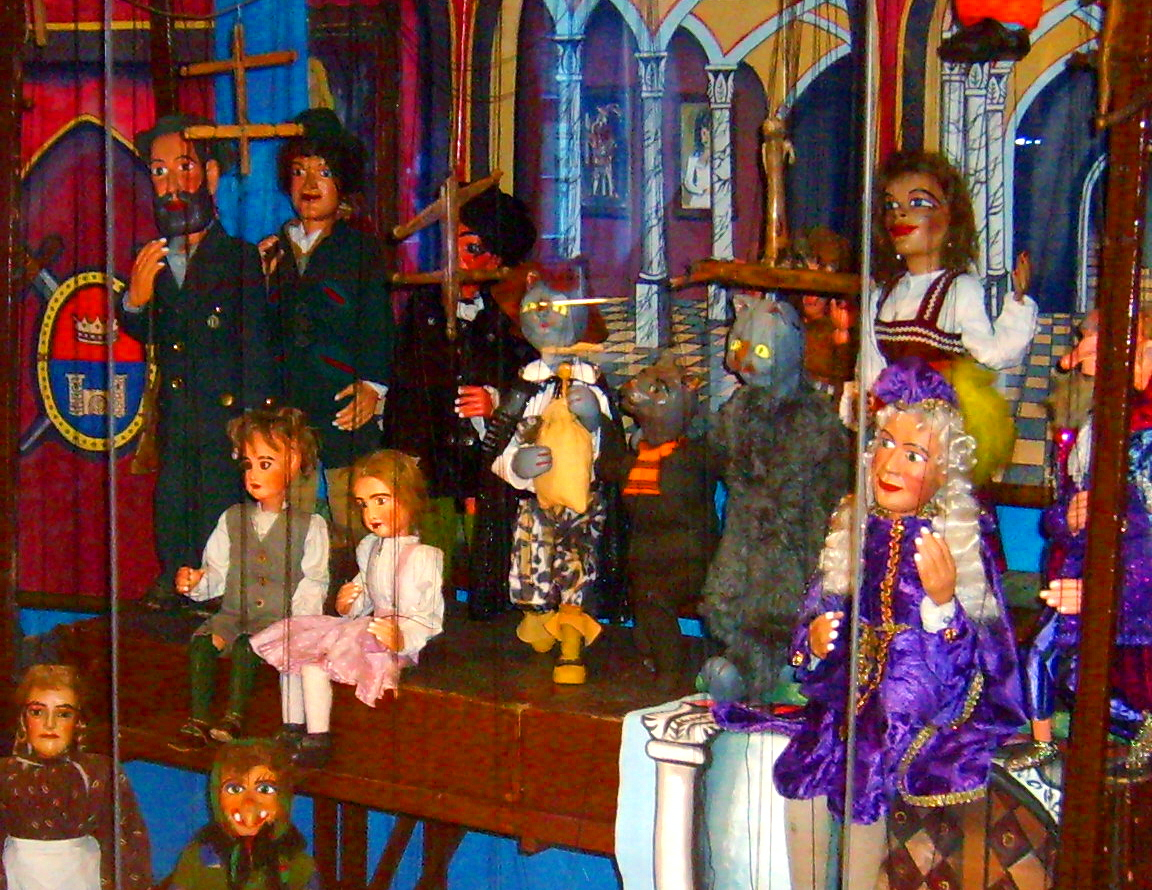
Mitteldeutsches Wandermarionettentheater Bad Liebenwerda

Das Elbe-Elster-Land gilt als Wiege des sächsischen Wandermarionettentheaters. Seit Anfang des 19. Jahrhunderts sind in Saathain ansässige Vertreter dieser Kunst nachgewiesen. Die bekanntesten Saathainer Puppenspielerfamilien sind Bille (1803), Gassmann, Gierhold, Hähnel und Richter (seit 1832). Auch in vielen anderen Orte der Umgebung waren Puppenspieler ansässig. Bekannte einstige Standorte sind Dobra, Dreska, Kotschka, Kraupa, Rückersdorf und Zobersdorf. Im Elsterwerdaer Stadtteil Biehla war es Ende des 19. Jahrhunderts August Richter, der diesem Handwerk nachging. Die Richters waren außerdem in Weinberge bei Liebenwerda und Burxdorf ansässig. Für Thalberg ist die Spielergruppe Walter nachgewiesen, die hier seit 1910 wohnhaft war und sich später dem Personentheater zuwendete. Durch Eheschließungen zwischen den einzelnen Familien erwuchsen Familienbande zwischen fast allen sächsischen Puppenspielerfamilien. Diese waren den größten Teil des Jahres auf Wanderschaft und kamen nur in ihre Heimatorte, um dort den Winter bei ihren Verwandten zu verbringen. Mit dem Aufkommen von Kino und Fernsehen im 20. Jahrhundert kam es weitgehend zur Aufgabe der einzelnen Spielbetriebe.
Eine Dauerausstellung im Bad Liebenwerdaer Kreismuseum beschäftigt sich seit 1998 mit der Geschichte des Marionettentheaters im Elbe-Elster-Gebiet. Außerdem findet alljährlich im Herbst das „Internationale Puppentheaterfestival“ statt, das 1998 ursprünglich als Umrahmung der Liebenwerdaer Ausstellung gedacht war. Das Festival beginnt mit einem einwöchiges Fest im Kreismuseum Finsterwalde. Eingeladene Puppenspieler reisen durch die Region und treten in den verschiedenen Ortschaften auf.

### Kulturelle Einrichtungen

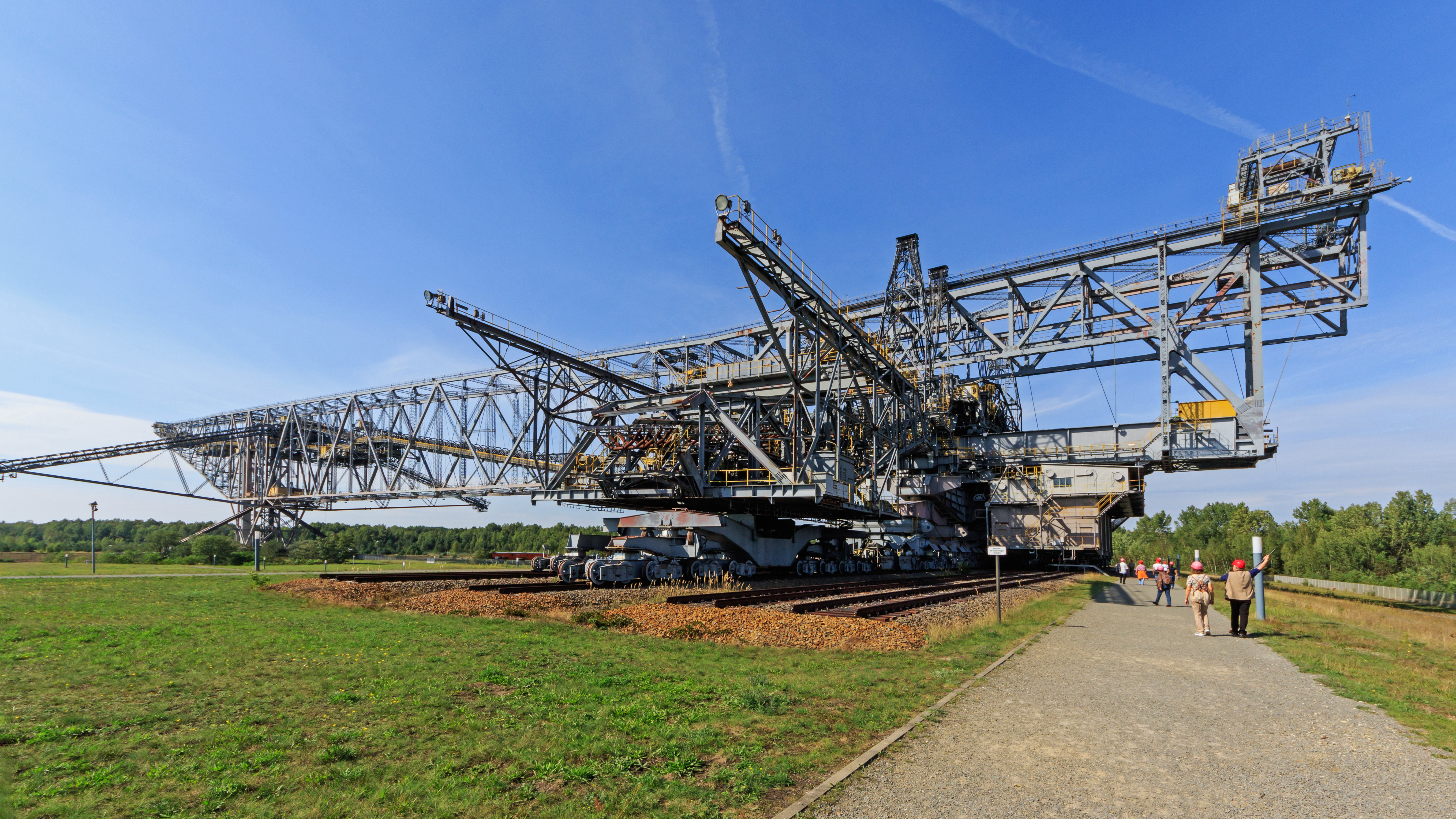
Besucherbergwerk Förderbrücke F60
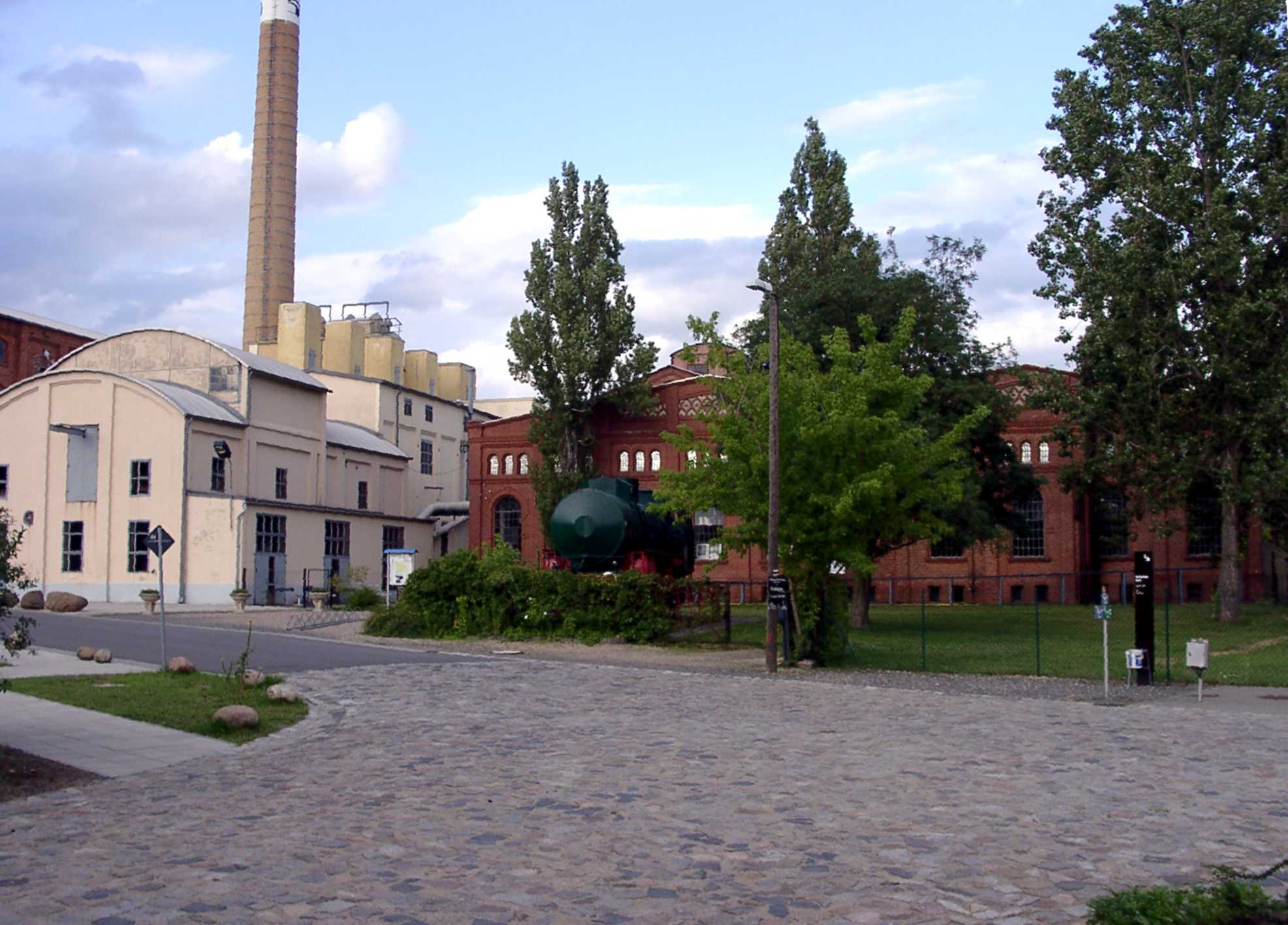
Brikettfabrik Louise
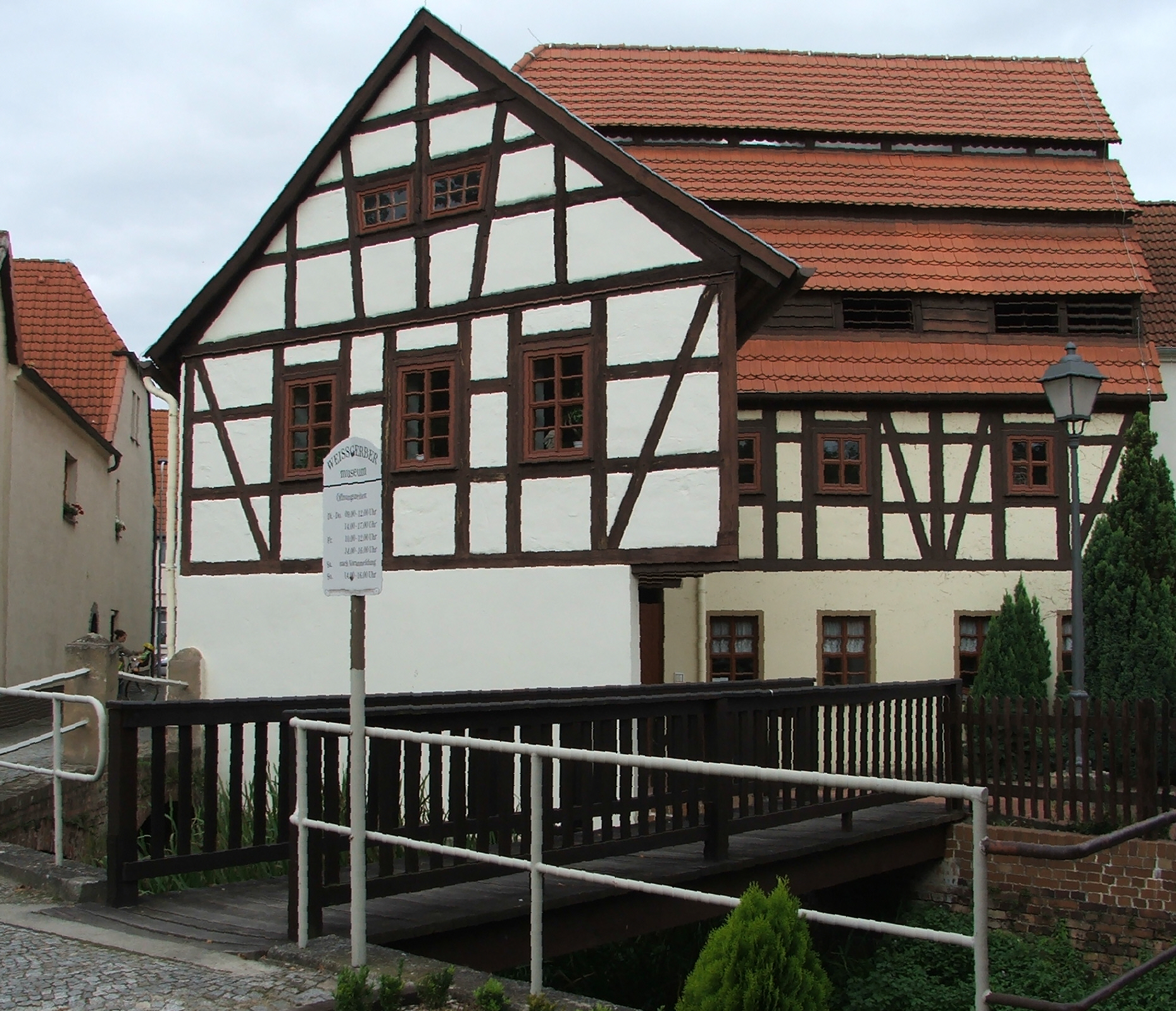
Weißgerbermuseum Doberlug-Kirchhain
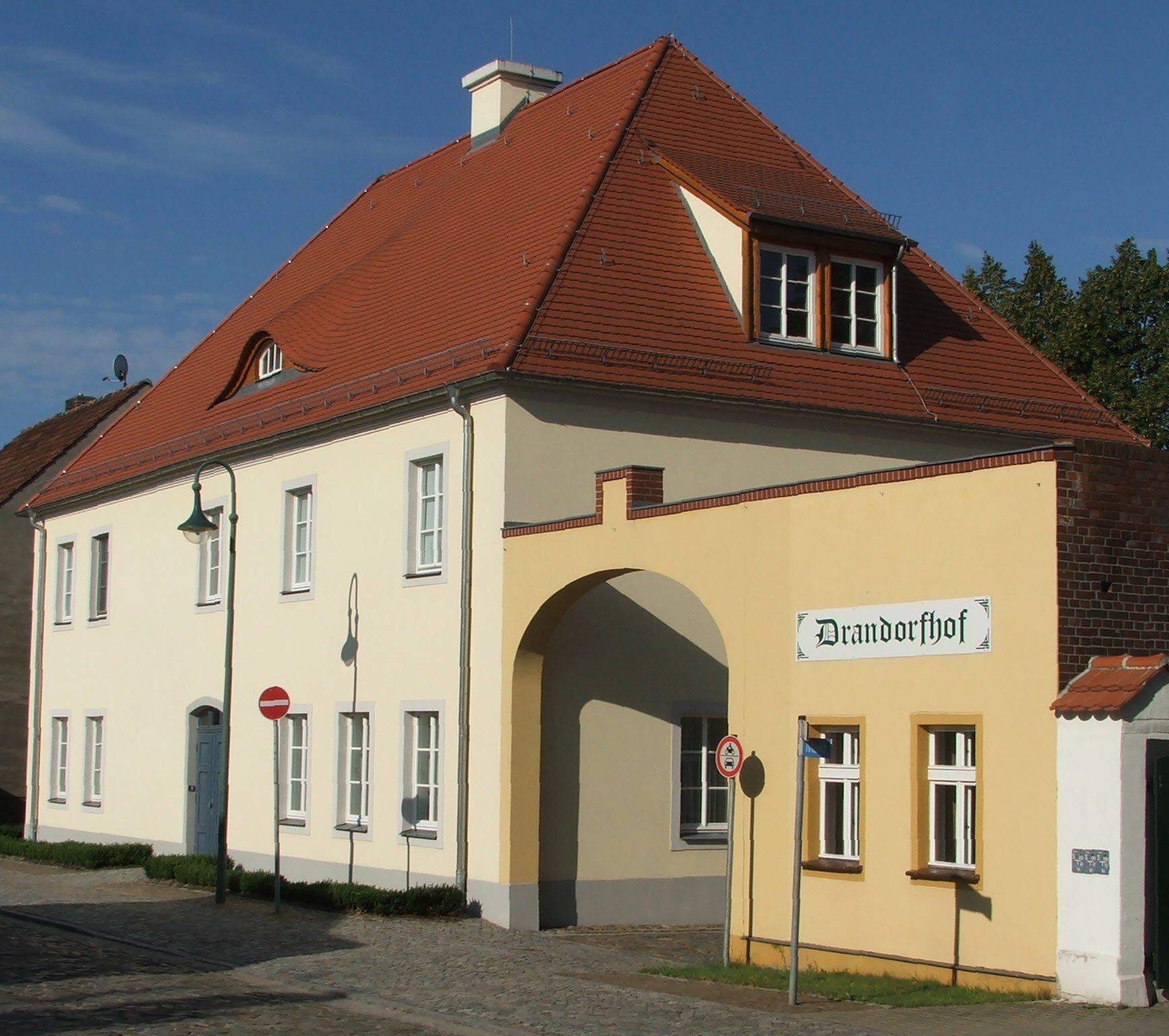
Drandorfhof Schlieben

Es gibt im Elbe-Elster-Land eine ganze Reihe kultureller Einrichtungen. Während sich z. B. das Naturparkhaus in Bad Liebenwerda, das Elster-Natoureum in Maasdorf und das Naturschutzzentrum Kleinrössen vor allem mit der regionalen Landschaft und ihren naturkundlichen Eigenarten sowie dem Naturschutz beschäftigen, gibt es auch etliche Museen und Heimatstuben.
Die Region hat eine ausgeprägte Industriegeschichte zu bieten. Deshalb sind auch zwei Projekte der von 2000 bis 2010 gelaufenen Internationalen Bauausstellung Fürst-Pückler-Land (IBA) hier ansässig. Mittelpunkt des Besucherbergwerks Abraumförderbrücke F60 bei Lichterfeld ist die letzte von fünf mit der Seriennummer F60 im VEB TAKRAF in Lauchhammer entstandenen Förderbrücken, welche mit einer Förderlänge von 502 Metern als größte jemals bewegliche Arbeitsmaschine der Welt gilt. In Plessa, wo der Bergwerksdirektor Friedrich von Delius 1924 die erste Förderbrücke der Welt errichten ließ, befindet sich mit dem Kraftwerk Plessa ein weiteres ehemaliges Projekt der IBA. Die älteste Brikettfabrik Europas ist mit der Brikettfabrik Louise in Domsdorf zu finden. Die Fabrik wurde 1992 stillgelegt und gilt heute als technisches Denkmal. Mit den Biotürmen sind in Lauchhammer die letzten Relikte der örtlichen Koksproduktion erhalten geblieben. Im Lauchhammeraner Kunstgussmuseum kann man sich über die lange Geschichte des traditionellen Kunst- und Glockengusses informieren.
Mit der Geschichte der Gerberei beschäftigt sich in Doberlug-Kirchhain das Weißgerbermuseum, welches das einzige seiner Art in Europa ist. Die traditionelle örtliche Porzellanherstellung hat das Annaburger Porzellanmuseum zum Inhalt und in Falkenberg/Elster ist das Brandenburgische Eisenbahnmuseum ansässig.
Kreismuseen findet man in Bad Liebenwerda, Herzberg und Finsterwalde, Stadtmuseen in Mühlberg und Annaburg und auch Heimatstuben sind in mehreren Orten der Region, wie in Uebigau und Wahrenbrück zu finden. Ein Heimatmuseum befindet sich im Schliebener Drandorfhof und im Schönborner Ortsteil Lindena ein Bauernmuseum.

### Bauwerke

#### Schlösser und Parkanlagen (Auswahl)

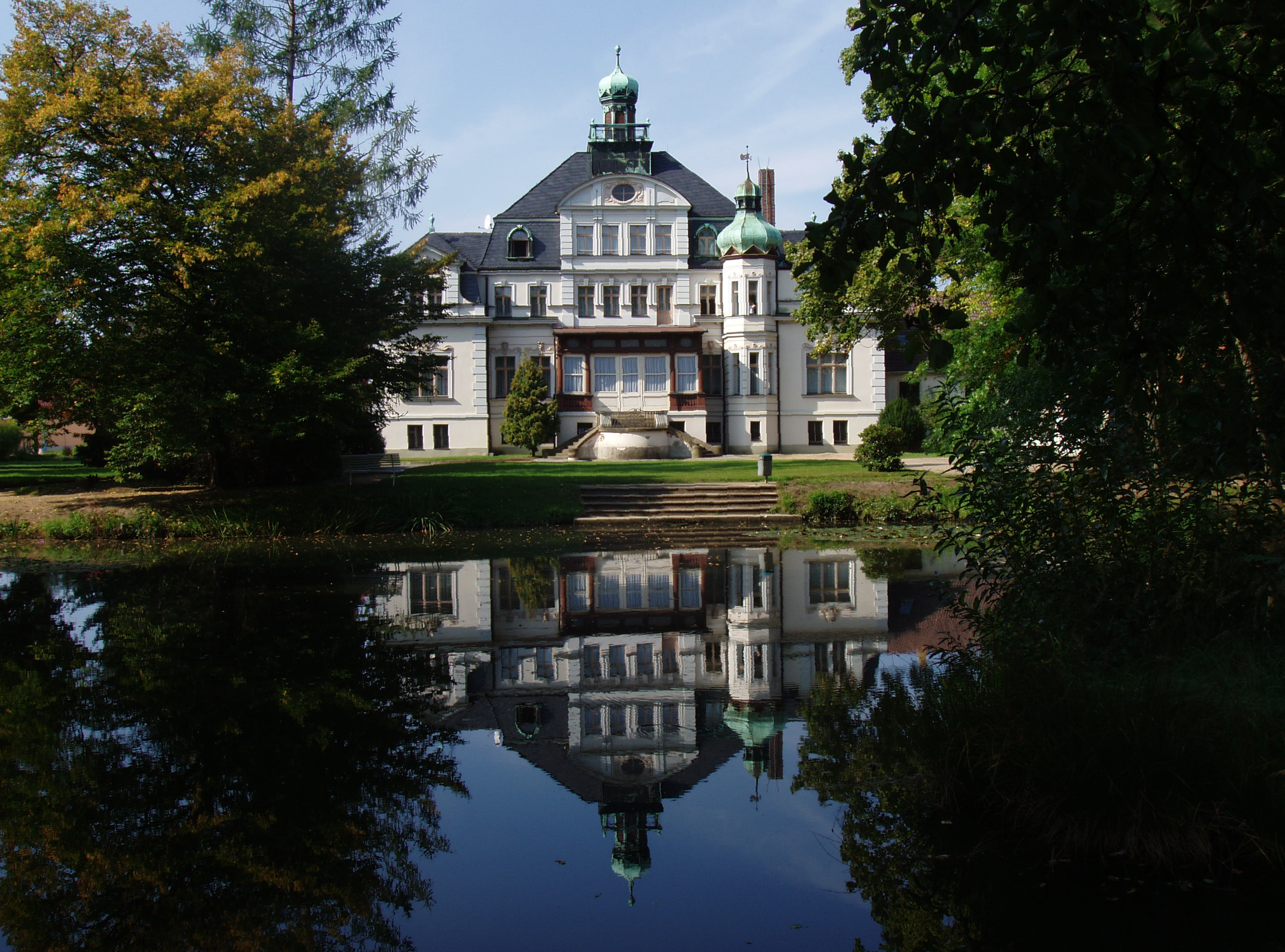
Schloss Uebigau
Sicht vom Schlosspark

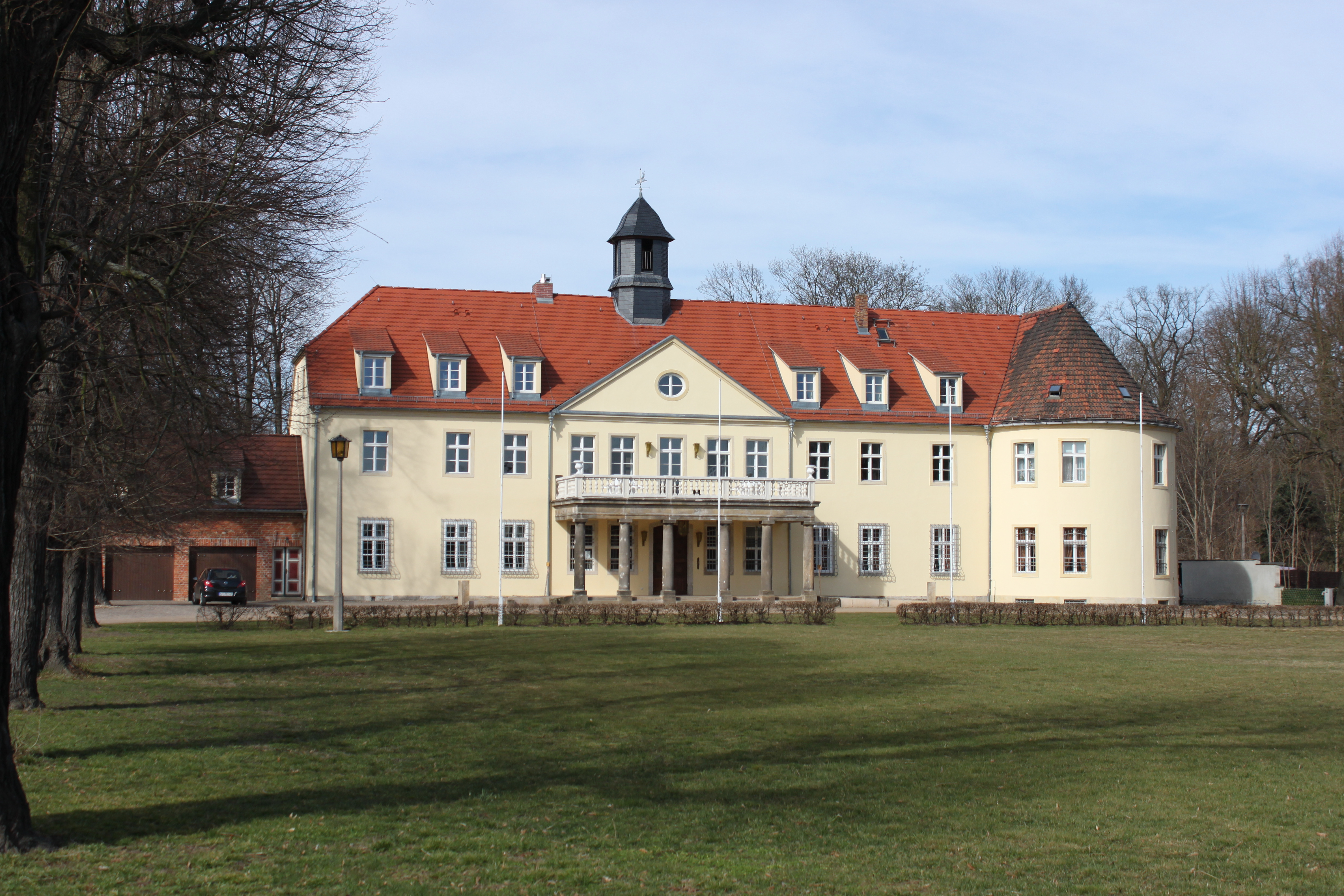
Schloss Grochwitz

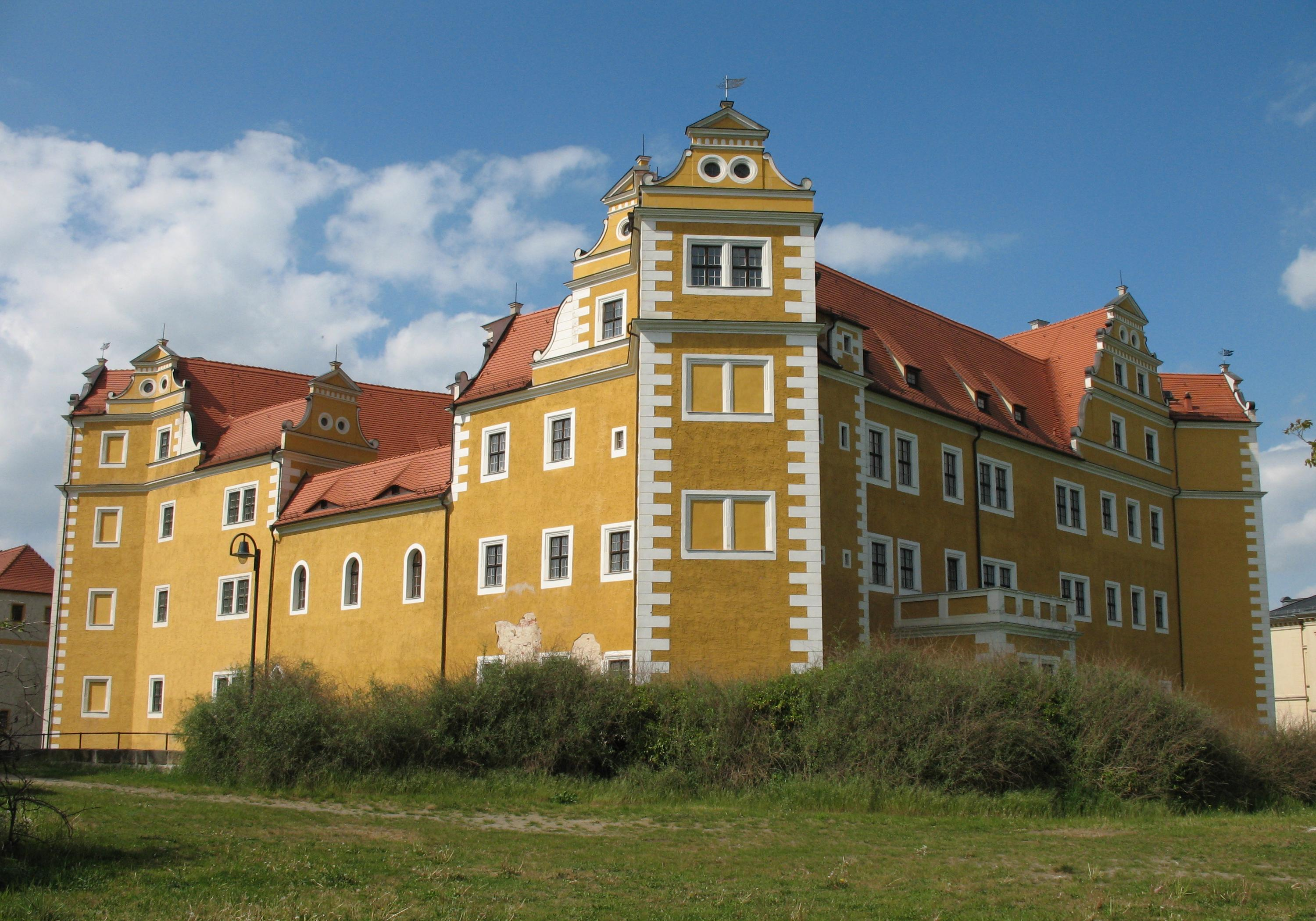
Schloss Annaburg

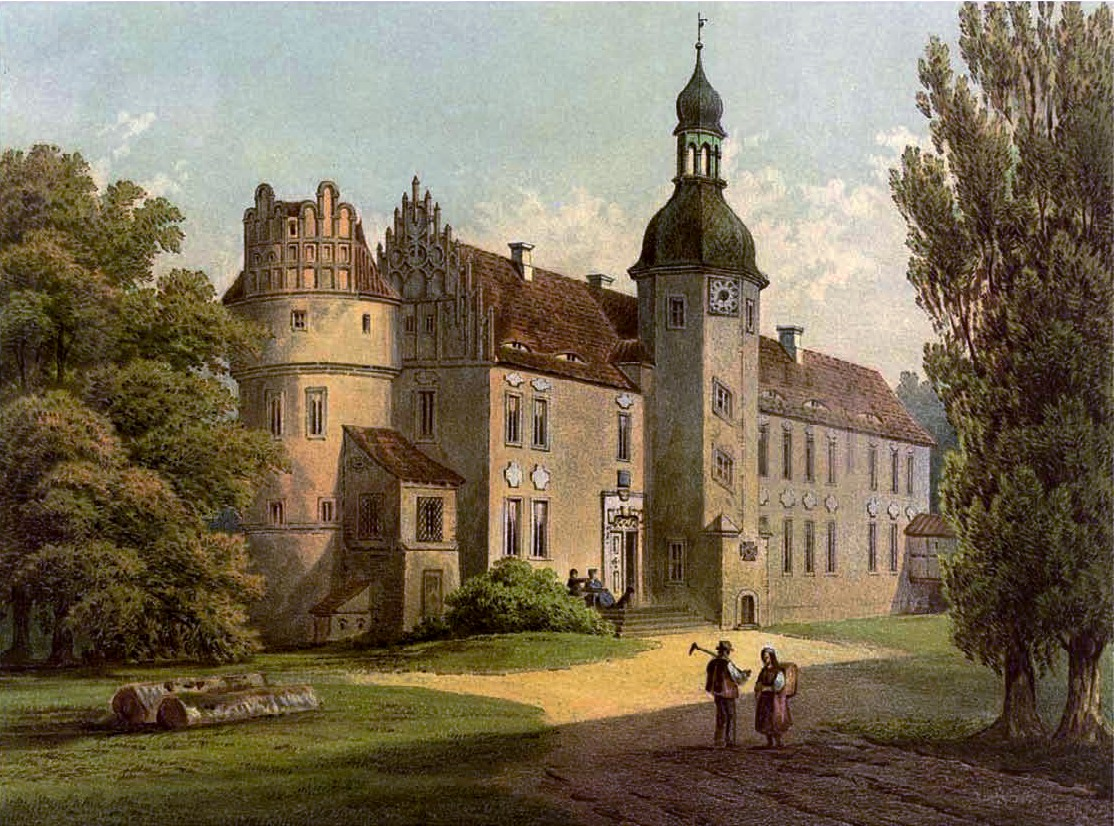
Gemälde des Schlosses Neudeck um 1860

→ Siehe auch: Liste von Burgen, Schlössern und Herrenhäusern in Berlin und Brandenburg, Landkreis Elbe-Elster
In Bad Liebenwerda befinden sich die Reste einer etwa am Anfang des 13. Jahrhunderts entstandenen alten Burg- und Schlossanlage, deren Grundriss bis noch gut zu erkennen ist. Schloss und Stadt Liebenwerda erhielt um 1420 die Witwe des Kurfürsten Albrecht III. der Arme, Euphemia von Oels als Wittum, die mehrere Baumaßnahmen einleitete, innerhalb derer vier Jahre später das Vorderschloss entstand. Später zerstörten mehrere Brände die alte Schlossanlage weitgehend, 1888 fiel auch das Vorderschloss einem schweren Brand zum Opfer. Als besonders markantes Gebäude der Burg ist der Lubwartturm erhalten geblieben, ein Burgfried, der um etwa 1207 entstanden ist und jetzt als Aussichtsturm dient.
Freiherr Woldemar von Löwendal erwarb 1708 Schloss Elsterwerda und ließ es zur heutigen Form umbauen. Mit dem Abriss großer Teile der Vierflügelanlage und entstand die heutige nach Osten hin offene Dreiflügelanlage mit kurzen Seitenflügeln. Finanziell ruinierte Löwendal dieses Bauvorhaben. August der Starke schenkte das Schloss Elsterwerda 1727 seiner Schwiegertochter und Gemahlin des Kronprinzen, Maria Josepha von Österreich. Heute beherbergt das Schloss das Elsterschloss-Gymnasium.
Das 1868 von Rittergutsbesitzer Paul Beskow errichtete Uebigauer Schloss befindet sich im historischen Zentrum der Stadt. Es wurde im neobarocken Stil errichtet und weist Elemente des Jugendstils auf. 1945, nach dem Zweiten Weltkrieg, wurde Rittmeister a. D. von Bomhardt enteignet. Seit 1951 befindet sich hier eine Jugendherberge. Hinter dem Gebäude schließt sich ein etwa zwei Hektar großer Schlosspark in Form eines Landschaftsparks aus dem 19. Jahrhundert an.
Im an der Elbe gelegenen Mühlberger Ortsteil Martinskirchen befindet sich ein Barockschloss, das 1754 in nur zweijähriger Bauzeit durch den kursächsischen Obersteuereinnehmer Graf Friedrich Wilhelm von Brühl entstand und diesem als Jagd- und Lustschloss diente. Ebenfalls an der Elbe befindet sich auch in Mühlberg ein Schloss. Die ursprünglich auf eine slawische Befestigung zurückgehende, mit Renaissancegiebeln geschmückte Vierflügelanlage entstand im 16. Jahrhundert unter dem sächsischen Kurfürsten Moritz von Sachsen aus einer Burganlage. Sie wurde 1545 während eines verheerenden Stadtbrands verwüstet. Das Schloss diente bis 1815 als sächsischer Amtssitz und Jagdresidenz.
In Annaburg steht das einstige Jagdschloss Lochau, das Kurfürst August von Sachsen erbauen ließ. Es diente seiner Gemahlin Prinzessin Anna von Dänemark als Residenz sowie als Ausflugsziel während der beim Kurfürsten sehr beliebten Jagd in der Lochauer Heide. Zu Ehren der Kurfürstin wurde die Stadt Lochau 1573 in Annaburg umbenannt. Das Schloss war bis zur endgültigen Auflösung im Jahre 1821 Amtssitz des Amtes Annaburg. Das Annaburger Amtsgebiet ging im neu entstandenen Landkreis Schweinitz auf, dessen Kreisstadt Herzberg wurde.
In Herzberg befinden sich Schloss und Park Grochwitz. Das Schloss entstand Ende des 18. Jahrhunderts unter der Einbeziehung der Reste eines im Siebenjährigen Krieg niedergebrannten Vorgängerbaus, welcher 1732 bis 1738 unter Heinrich von Brühl nach Plänen Johann Christoph Knöffels errichtet worden war. Der vier Hektar umfassende Schlosspark wurde im 19. Jahrhundert in einen Landschaftspark umgestaltet.
Im Jessener Ortsteil Hemsendorf liegt unmittelbar an der Schwarzen Elster ein im 17. Jahrhundert entstandener vierflügliger Schlossbau mit einem etwa 5 Hektar großen Landschaftspark. Mittelpunkt zahlreicher kultureller Veranstaltungen sind heute das 1757 errichtete Schloss in Stechau im Schliebener Land und der dazugehörige 1,5 Hektar große Schlosspark. Der Schlosspark in Saathain wird seit 1972 als Rosengarten mit mehr als 70 Rosenarten und etwa 5000 Rosenstöcken genutzt. Das 1521 errichtete Schloss in Neudeck diente früher als Polizeischule. Weitere ehemalige Schloss- und Parkanlagen sowie Gutshäuser sind unter anderem in Doberlug-Kirchhain, Finsterwalde, Falkenberg/Elster, Jagsal, Maasdorf, Prestewitz, Prieschka, Sonnewalde und Theisa erhalten geblieben.
Die wichtigsten Schlösser im östlichen, niederlausitzer Teil des heutigen Elbe-Elster-Landes befinden sich in Finsterwalde, Sallgast und Doberlug-Kirchhain. Das Schloss Finsterwalde ist eine Renaissance-Anlage, die über viele Jahrzehnte im Besitz der Familien von Maltitz, von Minckwitz und von Dieskau war.
1623 kaufte Kurfürst Johann Georg I. von Sachsen Dobrilugk für 300.000 Taler und ließ zwei Jahre später das Schloss Doberlug weiter ausbauen. Sein Sohn Herzog Christian I. von Sachsen-Merseburg erbte Schloss und Stadt Dobrilugk, womit beide an die Seitenlinie Sachsen-Merseburg fiel. Das Schloss Sallgast wurde im 12. Jahrhundert als Wasserburg errichtet. Heute wird Schloss Sallgast unter anderem von der Gemeindeverwaltung und als Restaurant genutzt.

#### Kirchen (Auswahl)

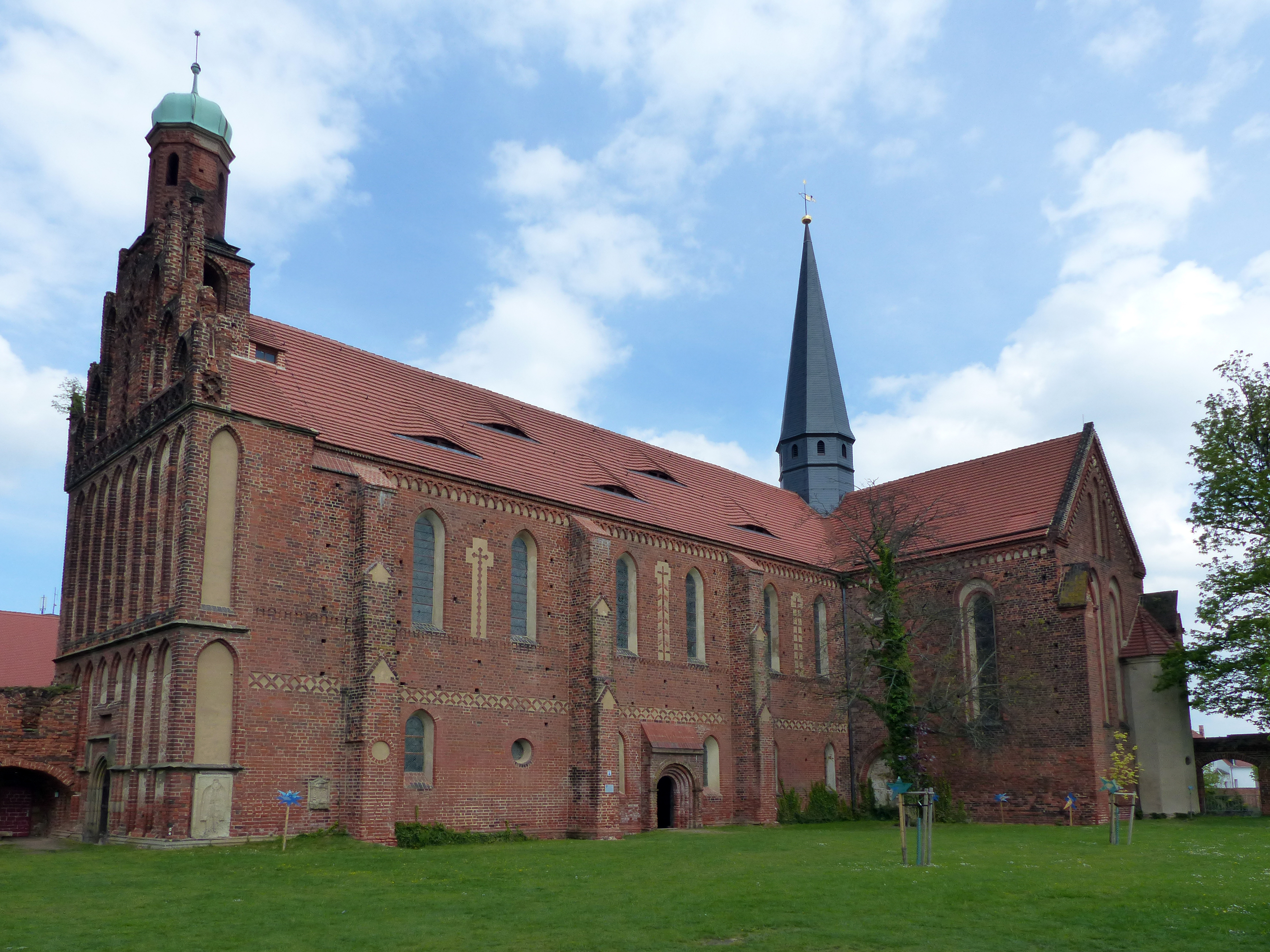
Zisterzienserinnenkloster Marienstern

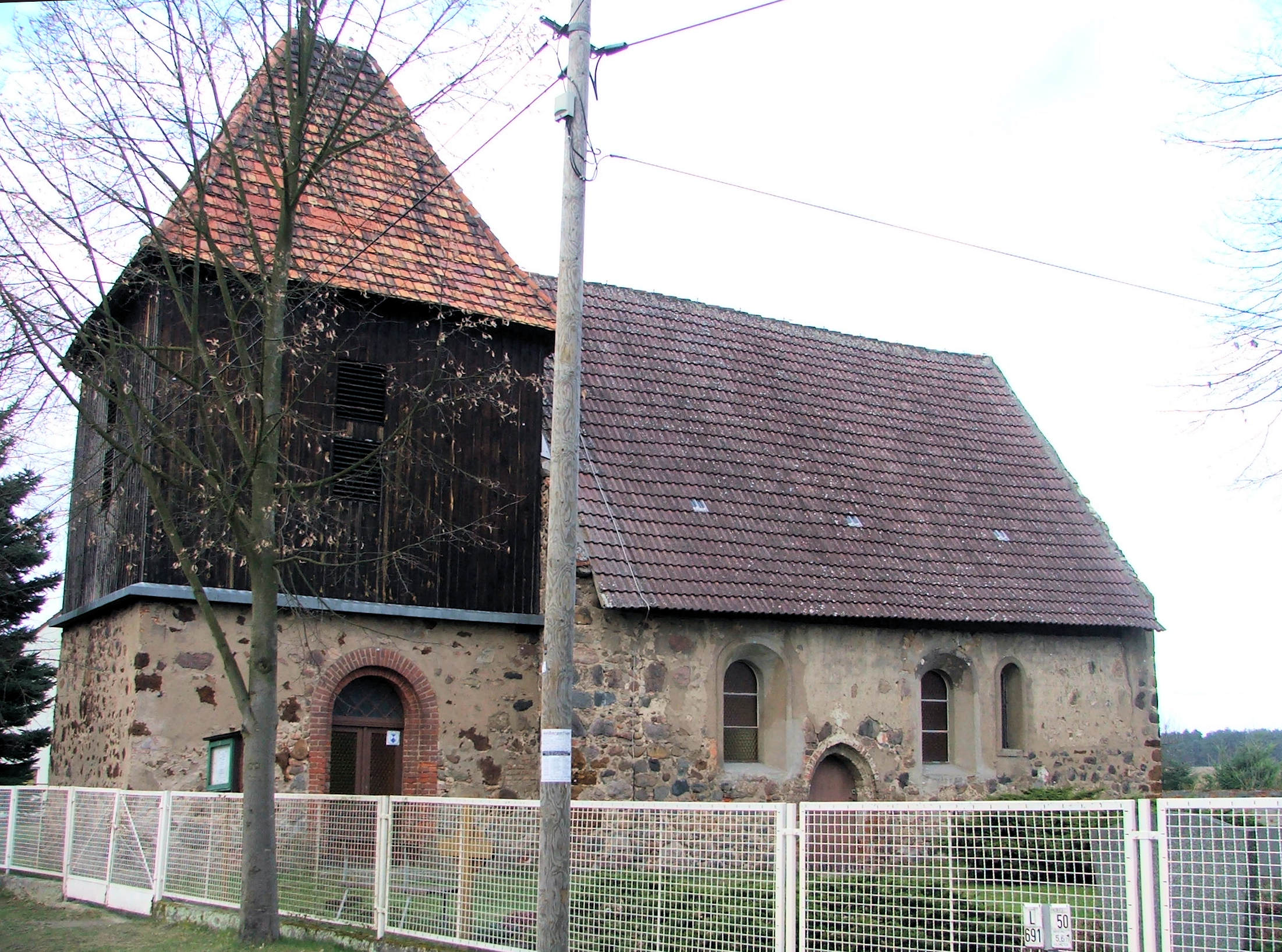
Feldsteinkirche in Krassig

In Mühlberg befindet sich die markante Anlage des einstigen Zisterzienserinnenklosters „Marienstern“, das auf eine Stiftung der Brüder Otto und Bodo von Ileburg im Jahre 1228 zurückgeht. Während der Reformation wurde das Kloster 1540 aufgelöst; ab 1546 erfolgte der Versuch einer Neubesiedlung. 1559 wurde es allerdings erneut geschlossen und der weitreichende Besitz des Klosters zerfiel bis auf einen „Gut Güldenstern“ genannten Kernbereich weitgehend. Seit dem Jahr 2000 versucht die Ordensgemeinschaft der Claretiner das Kloster wiederzubeleben.
Vermutlich bereits aus dem 12. Jahrhundert stammt die Kirche „St. Nikolai“ in Uebigau. Sie war 1251 eine Filialkirche des Patronats Altbelgern, das dem Nonnenkloster „Marienthron“ in Torgau unterstand. 1298 wurde in einer Urkunde ein Leutepriester erwähnt („dominus plebanus in Ubegowe“). Sein Name Albertus taucht ein Jahr später in einem weiteren Dokument auf. Die Sakristei der Kirche wurde im 16. Jahrhundert errichtet. Außerdem baute man zu dieser Zeit die Patronatsloge an und erhöhte den frühgotischen östlichen, ältesten Teil der Kirche. Die Kanzel stammt vermutlich aus dem Jahr 1690. Eine erste Orgel wurde 1640 erwähnt. Das bis in die Gegenwart erhalten gebliebene Instrument erbaute 1895 der Eilenburger Orgelbaumeister Conrad Geißler. Aus der Zeit um 1350 stammt die Herzberger Marienkirche.
Die evangelische Pfarrkirche St. Nikolai am Markt in Bad Liebenwerda wurde im Dreißigjährigen Krieg 1637 von den Schweden in Asche gelegt. Der nach einem Blitzeinschlag neu erbaute Kirchturm stammt aus dem Jahr 1894.
Die Pfarrkirche St. Marien in der denkmalgeschützte Altstadt von Schweinitz ist ein einschiffiger Backsteinbau aus dem 13. Jahrhundert.
Außerdem sind im Elbe-Elster-Land zahlreiche Dorfkirchen zu finden, wie die niedrige Dorfkirche im Uebigau-Wahrenbrücker Ortsteil Drasdo, ein Feldsteinbau aus dem 15. Jahrhundert, oder die aus dem Jahr 1230 stammende Saxdorfer Dorfkirche, in deren Inneren sich unter anderem ein Schnitzaltar aus der Zeit um 1500 befindet, sie ist Mittelpunkt zahlreicher kultureller Veranstaltungen. Die Feldsteinkirche in Krassig und der Raseneisensteinbau der Dorfkirche in Beyern stammen aus dem 13. Jahrhundert; die Dorfkirche in Werchau aus dem 14. Jahrhundert.

#### Geschichtsdenkmale

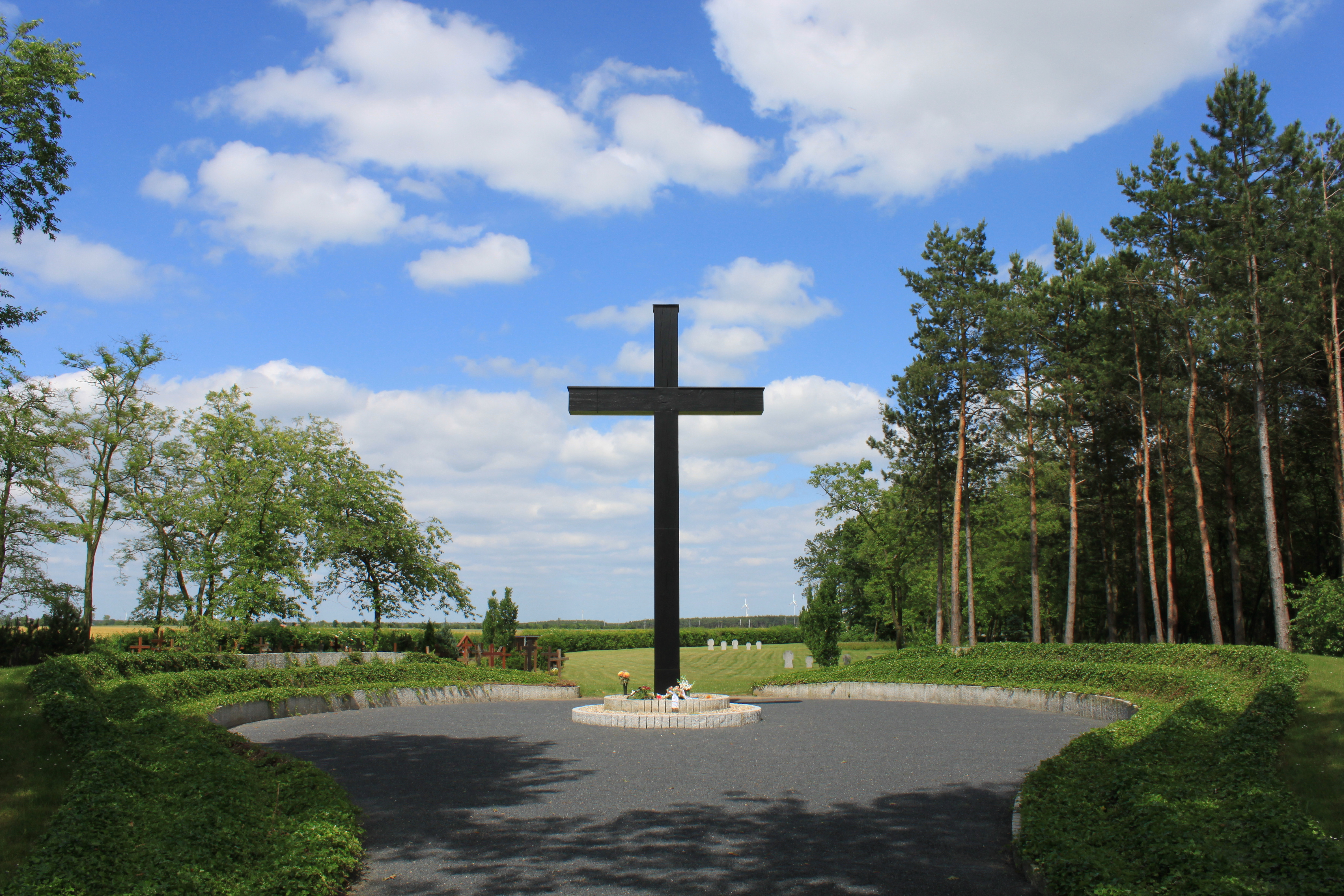
Gräberfeld neben dem ehemaligen Lager bei Neuburxdorf

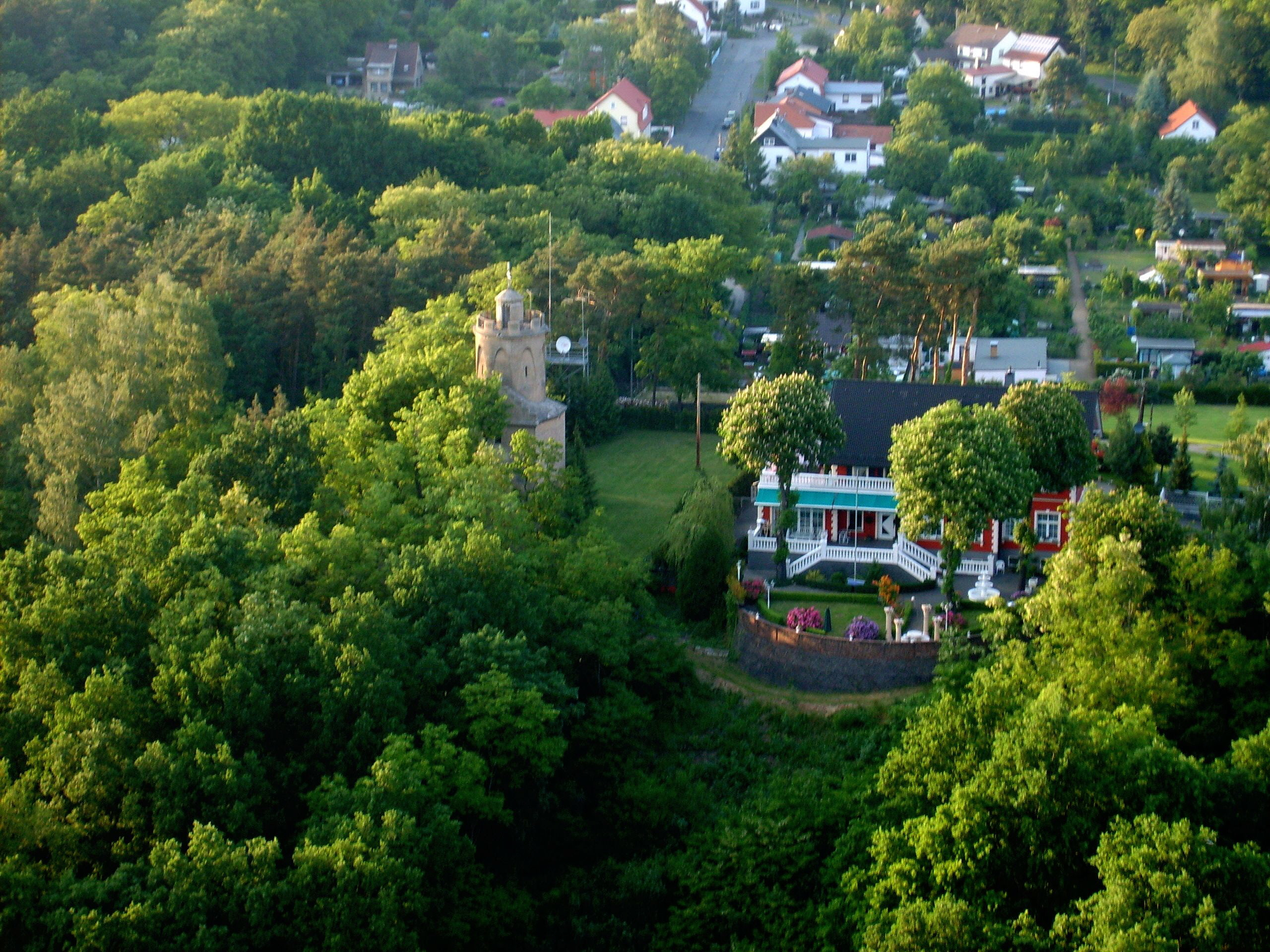
Der Biehlaer Wasserturm

Viele Denkmäler im Elbe-Elster-Land erinnern an die Gefallenen der beiden Weltkriege, aber auch für die Einigungs- und Befreiungskriege finden sich noch Erinnerungsstätten, wie das Kriegerdenkmal am Bahnsdorfer Berg oder der Biehlaer Wasserturm, dessen Fassade dem Völkerschlachtdenkmal in Leipzig nach empfunden wurde. Unweit des Naturschutzgebietes „Schweinert“ bei Uebigau erinnert ein Denkmal an die Gefangennahme des sächsischen Kurfürsten Johann Friedrich I. nach der Schlacht bei Mühlberg während des Schmalkaldischen Krieges im April 1547. In Bad Liebenwerda und Zeischa halten Denkmäler die Erinnerung an den Liebenwerdaer Bürgermeister Elias Borßdorf wach, der während des Dreißigjährigen Krieges von schwedischen Truppen an Pferden gebunden zu Tode geschleift wurde. Außerdem befindet sich auf dem Liebenwerdaer Marktplatz der Denkmalsbrunnen, der ursprünglich an die Schlacht von Sedan erinnern sollte. 1943 wurde die den Deutschen Michel darstellende Bronzefigur zu Kriegszwecken eingeschmolzen. Später wurde das inzwischen verfallende Denkmal in den heutigen Barbarabrunnen umgestaltet. An der Flurgrenze zwischen Prestewitz und Schadewitz befindet sich eine Kopie der „Prestewitzer Spottsäule“, die am Anfang des 20. Jahrhunderts der Theisaer Amtsvorsteher Adolph Lehmann aufstellen ließ, weil der Luckauer Landrat eine Fortführung des Straßenausbaus an der Kreisgrenze mit der engstirnigen Begründung „damit das Geld im Lande bleibe“, ablehnte.
Weitere Gedenkstätten sind unter anderem: die Gedenkstätte zur Erinnerung an das Kriegsgefangenenlager Stalag IV-B und das ihm folgende Speziallager Nr. 1 Mühlberg bei Neuburxdorf, der Jüdische Friedhof und Gedenkstätten in Tröbitz, Langennaundorf und Wildgrube an die Opfer des Verlorenen Zuges, die Gedenkstätte zur Erinnerung an das Außenlager Schlieben des Konzentrationslagers Buchenwald sowie Denkmäler in Bad Liebenwerda, Kreinitz und Burxdorf zur Erinnerung an die erste Begegnung amerikanischer und sowjetischer Truppen an der Elbe. Hier finden regelmäßig öffentliche Gedenkveranstaltungen mit Vertretern aus der Politik unter Interesse der regionalen Medien statt.

## Persönlichkeiten (Auswahl)

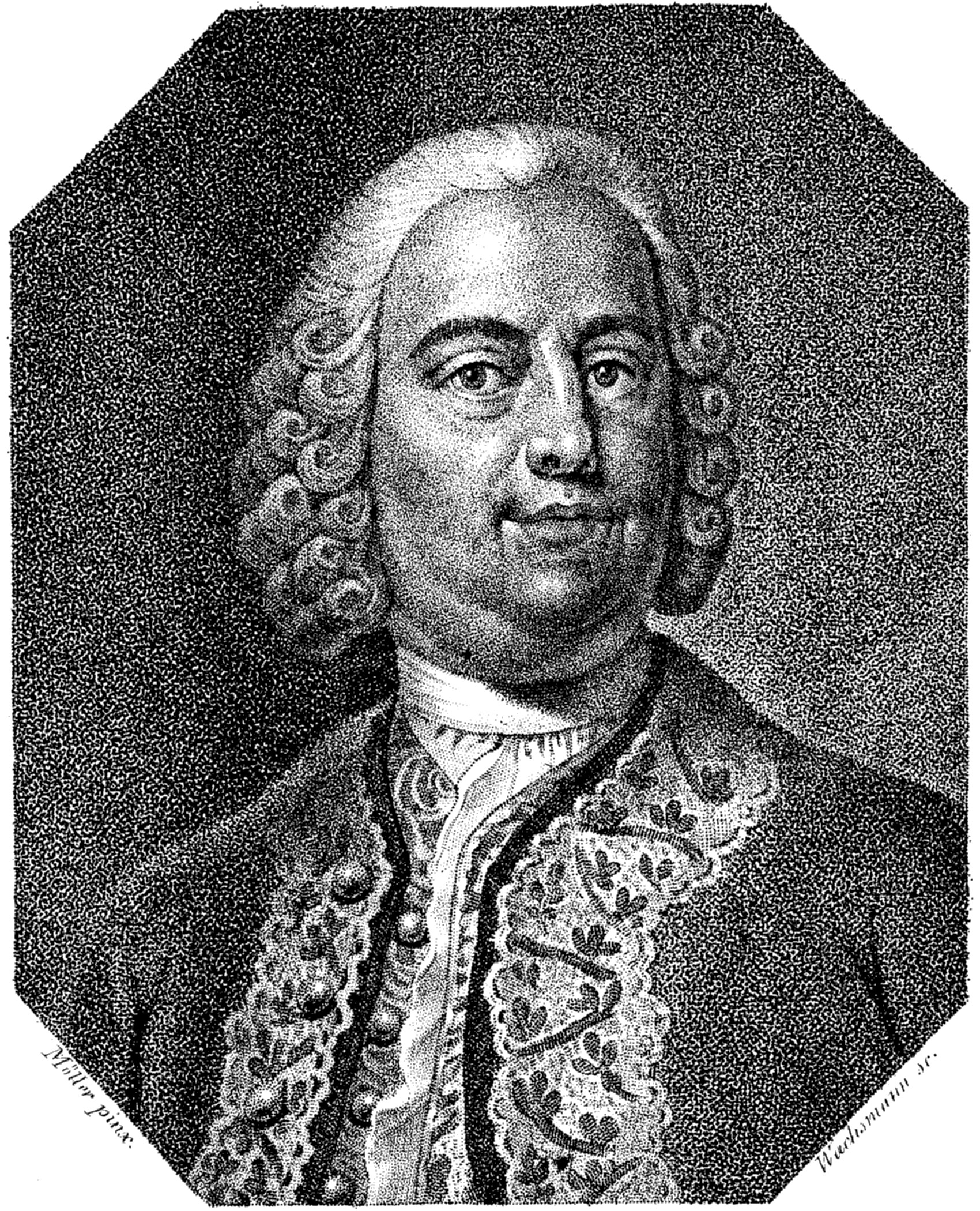
Carl Heinrich Graun

- Euphemia von Oels (* um 1390; † 1444) war die Frau des Kurfürsten Albrecht III. von Sachsen-Wittenberg.
- Philipp Melanchthon (1497–1560), entwickelte 1538 erste Schulordnung für das Lateingymnasium in Herzberg
- Johann Friedrich von Schönberg, Verfasser des Schildbürgerbuches
- Johann Gottlieb Graun (* 1702 in Wahrenbrück; † 1771), Komponist
- Carl Heinrich Graun (* 1704 in Wahrenbrück; † 1759), Komponist
- Gotthard Daniel Fritzsche (* 20. Juli 1797 in Liebenwerda; † 26. Oktober 1863 in Lobethal Australien), Theologe und Begründer der Evangelisch-Lutherischen Kirche in Australien
- Ernst Theodor Echtermeyer (* 12. August 1805 in Liebenwerda; † 6. Mai 1844 in Dresden), Schriftsteller, Literaturhistoriker, Ästhetiker und Philosoph
- Wilhelm Hasemann (1850–1913), Schwarzwaldmaler
- Heinrich Nebelsieck (1861–1950), evangelischer Pfarrer und Heimatforscher, Superintendent von 1903 bis 1917 in Liebenwerda
- Louise von François (1817–1893), Erzählerin und Schriftstellerin
- Friedrich Stoy  (1887–1978), Heimatforscher und Lehrer
- Karl Fitzkow (1900–1970), Denkmalschützer und Heimatforscher
- Joseph Polowsky (1916–1983), US-amerikanischer Soldat und Friedensaktivist
- Steffen Zesner (* 1967), Weltklasseschwimmer

## Literatur und Medien (Auswahl)

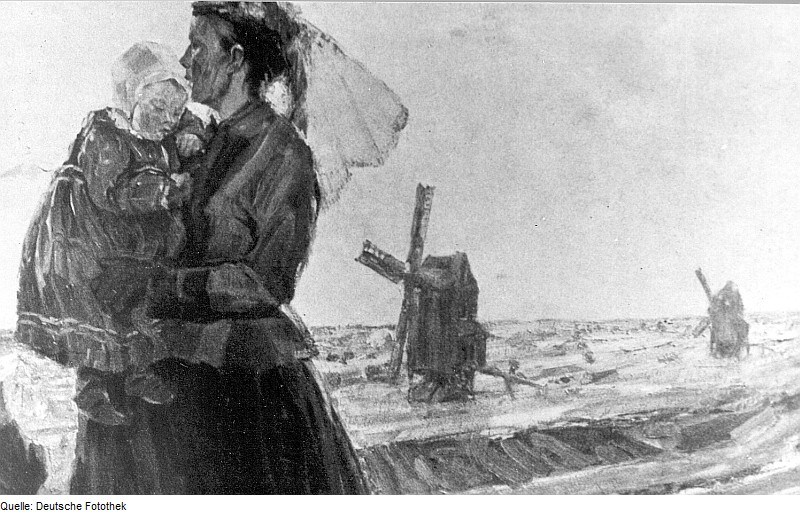
Ausschnitt eines 1914 im Liebenwerdaer Heimatkalender erschienen Gemäldes von Hans Nadler.